# 利根川
利根川（とねがわ）は、大水上山を水源として関東地方を北から東へ流れ、太平洋に注ぐ一級河川。一級水系であり、利根川水系の本川（本流）である。河川の規模は日本最大級であり、日本三大河川のひとつ。首都圏の水源として国内の経済活動上重要な役割を果たしている。「坂東太郎（ばんどうたろう。“東国にある日本一の大河”）」の異名を持つ日本三大暴れ川のひとつで、江戸時代初期に行われた河川改修である利根川東遷事業により、流路を変更された歴史を持つ。

## 地理

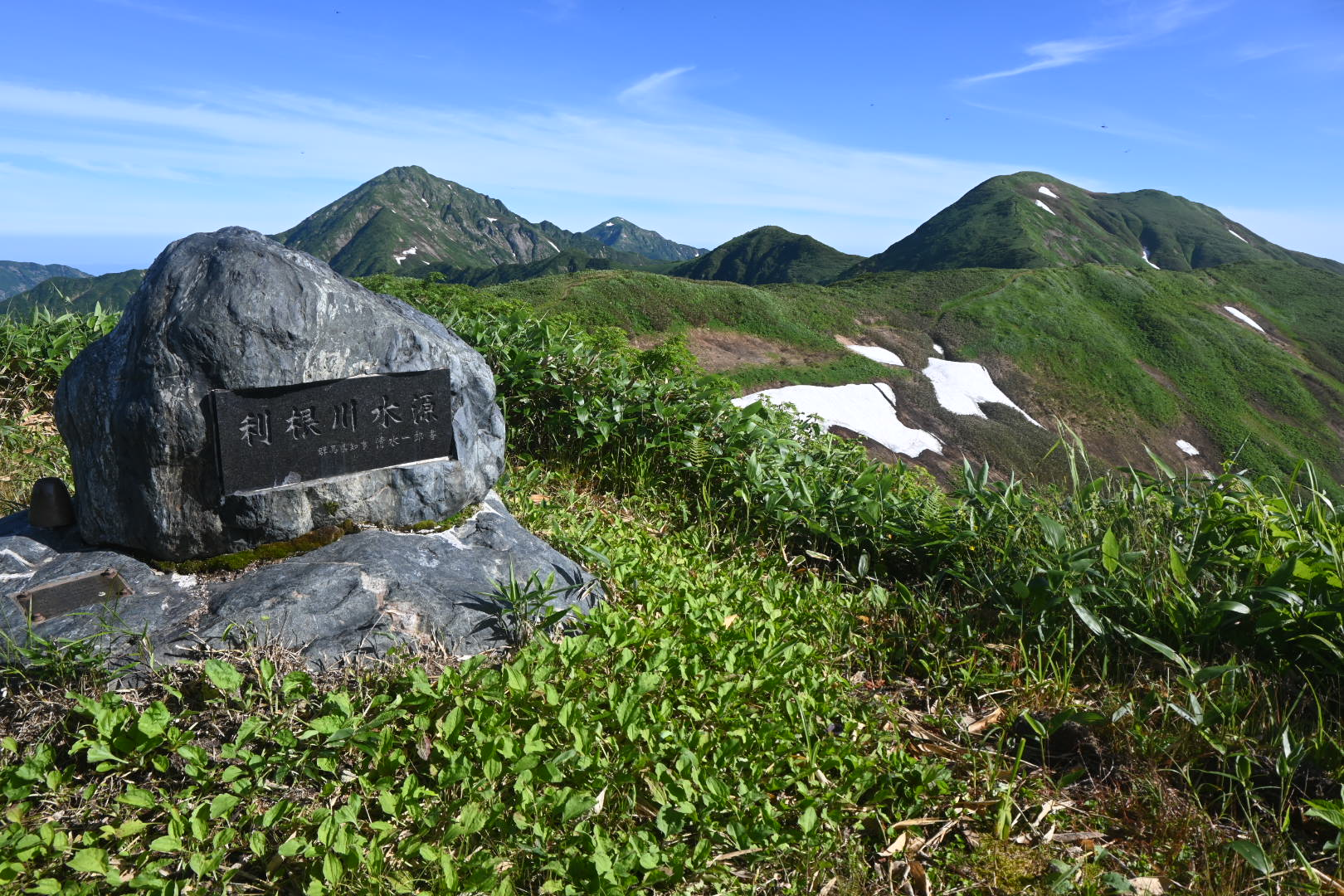
源流（群馬県みなかみ町藤原付近）

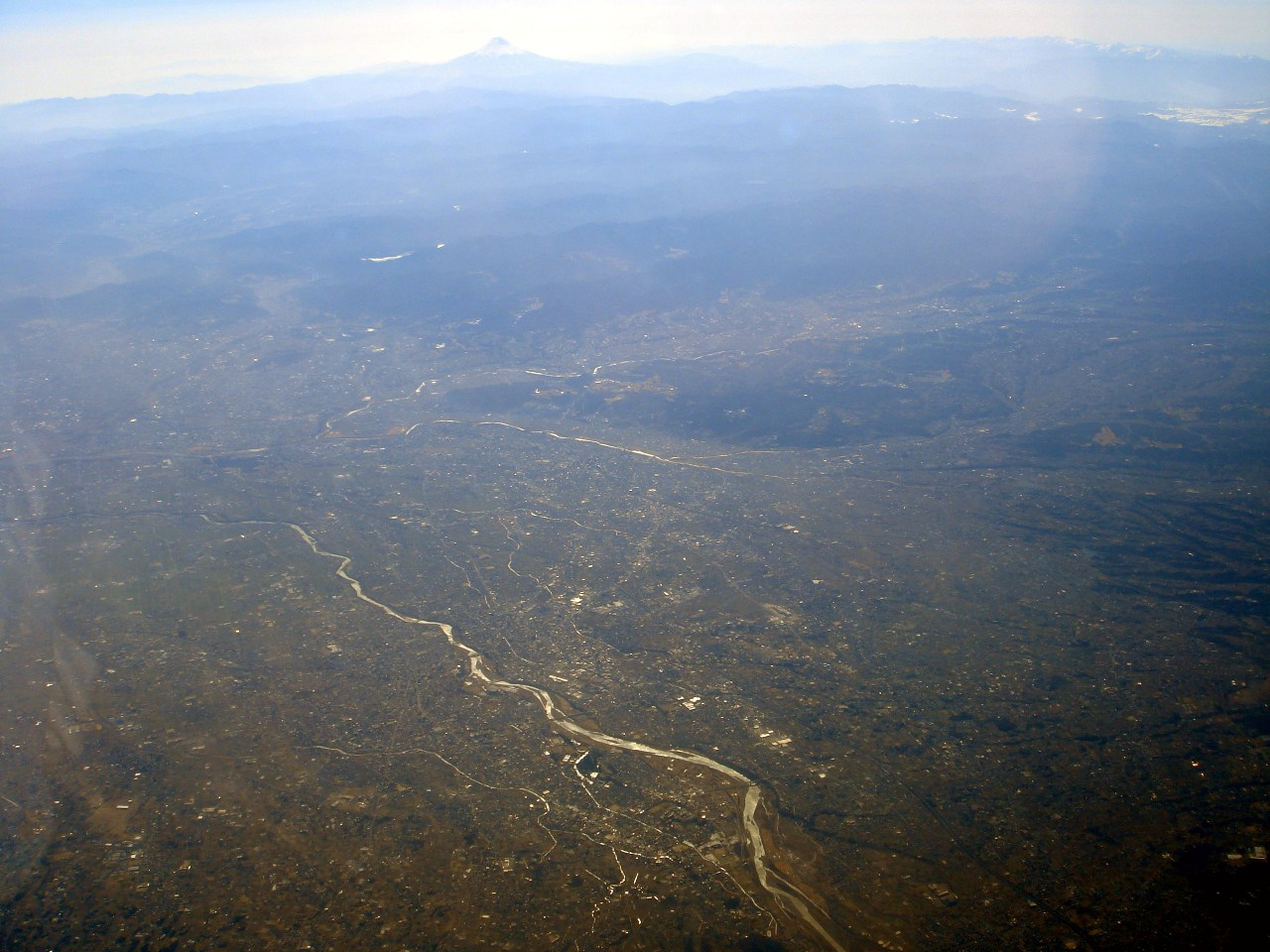
上流（群馬県前橋市付近）

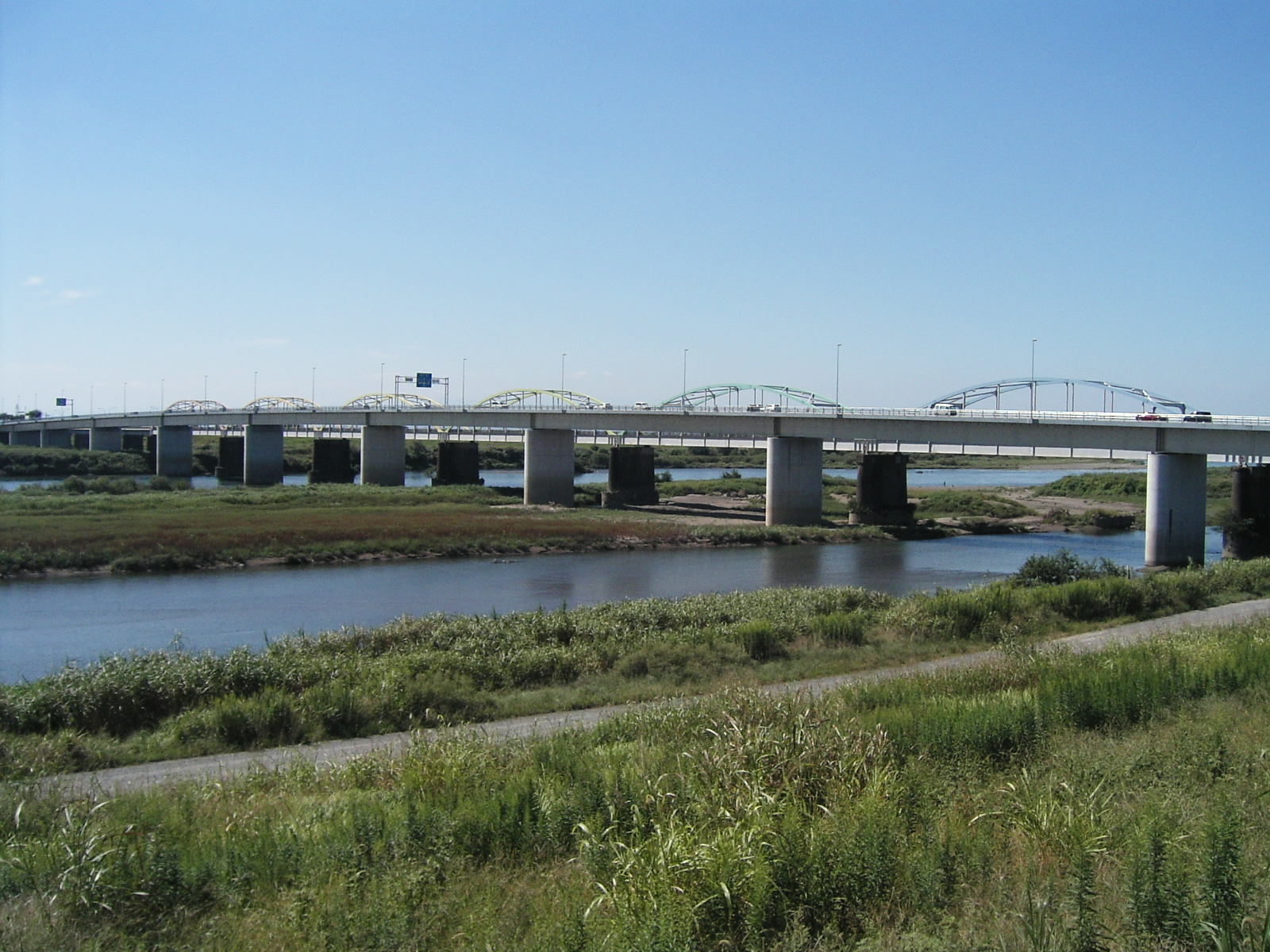
中流（群馬県邑楽郡明和町付近）

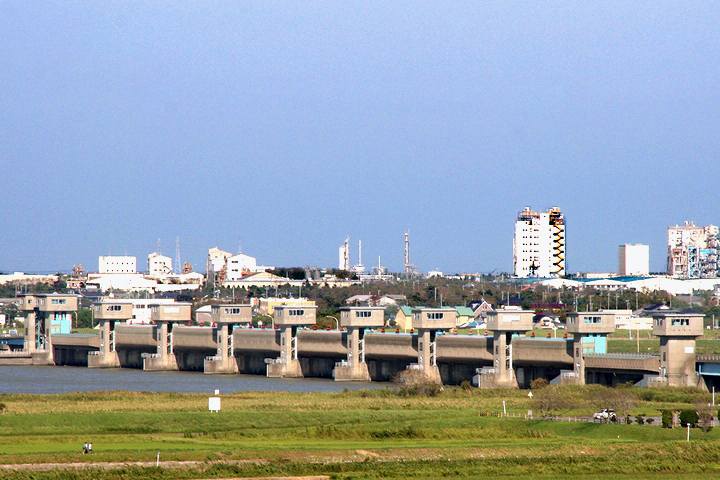
下流（利根川河口堰付近）

群馬県利根郡みなかみ町にある三国山脈のひとつ、大水上山（標高1,840 m）にその源を発する。前橋市・高崎市付近まではおおむね南へと流れ、伊勢崎市・本庄市付近で烏川に合流後は、東に流路の向きを変えて群馬県・埼玉県境を流れる。江戸川を分流させた後はおおむね茨城県と千葉県の県境を流れ、茨城県神栖市と千葉県銚子市の境において太平洋（鹿島灘）へと注ぐ。江戸時代以前は大落（おおおとし）古利根川が本流の下流路で東京湾に注いだが、度重なる河川改修によって現在の流路となっている（後述）。流路延長は約322 kmで信濃川に次いで日本第2位、流域面積は約1万6,840 km2で日本第1位であり、日本屈指の大河川といってよい。流域は神奈川県を除く関東地方一都五県のほか、烏川流域の一部が長野県佐久市にも架かっている。河川法に基づく政令 により1965年（昭和40年）に指定された一級水系である。
利根川における上流・中流・下流の区分については、おおむね下記の区間に分けられる。
上流：水源の大水上山から群馬県伊勢崎市八斗島（）まで
中流：伊勢崎市八斗島から千葉県野田市関宿の江戸川分流点まで
下流：江戸川分流点から河口まで（流路を東へ変える）
利根川の水源は大水上山である、という詳細が明らかとなったのは1954年（昭和29年）に群馬県山岳連盟所属の「奥利根水源調査登山隊」30名が行った、水源までの遡行調査による。水源に関する史料としては室町時代に著された源義経一代記である『義経記』が初出で、同書では現在のみなかみ町藤原付近を水源と記している。大水上山の名称が初出したのは、それより後の1640年代に成立した『正保国絵図』においてである。しかし、利根川の源流については江戸時代後期に入ると天保七年（1835年）に成立した『江戸名所図会』や安政五年(1858年)に成立した『利根川図志』において異説が出されるなど、長らく不明となっていた。明治以降本格的な調査が開始され、1894年（明治27年）と1926年（大正15年/昭和元年）と二度の探検を経て1954年に水源が確定する。さらに1975年（昭和50年）には群馬県による利根川源流域の総合学術調査が実施され、より詳細な実態が解明された。
利根川の出発点は大水上山北東斜面、標高1,800 m付近にある三角形の雪渓末端である。源流部は険しい峡谷を形成し、大小の沢を集めた後奥利根湖へと注ぎ込む。矢木沢、須田貝、藤原ダム通過後は南西に流路を変え、水上温泉付近で水上峡・諏訪峡を形成しながら南へ流れる。みなかみ町月夜野で赤谷川と、沼田市で片品川と合流した辺りでは沼田盆地を形成、両岸では河岸段丘が発達している。沼田市から渋川市境に掛けては綾戸渓谷と呼ばれる渓谷を形成して蛇行、渋川市内で吾妻（あがつま）川を併せると次第に川幅を広げ、前橋市街を縦貫した後、前橋市と高崎市の市境を形成する。群馬県西毛地域を流域とする烏川を合流すると流路を東へ向け、伊勢崎市八斗島へ至る。
中流域に入ると利根川の川幅は急激に広くなり、群馬県佐波郡玉村町付近で約500 m、埼玉県熊谷市妻沼付近では約900 mにも及ぶ。途中の利根大堰で河水は武蔵水路などによって荒川へ分流する。その後、間もなく渡良瀬川を合流して茨城県猿島郡五霞町内を貫流した後、茨城・千葉県境を流れる。下流域においては野田市関宿で江戸川を、千葉県柏市で利根運河をそれぞれ分流するが対岸の茨城県守谷市で鬼怒川、取手市と北相馬郡利根町の境で小貝川が合流する。香取市付近では一度千葉県内を流れるがその後利根川河口堰付近で再度県境を形成し、常陸利根川と黒部川を左右より併せる。ここからは平均して900 m - 1 kmの広大な川幅を形成し、神栖市・銚子市境において太平洋へと注ぐ。下流域には日本第二位の面積を有する霞ヶ浦を始め、北浦、印旛沼、牛久沼、手賀沼など多くの天然湖沼が含まれる。

## 自然
利根川流域の自然は、上流、中流、下流において様相が大きく異なることが多い。本節では利根川流域における自然環境について詳述する。ただし水質については別掲して後述する。

### 気候・水文

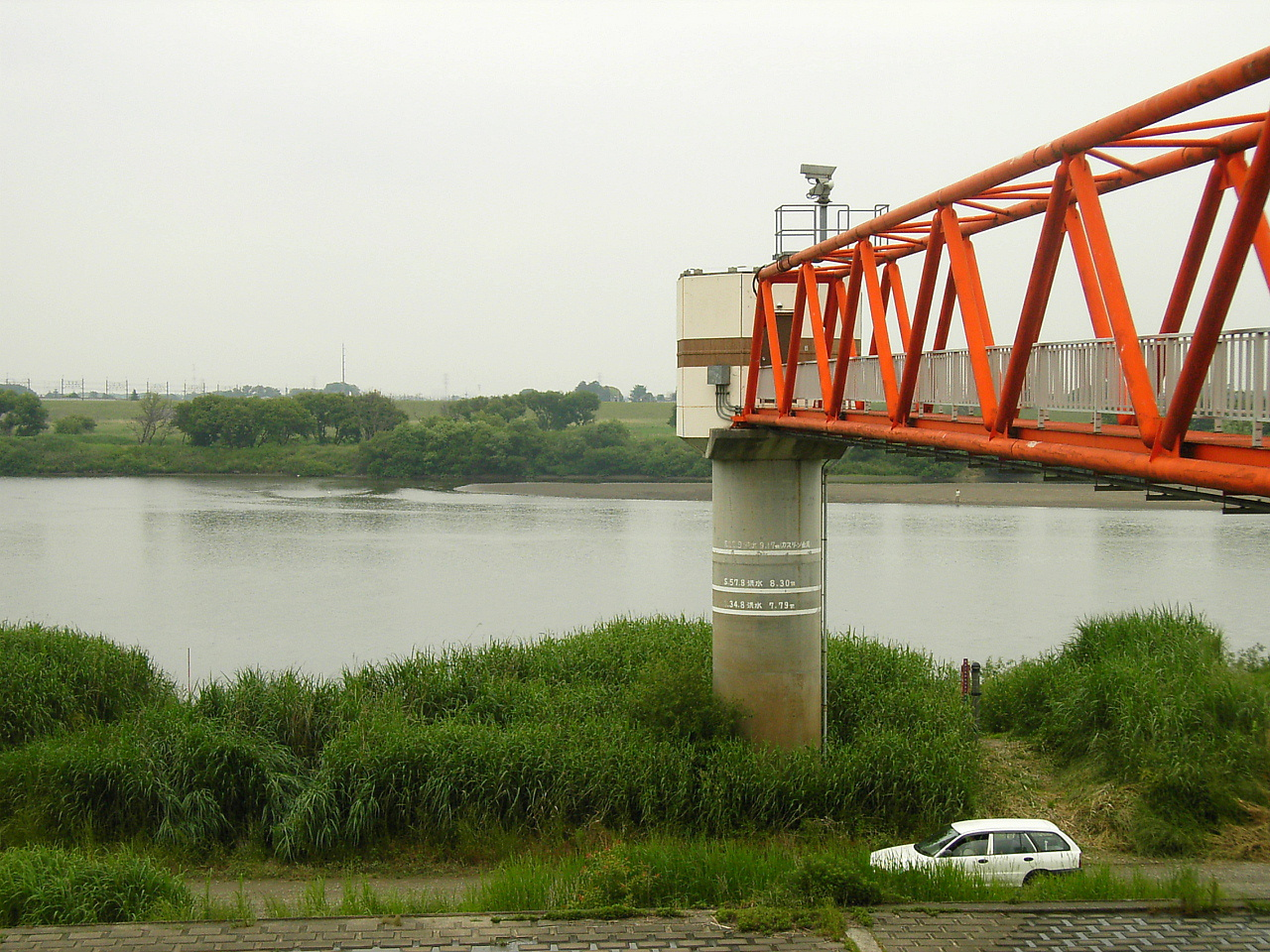
利根川中流の埼玉県久喜市栗橋にある国土交通省関東地方整備局の栗橋観測所。過去の洪水位が示されている。

利根川流域の気候は関東平野が東日本気候区に属しているため、おおむね温暖湿潤の気候である。しかし流域面積が広大なこともあって上流・中流・下流が一律に温暖湿潤という訳ではなく、季節により相違が見られる。
降水量は年平均で1,300 mm と、日本の年平均降水量1,700 mm と比較すると少ない。
上流部は三国山脈などの高山地帯があり、冬季は雪が多く寒さが厳しい。1955年（昭和30年） - 2002年（平成14年）の間における平均累積積雪量は大水上山源流部で16 m、矢木沢ダム付近で10 - 14 m、みなかみ町付近や片品川上流部などでは2 - 10 mとなっており、最上流部は関東地方でも屈指の豪雪地帯であるが少雨地帯でもある。しかしこの積雪が春季には融雪して利根川上流ダム群に注ぎ、首都圏の重要な水源となる。中流部については夏季は太平洋高気圧の影響で晴天が多いがその分暑さも厳しい。2007年（平成19年）8月16日に熊谷市で記録した40.9 °Cは、同日記録した岐阜県多治見市ともに当時の日本最高気温記録となった。また群馬県や栃木県では雷雨が多くなるのも特徴である。一方冬季には北西の乾燥した季節風が強く吹き、群馬ではこれを「上州のからっ風」「赤城おろし」「榛名おろし」などとも呼ぶ。下流部においては黒潮の影響もあり温暖であり中流部のような猛暑も少ないが、冬季には曇りの日が比較的多い。降水量については中、下流部は夏季や秋の台風シーズンにその極期を迎える。
ただし利根川の年平均降水量は観測が開始された1900年（明治33年）以降一貫して減少傾向が続いており、平成に入ると多雨の年と少雨の年の降水量の差が顕著になっている。
利根川の年間流出量は約91.5億t、年平均の流量は埼玉県久喜市栗橋の観測地点で毎秒290.43 m3で、いずれも日本第5位である。

### 地形・地質

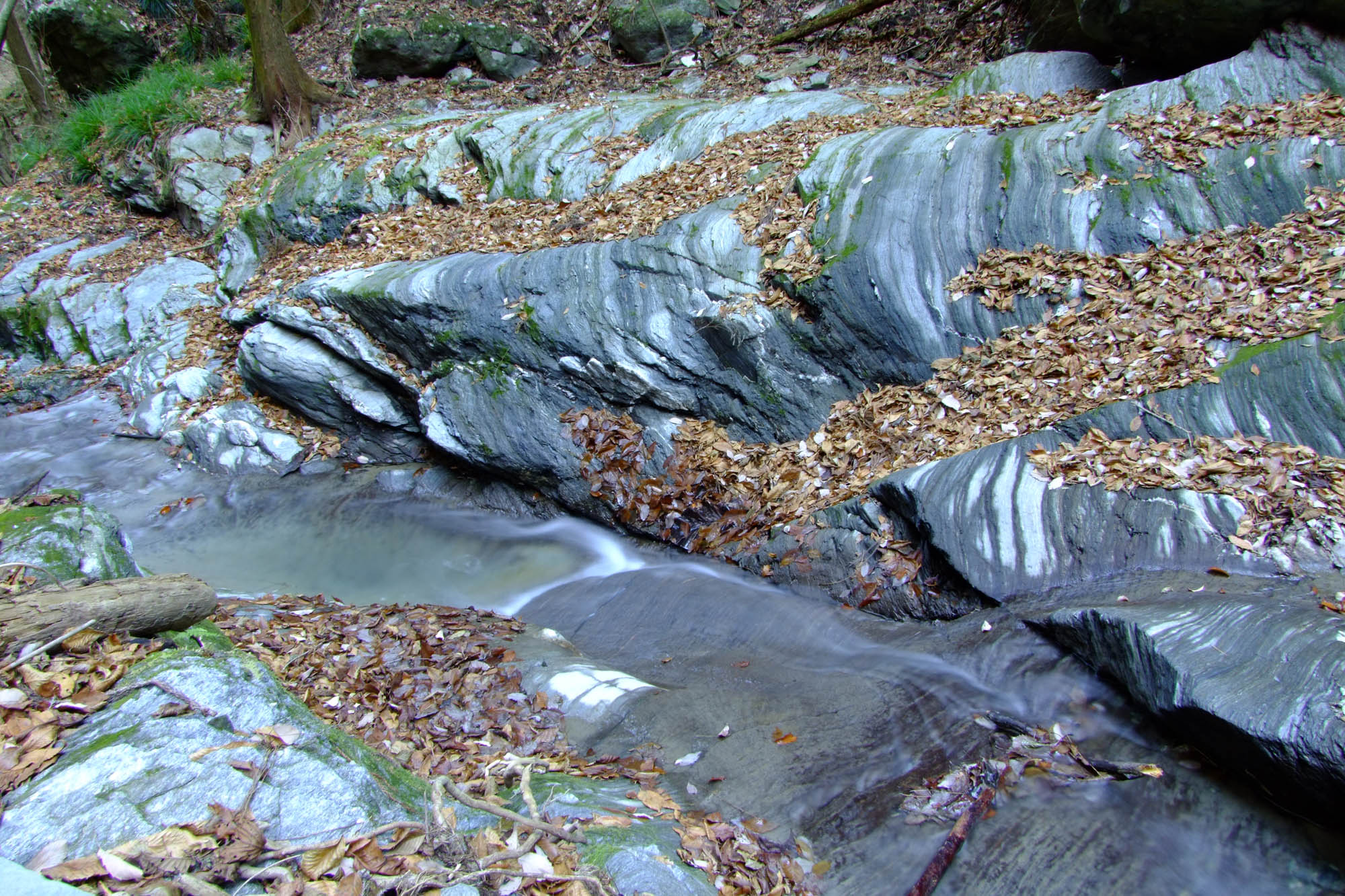
神流川支流の三波川に見られる三波石の露頭。国の天然記念物。

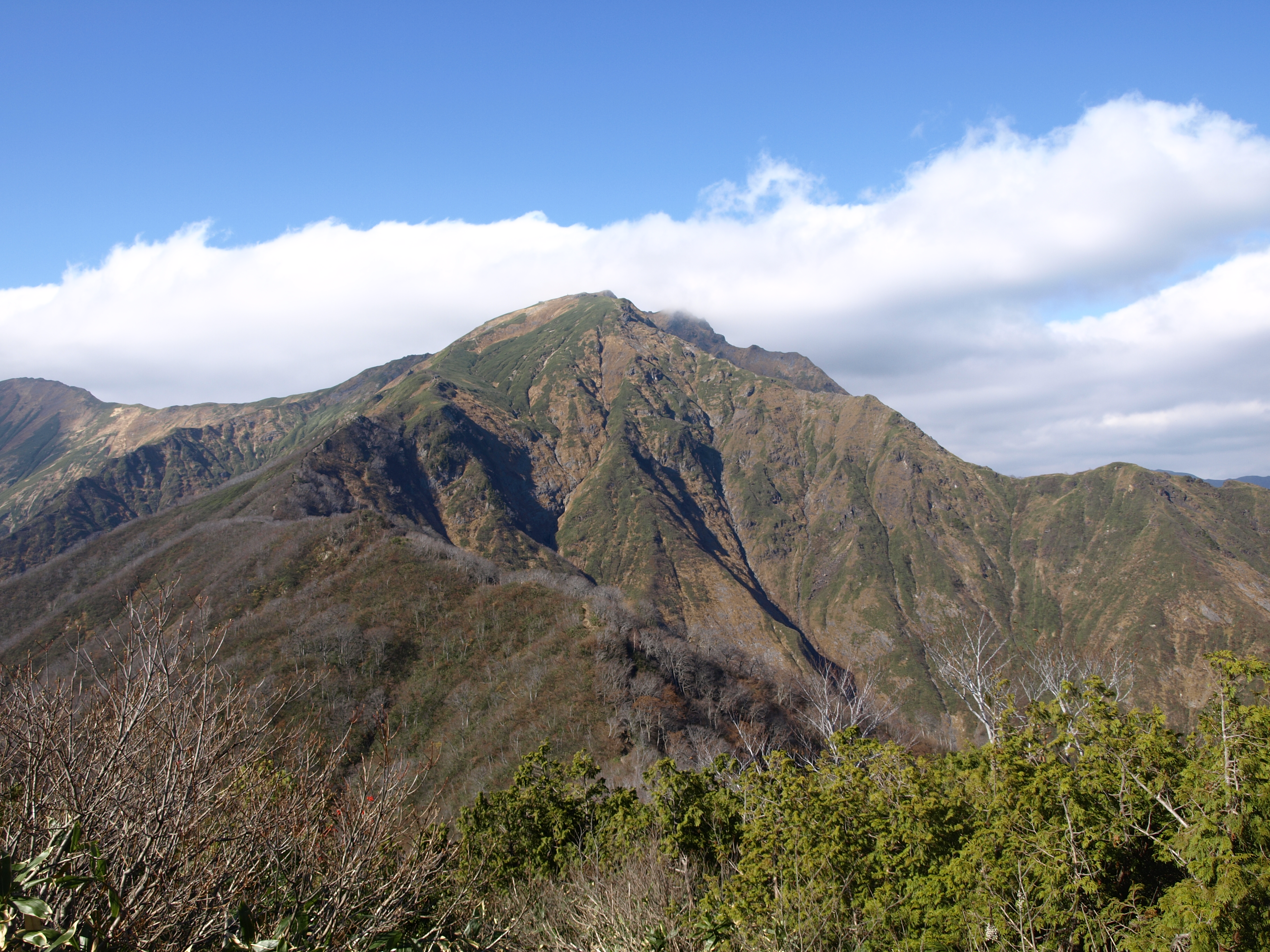
利根川と信濃川の分水嶺・三国山脈を形成する山岳のひとつ、谷川岳。

上流部では火山活動などによる地質形成が主体で、中・下流部の平野部については沖積平野が主体となっている。利根川最上流部の奥利根周辺は古第三紀の花崗岩類が多く占め、比較的堅固な地質となっている。それ以外の山地については主に新第三紀の堆積岩が占め、関東山地、八溝山地、足尾山地は中生代 - 古生代に掛けて形成されたチャートや砂岩、粘板岩などの堆積岩が主体となっている。烏川流域、特に神流（かんな）川一帯は三波川（さんばがわ）変成帯と呼ばれる地質であり、神流川の三波石峡や支流の三波川では三波石と呼ばれる緑色の結晶片岩が多く見られる。群馬県、栃木県を流れる支流の上流部の多くは多くの火山が存在し、これらの噴火活動による火山砕屑物層や風化した花崗岩、安山岩、凝灰岩などが地質の多くを占めている。このことから地すべりや土石流に伴う被害も多い（後述）。
中、下流部に広がる丘陵地帯や洪積台地は第四紀に形成され、古東京湾により堆積した砂や泥が主体の固結度の低い下総層群と呼ばれる海成地層などが主体である。この地層の上に関東ローム層が覆う。沖積低地は更新世の末期より完新世に掛けて形成された厚い沖積層が主体で、現在の東京湾沿岸部などでは最大で60 - 80 mもの厚みになる。これら洪積台地、沖積低地では第四紀に関東山地など関東平野を囲む周辺山地の隆起運動が活発になり、相対的に平野中央部が沈降する関東造盆地運動が本格化することで低地には上流から流れてきた土砂が沖積層に堆積。その後沈降していた平野中央部が隆起に転じたことから今度はそこに土砂が堆積し、現在の台地、低地となった。こうして形成された山地や台地が現在利根川および利根川水系の分水界を形成する。分水界は群馬・新潟県境の三国山脈や群馬・栃木・福島県境の帝釈山脈、および茨城県から栃木県にかけて広がる八溝山地が北側、群馬・長野・埼玉県境の関東山地が西側に位置し、これらの山地の南麓および東麓に降った雨が最終的に利根川へと注ぐ。
三国山脈は太平洋と日本海の分水嶺であり、ここを境とし南麓は利根川本流を始め大小の沢の水源となるが北麓は魚野川、中津川などの信濃川水系となる。男体山や日光白根山、尾瀬などが属する帝釈山脈は南麓、東麓に降った雨はそれぞれ鬼怒川、片品川として利根川へ合流するが、北西麓の一部では尾瀬沼が水源である只見川が流出し、阿賀野川に合流する阿賀野川水系の一部となっている。八溝山塊、鷲子山塊、鶏足山塊、筑波山塊を包括する八溝山地およびそれに連なる栃木県宇都宮市付近の台地、および茨城県中南部に分布する常総台地は南部については渡良瀬川や鬼怒川、小貝川さらに霞ヶ浦に注ぐ河川群として最終的に利根川へと合流するが、北部については箒川、荒川、涸沼川などの那珂川水系として別途太平洋へと注ぐ。
関東山地北部、および浅間山や妙義山、荒船山といった群馬県、埼玉県西部に存在する山地は概ね東麓は吾妻川、烏川、小山川として利根川に注ぐが、埼玉県内の南麓は荒川水系の河川として荒川に合流し東京湾に注ぐ。また西麓は信濃川水系の小河川として信濃川（千曲川）に合流する。そして埼玉県北部の台地は第三紀より始まった地殻変動が、第四紀における海進期の影響で形成された古東京湾によって一旦海底となるがその後の海退期や赤城山、榛名山の発達、利根川、荒川上流より運搬された土砂の堆積などによって次第に台地が形成されたものである。この台地は加須市、幸手市、久喜市一帯で標高が低くなっており、この一帯に集まった水は利根川もしくは中川に注ぐ。一方南側は最終的に荒川へと合流するが、江戸時代以降の河川改修により、その様相は変化している。

### 地下資源

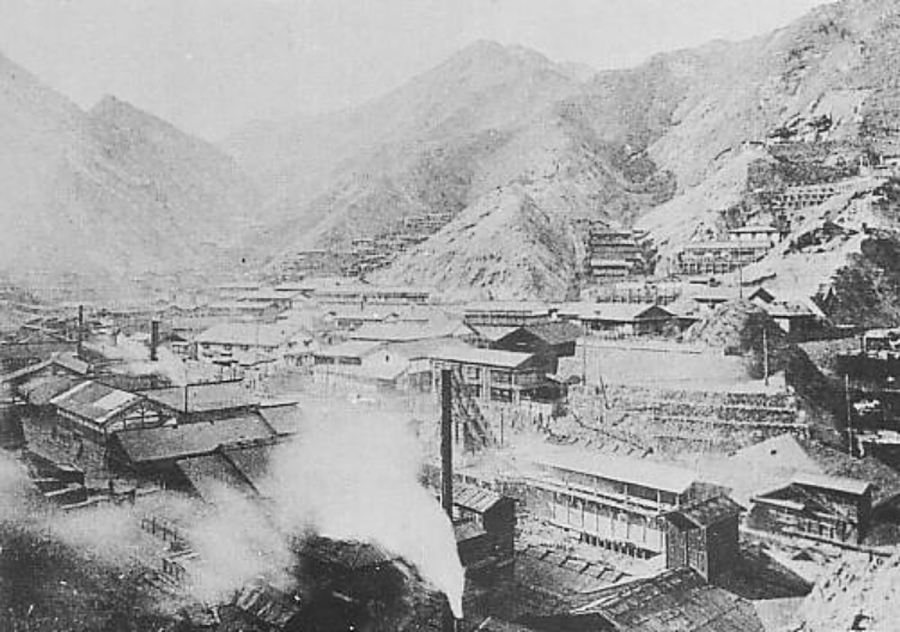
1895年頃の足尾銅山。日本有数の銅産出量を誇ったが1973年閉山。

利根川流域における地下資源としては金、銀、銅、マンガン・鉄といった金属資源や石灰石、硫黄、天然ガスなどの非金属資源が存在する。金属資源のうち、特に銅については1973年（昭和48年）まで操業されていた足尾銅山が著名で、一時期は日本全国の銅産出量の40 %強に及ぶシェアを誇っていた。その他では金、銀が利根川本流上流や鬼怒川上流の一部、マンガンは渡良瀬川流域、鉄は吾妻川上流域の一部に分布している。
一方、非金属資源としては石灰石が烏川流域で採掘される。硫黄も吾妻川上流域で採掘されていたが、現在は、脱硫硫黄に全面的に移行したため、採掘は行われていない。また石材として栃木県の大谷石や群馬県の三波石が特産として知られ、塀や高級庭石として利用されている。天然ガスについては利根川下流域一帯および江戸川下流域の千葉県北中部、東京都東部一帯が南関東ガス田として知られ、多くのガス田が存在した。1956年（昭和31年）以降天然ガス採掘が江戸川下流の東京都江東区、千葉県市川市・船橋市で活発となったが、工業用水道用途としての地下水過剰取水と相まって天然ガス採掘によりこの地域で地盤沈下が深刻化した。このため、東京・千葉の両都県当局は当地の業者よりガス採掘権を1972年（昭和47年）に買い上げ、採掘を禁止したことで地盤沈下は収束に向かった。このため、現在は天然ガス採掘は行われていない。

### 植生・昆虫

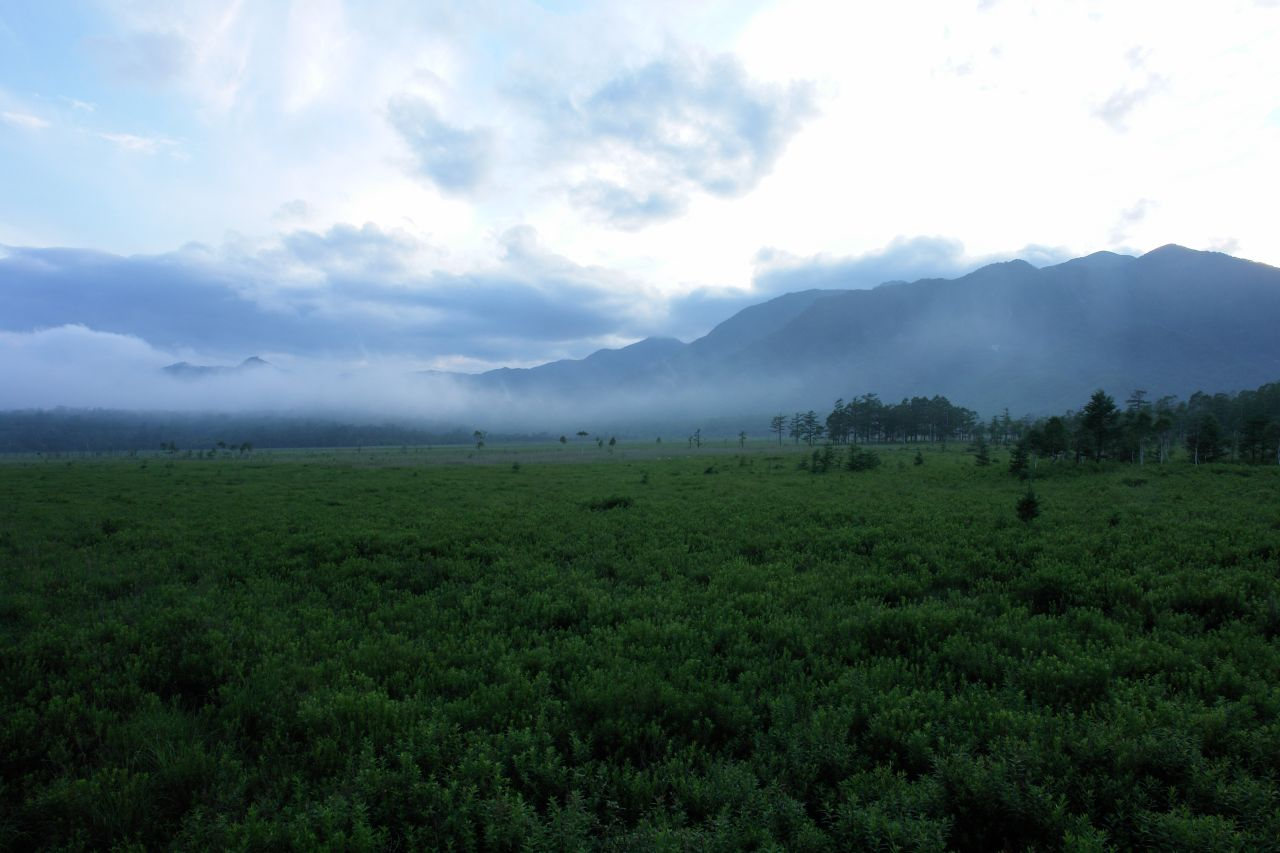
日光戦場ヶ原。高層湿原として様々な高山植物が生育する。

利根川の植生についても、上流と中、下流域では様相が異なる。上流では山岳地帯が広がるが尾瀬や浅間山北麓では高山植物が多く自生、尾瀬や日光戦場ヶ原ではミズゴケやツルコケモモなどからなる高層湿原が存在する。また、標高1,600 m以上の高山地帯では常緑針葉樹林であるオオシラビソやコメツガ、標高700 - 800 m付近ではブナやミズナラなどの樹木が自生している。しかし渡良瀬川源流部の足尾山地については、足尾銅山の煙害（後述）によって植生が高度に破壊されている。
一方中流では常緑広葉樹林であるヤブツバキ、アカガシ、シイなどが従来自生していたが田地、宅地開発などによりその自生数は減少し、スギ、ヒノキなどの植林された樹木が多い。また、河川敷ではヨシやススキのほか、スギナ、イヌタデ、カナムグラ、カヤツリグサなどが自生。下流部になるとコガマ、マコモなど多様な植物が自生する。ヨシの群落は中流から下流にかけての湖沼、湿地帯に見られるが特に渡良瀬遊水地には大規模なヨシ群落があり、日本で唯一当地で自生しているハタケテンツキを始めミズアオイ、フジバカマなど絶滅危惧種が自生している。利根川流域に存在する植物種の総数は2002年の国土交通省調査により666種が確認されている。藻類では水質が貧栄養である上流部では少なく、中流・下流に入るとケイソウ類が主に分布。特に中流部ではチャヅツケイソウが広範囲に分布している。霞ヶ浦では水質の悪化により、夏季にはミクロキスティスなどの異常繁茂によるアオコの大発生が問題化した。外来種としては中流にはセイタカアワダチソウやブタクサが多く繁茂。下流にはアレチウリ、オオフサモ、ボタンウキクサが繁茂しているがこの三種は在来固有種への影響が大きいことから特定外来生物による生態系等に係る被害の防止に関する法律（外来生物法）により環境省から特定外来生物に指定され、河川管理者である国土交通省などが駆除を行っている。
昆虫に関してはは同じ2002年調査で節足動物であるクモを含めて975種が生息しており、内訳は甲虫類が397種、チョウ類が170種、カメムシ類が125種、クモ類が84種の順となっている。分布については上流部の高山地帯にミヤマシロチョウ、ミヤマモンキチョウエルタテハやオゼイトトンボ、オオルリボシヤンマなどの山地、高山に分布する昆虫が生息している。一方中流部、下流部では一般的に見られる昆虫類のほか、湿地に限局的に生息するヒヌマイトトンボ、ベニイトトンボなどの種が見られる。生息する昆虫類の中には国蝶であるオオムラサキのほかムスジイトトンボなどの貴重な種が存在する。

### 動物

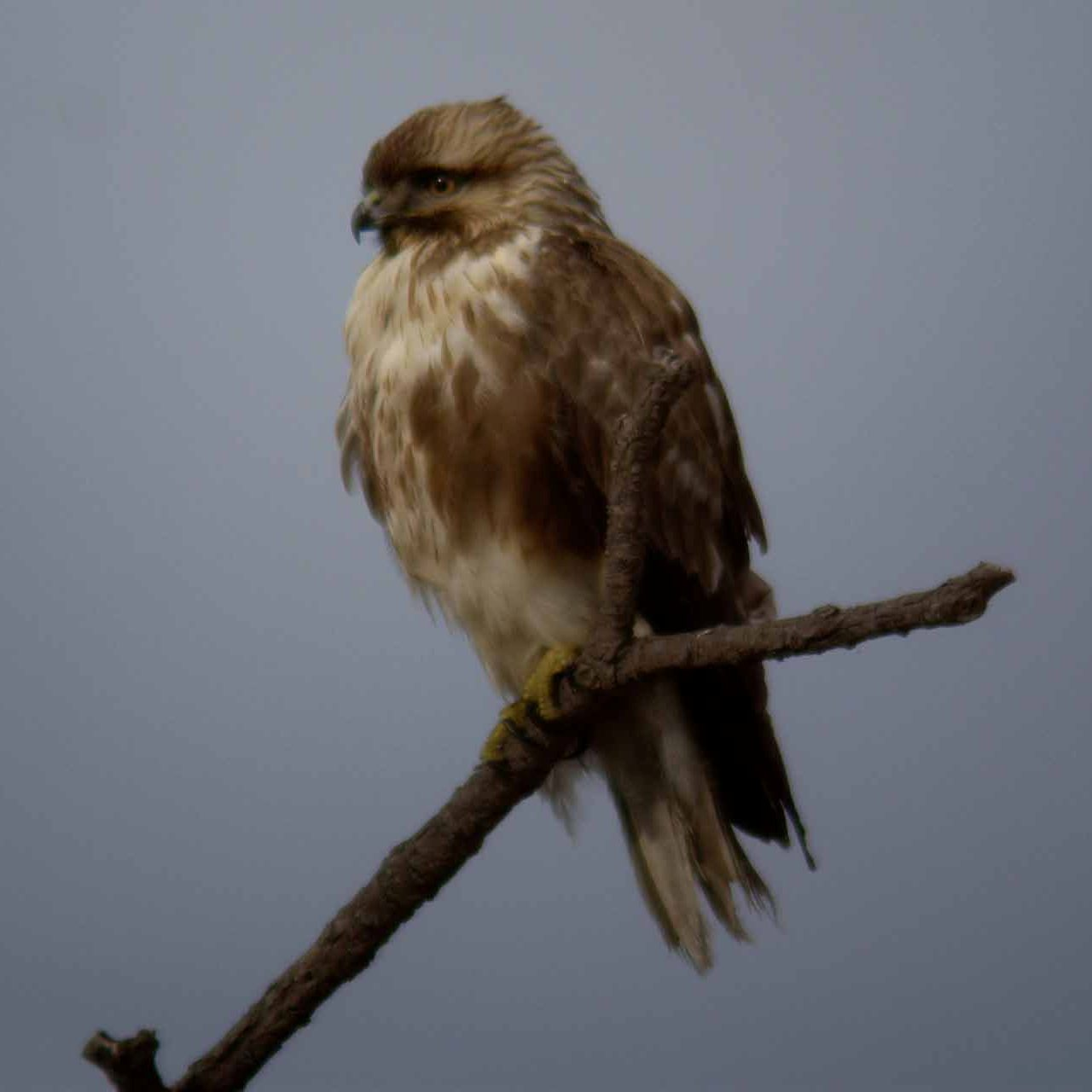
ノスリ。渡良瀬遊水地に飛来、生息する。

動物については上流域にツキノワグマ・ニホンザル・ニホンジカといった大型種が生息するが、中流域や下流域では大型種は宅地、農地開発によって存在せず、キツネやタヌキ・ノウサギ・ニホンイタチ・アズマモグラなどが生息する。1994年の調査では哺乳類12種以上、爬虫類5種、両生類4種の生息が確認されているが、流域が高度に開発されていることもあり他の一級水系と比較すると生物多様性に乏しい。上流域には局地的ではあるがハコネサンショウウオも生息する。外来種としてはヌートリアやマスクラット、ウシガエルが生息する が何れも特定外来生物に指定されている。特に、マスクラットは江戸川・中川下流域にほぼ限定して生息しているが、その鋭い前歯による行動は堤防などの河川施設に重大な被害を及ぼすことがヨーロッパで確認されており、個体数の増加は江戸川の治水に影響を与える可能性がある。
鳥類については植物や昆虫同様上流域と中、下流域で生息する種類が異なる。上流域にはオオワシ、イヌワシ、クマタカといった猛禽類やイワヒバリ、ホシガラスといった高山性の鳥類が生息。矢木沢ダムや藤原ダムといった利根川上流のダムにおいても飛来が確認されている。このほか渓流などでカワセミやサンショウクイなども確認できる。中流部以降ではスズメやカラス、ホオジロなどのごくありふれた鳥類のほかヨシ群生地などでカイツブリなどが見られる。渡り鳥としてはオオハクチョウやコハクチョウが霞ヶ浦に飛来するほか、渡良瀬遊水地や渡良瀬川合流部付近は自然植生が豊富なこともありサシバ、チュウヒ、ノスリなどの猛禽類やカモ、シギ、チドリ類、ホオアカなどが飛来、または定住する。一方、外来種としては2003年（平成15年）に取手市において特定外来生物であるソウシチョウの1個体が確認されている。利根川流域に生息、飛来する鳥類は136種を数える。

### 魚類・水生生物

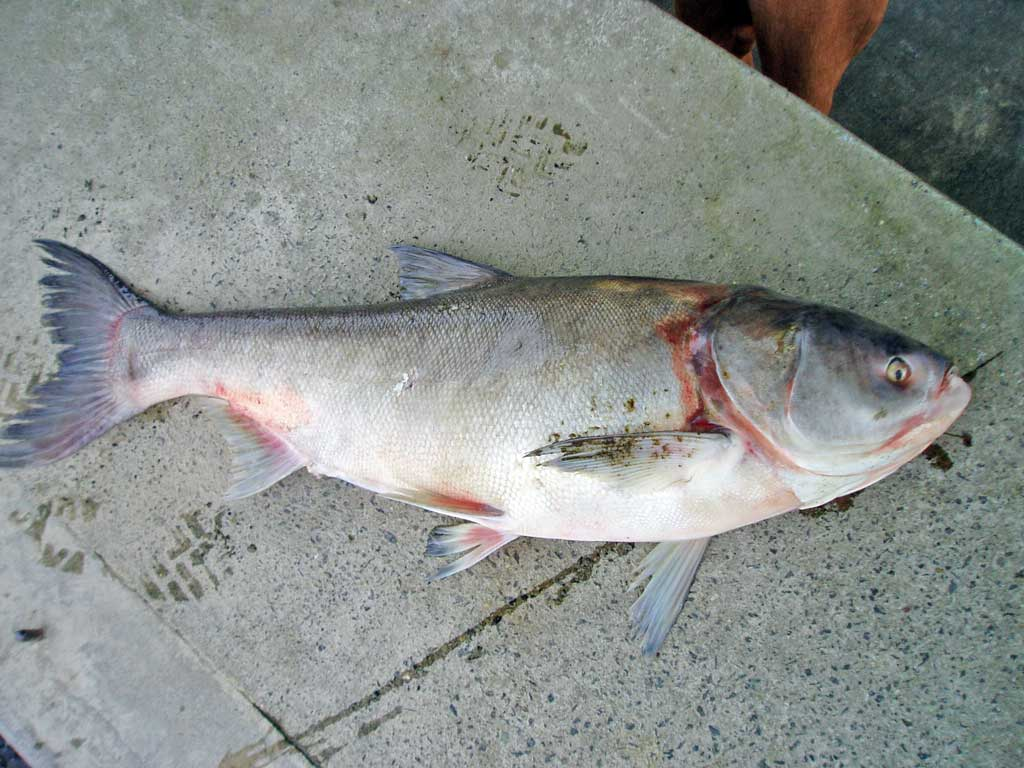
ハクレン。産卵期には利根川中流域で勢いよく飛び跳ねる姿を観察できる。

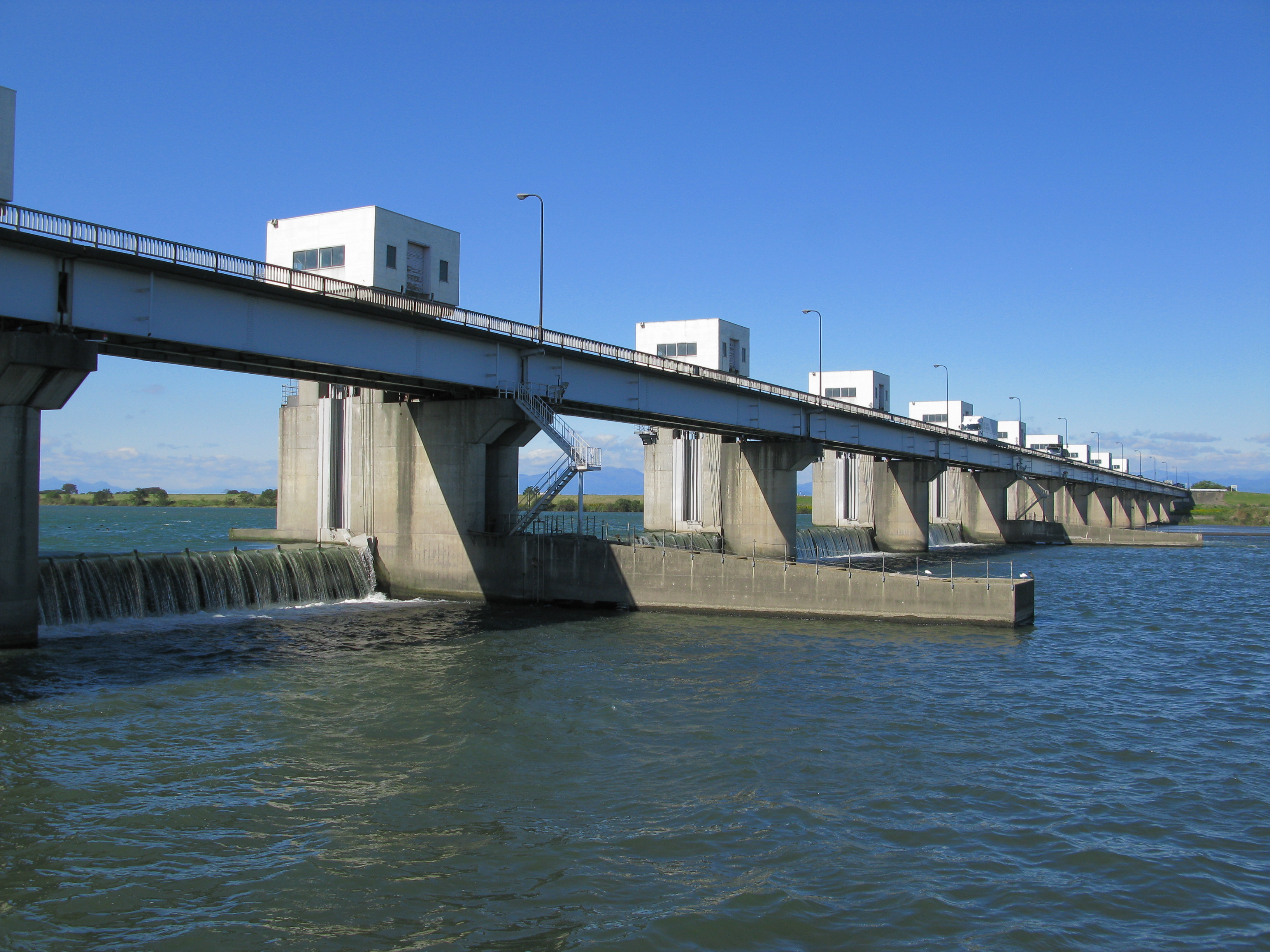
サケ、アユ遡上のため魚道の新設などを実施した利根大堰（利根川）。遡上数は上昇傾向にある。

魚類については8目13科43種が確認されており、上流ではイワナ、ヤマメ、カジカが主に、中流ではオイカワ、コイ、ギンブナ、モツゴ、ウナギ、ヘラブナ、ウグイなどが生息し、絶滅危惧種のゼニタナゴも一部に生息する。また下流ではボラやスズキ、ハゼ、カタクチイワシなどが遡上し、河口部ではクロダイやカレイといった海洋性の魚類も生息している。利根川においては中国から輸入されたソウギョ、アオウオ、ハクレン、コクレンの中国四大家魚全てが繁殖しており、毎年夏になると国道4号利根川橋から東北新幹線利根川橋梁付近においてハクレンが産卵のために勢いよく飛び跳ねる姿を確認することができる。中国四大家魚が唯一国内で自然繁殖しているのは、広大な関東平野を貫き、流れが緩やかで、流域の約6割を平野部が占める利根川のみである。
回遊魚としてはアユやサケが代表的で、サケについては利根川は太平洋側に注ぐ河川としてはサケ遡上の南限とされている。回遊魚については江戸時代以降の用水路建設、また戦後の利根特定地域総合開発計画などでダムや堰が利根川流域に多く建設されたことから（後述）、一時これら回遊魚の遡上が大幅に減少した。特に河口から154 km上流にある利根大堰はこれら回遊魚の遡上を大きく阻害する要因であった。このため堰を管理する水資源開発公団（現独立行政法人水資源機構）は1983年（昭和58年）からサケの遡上調査を開始するとともに1995年（平成7年）からは2年掛けて魚道の新設と改築を実施。また2005年には環境保護団体の要望を受け、アユの遡上・降下期に堰のゲートを開く運用が試験的に開始された。こうした官民の協力もあって利根大堰地点でのサケ、アユの遡上数は経年的に増加している。その一方で利根川河口堰については完成以後ヤマトシジミの生息に多大な影響を与えたなど環境保護団体から指摘を受けている。一方特定外来生物として日本各地で問題となっているブラックバスやブルーギルは利根川流域についても河口堰上流の全域に広範な生息が確認され、チャネルキャットフィッシュも生息域が拡大している。また世界の侵略的外来種ワースト100にも選ばれ、メダカを捕食するカダヤシの生息が確認された。
水生、底生生物については177種が確認されているが、その主なものはトビケラやカワゲラ、カゲロウ類で主に上流、中流域に多く生息している。一方下流域は河床（川底）が砂質、泥質主体となるので水生生物類の生息は少なくなり、代わりにヒメタニシ、サカマキガイ、ゴカイ、イトミミズなどが多く生息するようになる。利根川下流域は山梨県甲府盆地や福岡県、佐賀県の筑後川下流域などと共に日本住血吸虫症の発生地として知られ、中間宿主であるミヤイリガイが生息していたが、1973年に虫卵排出患者とミヤイリガイの棲息が報告されたのを最後に新たな疾患の発生および貝の棲息は確認されていない。代わりに特定外来生物で大量斃死（）すると水質汚濁をひき起こすカワヒバリガイが我孫子市・印西市の利根川流域や霞ヶ浦で新たに確認されており、北総東部用水など利根川下流域農業用水施設の通水、揚水障害といった被害が増加している。
利根川水系は内水面漁獲量では日本全国の総漁獲量に占める割合が約30%と、水系としては日本最大の漁場でありかつ首都圏という大消費地に接している。このため漁業協同組合の数も多く、流域一都五県で81組合が存在し第1種、第2種、第5種漁業免許を取得している。

## 名称
利根川の名称は、『万葉集』巻第十四に収載されている「東歌」のうち「上野国の歌」にある以下の和歌が文献上の初出である。
この和歌の冒頭にある「刀祢河泊」がすなわち利根川のことである。意味は「利根川の浅瀬の場所もよく考えないで真っ直ぐに渡ってしまい、突然波しぶきに当たるように、ばったりお逢いしたあなたです」と解され、庶民女性による寄物陳思の表現様式を採る相聞歌である。これについて犬養孝は自著『万葉の旅（中）』において、上野国の歌でありかつ人が渡河できる程度の川幅であることから、歌に詠まれた利根川の位置は現在の沼田市から渋川市にかけてではないかと推定している。
和歌に見える「刀祢」について、これまで様々な説が提唱されたが何れも定説となっておらず、真の意味は未だに不明である。主な説としては利根郡から来た説、水源地の辺りには尖った峰すなわち「尖き峰（）」が多く、それが簡略転化したという説、水源である大水上山の別称「刀嶺岳」「刀祢岳」「刀根岳」「大刀嶺岳」に由来する説、「等禰直（）」あるいは「椎根津彦（）」という神の名に由来する説 などがある。さらに語源をたどるとアイヌ語に行き着くとされるが、そのアイヌ語の解釈も諸説ある。一例として「巨大な谷」を意味する「トンナイ」、「沼や湖のように広くて大きい河川」という意味 などがある。
一方、利根川の別称である「坂東太郎」については、足柄峠と碓氷峠を境としてそれより東の諸国を総称する「坂東」を流れる日本最大の河川であることから命名された。ちなみに、同様の別称を付けられた河川としては九州地方最大の河川・筑後川が「筑紫次郎」、四国地方最大の河川・吉野川が「四国三郎」と呼ばれるほか、中国地方最大の河川・江の川が「中国太郎」と呼ばれることがある。現在、利根川は源流から河口まで一貫して「利根川」の名称が用いられており、信濃川や淀川、筑後川などのように所在地によって河川名が異なることはない。

## 利根川水系

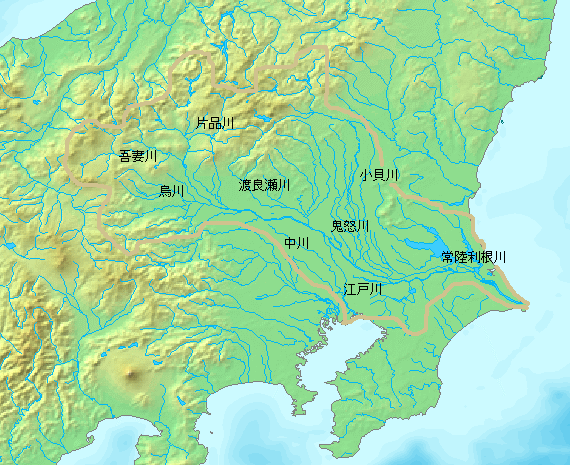
利根川水系図。線の内側が利根川水系の流域となる。

利根川の流域面積は約16,840 km2であり、比較すると広さは四国地方の面積の80% に相当する。この流域面積内を流れ最終的に利根川へと合流、あるいは分流する河川は全て利根川水系に属する。水系内を流れ最終的に利根川に合流する支流の数は815河川に上り、淀川水系の964河川、信濃川水系の880河川に次ぐ日本第3位の支流数である。流域自治体は首都である東京都を始め茨城県、栃木県、群馬県、埼玉県、千葉県および長野県の一都六県211市区町村にまたがり、流域内には日本の人口の10 %に相当する約1,200万人が生活している。

### 本流と流域自治体
利根川本流は大水上山の水源 - 太平洋の河口まで流路延長322 kmの長さを有するが、この間通過する自治体は群馬県、埼玉県、茨城県、千葉県の四県、25市14町1村に及ぶ。本流の管理については1896年（明治29年）に旧河川法の制定に伴い、翌1897年（明治30年）9月11日付内務省告示第59号において管理指定河川区域が定められた。戦後1964年（昭和39年）の河川法改訂に伴い、一級河川・二級河川の河川等級が導入されたことにより、翌1965年3月24日付建設省（国土交通省）政令で旧河川法下で定められた管理指定河川区域がそのまま一級河川の区域として指定された。現在、河川法の上で一級河川に指定されている利根川の本流は、
上流端：群馬県利根郡みなかみ町大字藤原地先（大水上山山麓水源）
下流端：茨城県神栖市波崎新港（左岸）および千葉県銚子市川口町（右岸）の河口
までとなっており、利根川本流は水源から河口まで一貫して一級河川の指定を受けている。このうち、現在国土交通省が直轄で管理を行う「指定外区間」は、
上流端：群馬県伊勢崎市大字柴崎（左岸）と群馬県佐波郡玉村町大字小泉（右岸）
下流端：茨城県神栖市波崎新港（左岸）および千葉県銚子市川口町（右岸）の河口
となり、茨城県取手市と千葉県我孫子市をまたぐ大利根橋を境に上流側を国土交通省関東地方整備局利根川上流河川事務所が、下流側を利根川下流河川事務所が分割して管理している。一方、指定外区間の上流端より上流域の利根川は河川法第9条第2項に基づく「指定区間」として、国土交通省が群馬県知事に管理を委任している。このため高崎市以北を流れる利根川は群馬県が河川管理を行うが、矢木沢ダム湖上流端より藤原ダム直下流に至る区間に限り、国土交通省が直轄管理を行う。
| 流域県 | 流域市町村（上流より記載） |
| ------ | --- |
| 群馬県 | 利根郡みなかみ町、沼田市、利根郡昭和村、渋川市、北群馬郡吉岡町、前橋市、高崎市、佐波郡玉村町、伊勢崎市、太田市、邑楽郡大泉町、邑楽郡千代田町、邑楽郡明和町、邑楽郡板倉町 |
| 埼玉県 | 本庄市、深谷市、熊谷市、行田市、羽生市、加須市、久喜市 |
| 茨城県 | 古河市、猿島郡五霞町、猿島郡境町、坂東市、守谷市、取手市、北相馬郡利根町、稲敷郡河内町、稲敷市、神栖市                                                                   |
| 千葉県 | 野田市、柏市、我孫子市、印西市、印旛郡栄町、成田市、香取郡神崎町、香取市、香取郡東庄町、銚子市                                                                           |

### 支流・分流と流域自治体

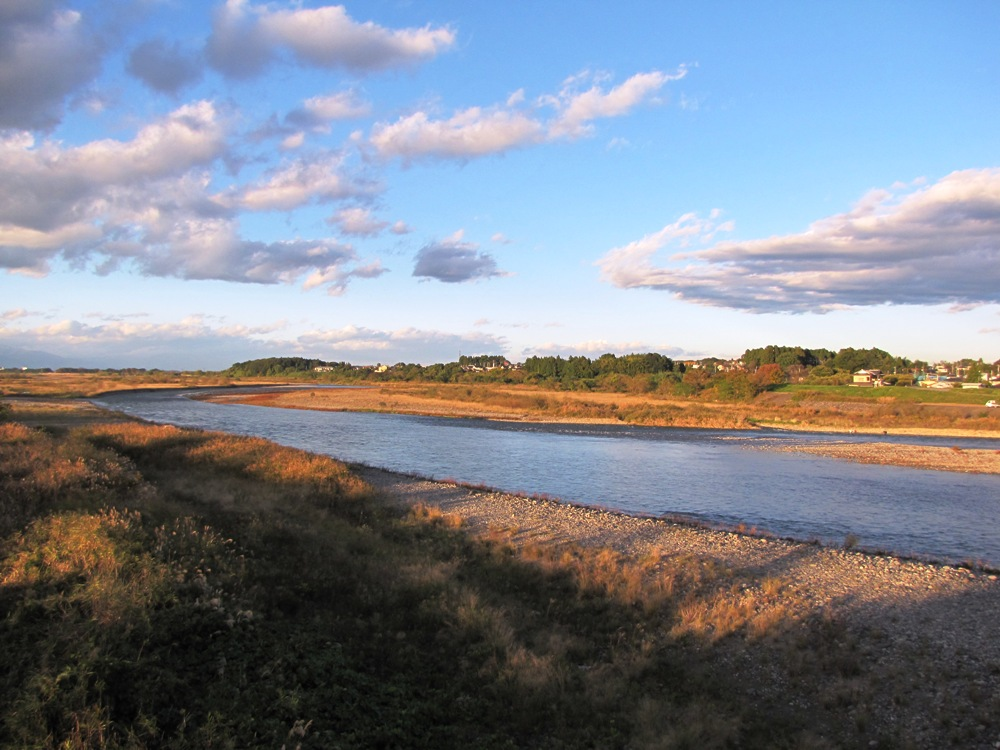
利根川水系で最も流路延長が長い鬼怒川

先述の通り利根川水系には支流が815河川存在するが、利根川に直接合流する一次支流には他の一級水系やその本流に匹敵する大河川が多い。支流で流路延長が最も長いのは鬼怒川の約176.7 kmであり、他の一級水系本流と比較すると同じ関東地方を流れる荒川（173 km）に匹敵する。また、流域面積が最も広大なのは渡良瀬川の約2,601.9 km2で、この面積は筑後川水系（2,863 km2）や岡山県、広島県を流域とする高梁川水系（2,670 km2）、富山県、岐阜県を流域とする神通川水系（2,720 km2）に匹敵する。流路延長では鬼怒川のほか渡良瀬川と小貝川が100 kmを超え、流域面積では渡良瀬川のほか、吾妻川・烏川・鬼怒川・小貝川・常陸利根川が1,000 km2を超える広さを有する。また、利根川より分流する河川（派川）として千葉県野田市関宿で利根川本流より分流する江戸川、千葉県柏市で利根川本流より分流し、江戸川に合流する利根運河がある。
埼玉県、茨城県と東京都を流域とする中川であるが、利根川には合流せずに荒川と並行する形で東京湾に注ぐため、荒川水系と誤解され易いが、1964年の河川法改訂時における建設省河川審議会管理部会の見解によれば、中川は利根川の分流である江戸川の分流、旧江戸川に合流する新中川放水路が分流しているため、水系の定義である「本流より分流し直接海に流入する派川と、その派川に流入する支流の全ては同一水系に所属する」という建前から、河川法改訂後利根川水系が一級河川に指定される際に利根川水系に属する決定が下された。したがって、中川とその支流は利根川水系の河川であり、荒川水系ではない。また河川法改訂時に支流の名称も幾つか変更されており、従来常陸川、北利根川と呼ばれた河川は一括して常陸利根川と名称が統一され、江戸川については江戸川放水路を本流として旧江戸川は分流（派川）扱いとなり、新中川放水路は新中川の名称になっている。
| 主要一次支流 | 流路延長 (km) | 流域面積 (km2) | 主要二次支流 分流                                     | 主要湖沼                                                                               | 流域都県                                   | 流域市区郡 |
| ------------ | ------------- | -------------- | ----------------------------------------------------- | -------------------------------------------------------------------------------------- | ------------------------------------------ | --- |
| 片品川       | 60.8          | 673.1          | 大滝川 泙川 栗原川 根利川                             | 菅沼 大尻沼 丸沼 （薗原湖） （みさと湖）                                               | 群馬県                                     | 沼田市・利根郡 |
| 吾妻川       | 76.2          | 1,365.9        | 万座川 白砂川 四万川 沼尾川                           | 榛名湖 （八ッ場あがつま湖） （田代湖） （上州湯の湖） （奥四万湖） （四万湖）          | 群馬県                                     | 渋川市・吾妻郡 |
| 烏川         | 45.2          | 1,800.7        | 碓氷川 鏑川 神流川                                    | （碓氷湖） （妙義湖） （荒船湖） （奥神流湖） （神流湖） （神水湖） （蛇神湖）         | 群馬県                                     | 高崎市・安中市・藤岡市・富岡市・甘楽郡・多野郡                                                                                      |
| 烏川         | 45.2          | 1,800.7        | 碓氷川 鏑川 神流川                                    | （碓氷湖） （妙義湖） （荒船湖） （奥神流湖） （神流湖） （神水湖） （蛇神湖）         | 埼玉県                                     | 秩父市・児玉郡 |
| 渡良瀬川     | 107.6         | 2,601.9        | 桐生川 松田川 矢場川 旗川 秋山川 巴波川 思川 谷田川   | 多々良沼 城沼 （草木湖） （梅田湖） （渡良瀬遊水地） （谷中湖）                        | 群馬県                                     | みどり市・桐生市・太田市・館林市・邑楽郡                                                                                            |
| 渡良瀬川     | 107.6         | 2,601.9        | 桐生川 松田川 矢場川 旗川 秋山川 巴波川 思川 谷田川   | 多々良沼 城沼 （草木湖） （梅田湖） （渡良瀬遊水地） （谷中湖）                        | 栃木県                                     | 日光市・足利市・佐野市・小山市・栃木市・鹿沼市・下都賀郡・上都賀郡                                                                  |
| 渡良瀬川     | 107.6         | 2,601.9        | 桐生川 松田川 矢場川 旗川 秋山川 巴波川 思川 谷田川   | 多々良沼 城沼 （草木湖） （梅田湖） （渡良瀬遊水地） （谷中湖）                        | 茨城県                                     | 古河市 |
| 中川         | 82.2          | 986.7          | 権現堂川 大落古利根川 元荒川 三郷放水路 綾瀬川 新中川 | 昭和沼 黒浜沼 原市沼 小合溜 （行幸湖）                                                 | 埼玉県                                     | 羽生市・加須市・久喜市・幸手市・春日部市・越谷市・吉川市・草加市・ 三郷市・八潮市・北埼玉郡・南埼玉郡・北葛飾郡                     |
| 中川         | 82.2          | 986.7          | 権現堂川 大落古利根川 元荒川 三郷放水路 綾瀬川 新中川 | 昭和沼 黒浜沼 原市沼 小合溜 （行幸湖）                                                 | 東京都                                     | 足立区・葛飾区・江戸川区 |
| 江戸川       | 54.7          | 200.3          | 坂川 真間川 旧江戸川                                  |                                                                                        | 千葉県                                     | 野田市・流山市・松戸市・市川市・鎌ケ谷市・船橋市・浦安市                                                                            |
| 江戸川       | 54.7          | 200.3          | 坂川 真間川 旧江戸川                                  | 埼玉県                                                                                 | 幸手市・春日部市・吉川市・三郷市・北葛飾郡 | |
| 江戸川       | 54.7          | 200.3          | 坂川 真間川 旧江戸川                                  | 茨城県                                                                                 | 猿島郡                                     | |
| 江戸川       | 54.7          | 200.3          | 坂川 真間川 旧江戸川                                  | 東京都                                                                                 | 葛飾区・江戸川区                           | |
| 鬼怒川       | 176.7         | 1,770.6        | 男鹿川 砥川 大谷川 田川                               | 鬼怒沼 湯ノ湖 西ノ湖 中禅寺湖 （川俣湖） （八汐湖） （五十里湖） （湯西川湖） （砂沼） | 栃木県                                     | 日光市・宇都宮市・さくら市・真岡市・下野市・塩谷郡・河内郡・芳賀郡                                                                  |
| 鬼怒川       | 176.7         | 1,770.6        | 男鹿川 砥川 大谷川 田川                               | 鬼怒沼 湯ノ湖 西ノ湖 中禅寺湖 （川俣湖） （八汐湖） （五十里湖） （湯西川湖） （砂沼） | 茨城県                                     | 筑西市・結城市・下妻市・守谷市・常総市・結城郡                                                                                      |
| 小貝川       | 111.8         | 1,043.1        | 五行川 谷田川                                         | 牛久沼 （母子島遊水池）                                                                | 栃木県                                     | さくら市・真岡市・塩谷郡・芳賀郡 |
| 小貝川       | 111.8         | 1,043.1        | 五行川 谷田川                                         | 牛久沼 （母子島遊水池）                                                                | 茨城県                                     | 筑西市・下妻市・常総市・つくばみらい市・守谷市・取手市・龍ケ崎市・ つくば市・牛久市・真壁郡・結城郡・北相馬郡                       |
| 長門川       | 5.14          | 540.0          | 印旛放水路 鹿島川 手繰川 師戸川                       | 北印旛沼 西印旛沼                                                                      | 千葉県                                     | 千葉市・八千代市・船橋市・習志野市・鎌ケ谷市・白井市・印西市・佐倉市・ 四街道市・八街市・富里市・成田市・印旛郡                     |
| 常陸利根川   | 27.5          | 2,156.7        | 桜川 恋瀬川 小野川 新利根川 横利根川 鰐川             | 霞ヶ浦 北浦 外浪逆浦 与田浦 （南椎尾調整池）                                           | 茨城県                                     | 土浦市・石岡市・稲敷市・かすみがうら市・小美玉市・行方市・鉾田市・ 鹿嶋市・神栖市・潮来市・桜川市・筑西市・つくば市・牛久市・稲敷郡 |
| 常陸利根川   | 27.5          | 2,156.7        | 桜川 恋瀬川 小野川 新利根川 横利根川 鰐川             | 霞ヶ浦 北浦 外浪逆浦 与田浦 （南椎尾調整池）                                           | 千葉県                                     | 香取市 |

その他の一次支流、分流 - 奈良沢川、楢俣川、宝川、湯檜曽川、赤谷川、薄根川、広瀬川、小山川、早川、利根運河、飯沼川、手賀川、黒部川、沼尾川 (赤城山)など

### 湖沼

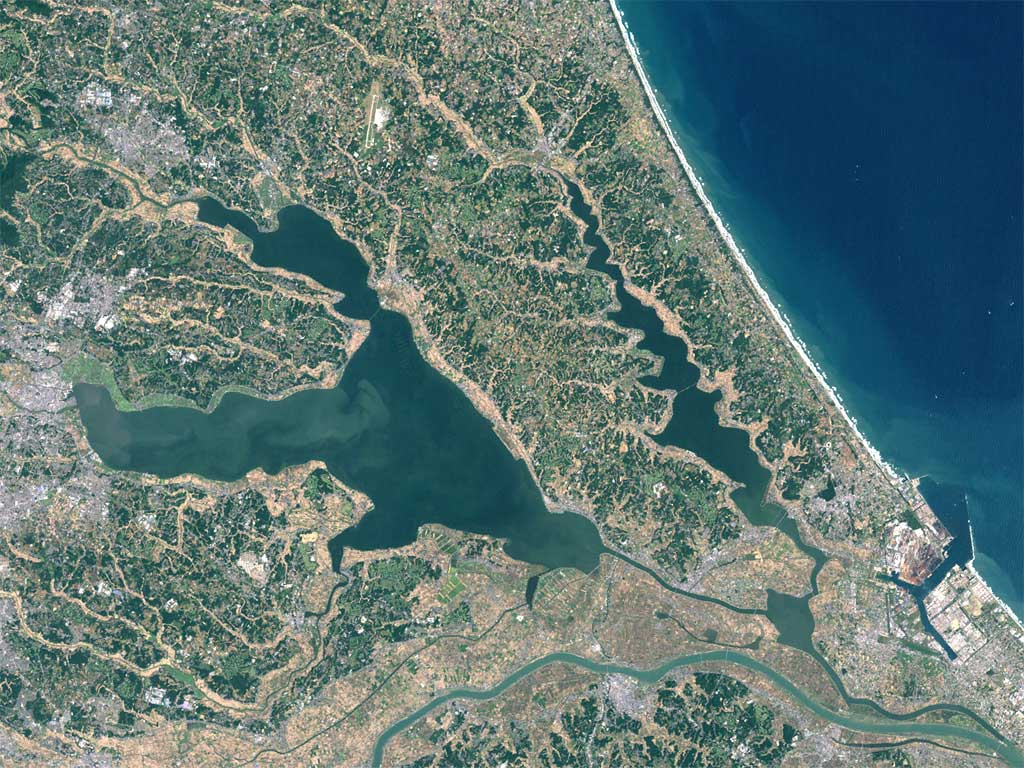
ランドサットによる霞ヶ浦空撮。左が西浦（狭義の霞ヶ浦）、右が北浦でその下に外浪逆浦がある。画面下の河川は利根川。

利根川水系は一級水系の中では天然の湖沼が多く存在し、その中には日本第2位の面積を有する霞ヶ浦がある。湖沼の分布については下流に多く存在するが、これについては1910年（明治43年）に吉田東伍が著した『利根治水論考』においてその成り立ちについて論じられている。同書によれば1000年代の利根川下流域は縄文時代からの内海が残って湾入しており（香取海）、霞ヶ浦、北浦、外浪逆（そとなさか）浦とも繋がっていた。その後鬼怒川や小貝川より運搬された土砂の堆積、江戸時代の河川改修と新田開発に伴う干拓などで香取海の縮小が加速し、現在の河道になったと論じている。湖の成因として霞ヶ浦、北浦、外浪逆浦は海跡湖に、その他下流域にある印旛沼、手賀沼、牛久沼、菅生（すがお）沼は何れも堰止湖に分類される。例外は古利根沼で、利根川の河川改修により旧流路が河川より分離・残存して誕生した湖沼である。かつて存在した湖沼としては見沼代用水建設に伴い干拓された見沼（後述）や黒沼、笠原沼、渡良瀬遊水地建設に際し渡良瀬川、巴波（うずま）川の河道となり、消滅した赤麻沼、および1941年（昭和16年） - 1950年（昭和25年）に実施された干拓により消滅した内浪逆浦などがある。
上流域に存在する天然湖沼はその多くが火山活動に伴って形成されたものである。中禅寺湖は男体山の噴火活動による溶岩流によって大谷（だいや）川が堰き止められて形成され、榛名湖や赤城大沼は榛名山、赤城山の火山湖である。例外は栃木県日光市にある西ノ湖であり、元々中禅寺湖の一部だったのが分離して単独の湖を形成したものである。一方、同じ上流部には戦後盛んになった利根川水系の河川開発（後述）により多くのダムが建設され、それに伴い人造湖も多く誕生した。これら人造湖の中で最大の規模を有するのが利根川本流に建設された矢木沢ダムの人造湖、奥利根湖であり、その総貯水容量は2億430万m3で関東地方最大、貯水池面積は570ヘクタールと外浪逆浦に匹敵する。このほか中、下流部には日本最大級の遊水池である渡良瀬遊水地を始め、利根川本流の田中、菅生、稲戸井調節池、小貝川の母子島遊水池といった遊水池が存在する。
霞ヶ浦は、1961年（昭和36年）に制定された水資源開発促進法に基づき「湖沼水位調節施設」として常陸川水門を利用し多目的ダム化する霞ヶ浦開発事業が実施され、印旛沼は1947年（昭和21年）より開始された印旛沼開発事業によって1969年（昭和44年）北部調整池と西部調整池に分割された。何れも首都圏の治水と利水を目的に天然湖沼を利用する河川総合開発事業であった。このほか、中禅寺湖は流出口に栃木県によって1959年（昭和34年）中禅寺ダムが建設され中禅寺湖の治水と華厳滝の水量調節、および水力発電能力の増強が図られるなど 天然湖沼の開発が盛んに行われたのも利根川水系の天然湖沼における特徴である。
| 湖沼           | 所在地         | 流出河川          | 成因   | 汽水/淡水 | 標高（m） | 面積（km2） | 最大水深（m） | 備考                                |
| -------------- | -------------- | ----------------- | ------ | --------- | --------- | ----------- | ------------- | ----------------------------------- |
| 霞ヶ浦（全体） | 茨城県・千葉県 | 常陸利根川        | 海跡湖 | 汽水/淡水 | 0         | 220.0       | 23.3          | 西浦・北浦・外浪逆浦などを包括      |
| 霞ヶ浦（西浦） | 茨城県         | 常陸利根川        | 海跡湖 | 淡水      | 0         | 167.6       | 7.0           | 湖沼水位調節施設                    |
| 北浦           | 茨城県         | 鰐川              | 海跡湖 | 淡水      | 0         | 35.2        | 7.8           | 常陸利根川流域                      |
| 中禅寺湖       | 栃木県         | 大谷川            | 堰止湖 | 淡水      | 1,269     | 11.8        | 163.0         | 鬼怒川流域 流出口に中禅寺ダムを建設 |
| 印旛沼         | 千葉県         | 長門川 印旛放水路 | 堰止湖 | 淡水      | 1.0       | 8.9         | 1.8           | 北部・西部調整池に分割              |
| 外浪逆浦       | 茨城県・千葉県 | 常陸利根川        | 海跡湖 | 汽水      | 0         | 5.9         | 23.3          |                                     |
| 手賀沼         | 千葉県         | 手賀川            | 堰止湖 | 淡水      | 3.0       | 4.1         | 3.8           |                                     |
| 牛久沼         | 茨城県         | 谷田川            | 堰止湖 | 淡水      | -         | 3.49        | 3.0           | 小貝川流域                          |
| 菅生沼         | 茨城県         | 飯沼川            | 堰止湖 | 淡水      | -         | 2.3         | 2.0           |                                     |
| 与田浦         | 千葉県         | 八筋川            | 海跡湖 | 淡水      | -         | 1.25        | -             | 常陸利根川流域                      |
| 榛名湖         | 群馬県         | 沼尾川 (榛名山)   | 火山湖 | 淡水      | -         | 1.15        | 12.6          | 吾妻川流域                          |
| 赤城大沼       | 群馬県         | 沼尾川 (赤城山)   | 火山湖 | 淡水      | -         | 0.88        | 12.6          |                                     |
| 多々良沼       | 群馬県         | 鶴生田川          |        | 淡水      | 20.0      | 0.77        | -             | 渡良瀬川流域                        |
| 西ノ湖         | 栃木県         | 柳沢川            | 遺留湖 | 淡水      | 1,310     | 0.7         | -             | 中禅寺湖より分離                    |
| 湯ノ湖         | 栃木県         | 湯川              | 火山湖 | 淡水      | -         | 0.31        | 12.0          | 鬼怒川流域                          |
| 鬼怒沼         | 栃木県         | 鬼怒川            | 火山湖 | 淡水      | -         | 0.134       | 3.0           | 環境省日本の重要湿地500             |

その他の天然湖沼 - 菅沼、大尻沼、城沼、昭和沼、黒浜沼、原市沼、古利根沼、神之池など

## 利根川河口
利根川河口は酒器の銚子と地形が似ることから「銚子」という名前が付いた。
また、利根川河口は阿波の鳴門や伊良湖渡合と共に日本の海の三大難所とされた。河口で発生する三角波が原因とされている。1927年（昭和2年）からの60年間に21件の海難が発生しており153人の死者・行方不明者を出している。
1938年（昭和13年）1月6日、太平洋から数百頭のクジラの群れが利根川河口に迷い込んだ。これを見た銚子港の漁船が一斉に追い込みを開始し、200頭前後が捕獲された。前日にも波崎町側に大群が押し寄せ、60余頭が捕獲されたばかりであった。

## 歴史および開発史
利根川は「暴れ川」として流域に幾度となく大きな被害を与え、洪水の度に流路が複雑に変遷する河川であった。その一方で関東地方の母なる川として多くの恵みをもたらす河川でもあり、時の為政者たちは利根川とその支流を治水、利水の面でいかに制御して行くか様々な試みを行った。ここでは利根川本流の治水、利水を中心とした河川開発史について時系列で詳述するが、一部利根川水系の河川開発についても記載する。水運、水力発電に関する歴史については、別項目にて後述する。

### 先史時代
利根川流域に人が住むようになったのは旧石器時代の頃と見られ、河岸段丘や台地の末端部に居を構えて狩猟生活を行っていたと考えられる。岩宿遺跡（渡良瀬川流域）などで遺跡が確認されている。
先史時代の利根川の中下流（現在の熊谷市・行田市付近で荒川との合流後）は約5,000年前頃までは南に向かい現在の荒川の流路を通り東京湾へ注ぐ峡谷を形成し、縄文海進時には川越市近辺まで東京湾は湾入した（現・荒川低地）。
3,000年前頃からは関東造盆地運動などの影響で、流路を次第に渡良瀬川（太日川）が流れる東の加須低地・中川低地方向へ変え、元は館林市から桶川市、大宮市までつながっていた台地を幾筋か堀割るように削りながら流れる河道となった。荒川の堆積作用も原因となり、荒川は利根川との合流点を次第に下流へ移動させながら、共に河道は東へ向かい並行するようになった。
縄文時代の生活の痕跡は貝塚の分布によって示され、縄文前期には北は赤城山南麓・西麓や埼玉県さいたま市、元荒川流域に多く分布しているが、後期に入ると海退の影響でより下流に生活範囲が広がり、現在の千葉県千葉市、市川市、松戸市などに縄文後期の貝塚が多く見られる。弥生時代に入り稲作文化が関東地方にも伝わると、利根川の肥沃な土壌が稲作文化を発達させ次第に定住生活へと移行した。
3世紀後半の古墳時代に入ると現在の栃木県・群馬県両域に当たる毛野地方を中心に前方後円墳が多く造られ、埼玉県のさきたま古墳群を含め利根川流域に強力な勢力が存在していたことが推定されている。しかし、当時は治水という概念は存在せず、肥沃な土壌をもたらす利根川は定住は始めた住民に洪水によって大きな被害ももたらしていた。

### 中世以前

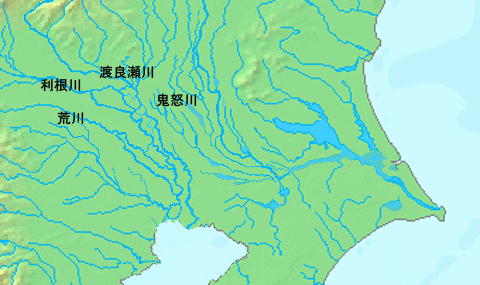
中世の利根川流路は、荒川を合流させ東京湾に注ぐ流路であった。渡良瀬川や鬼怒川は独立した水系だった。

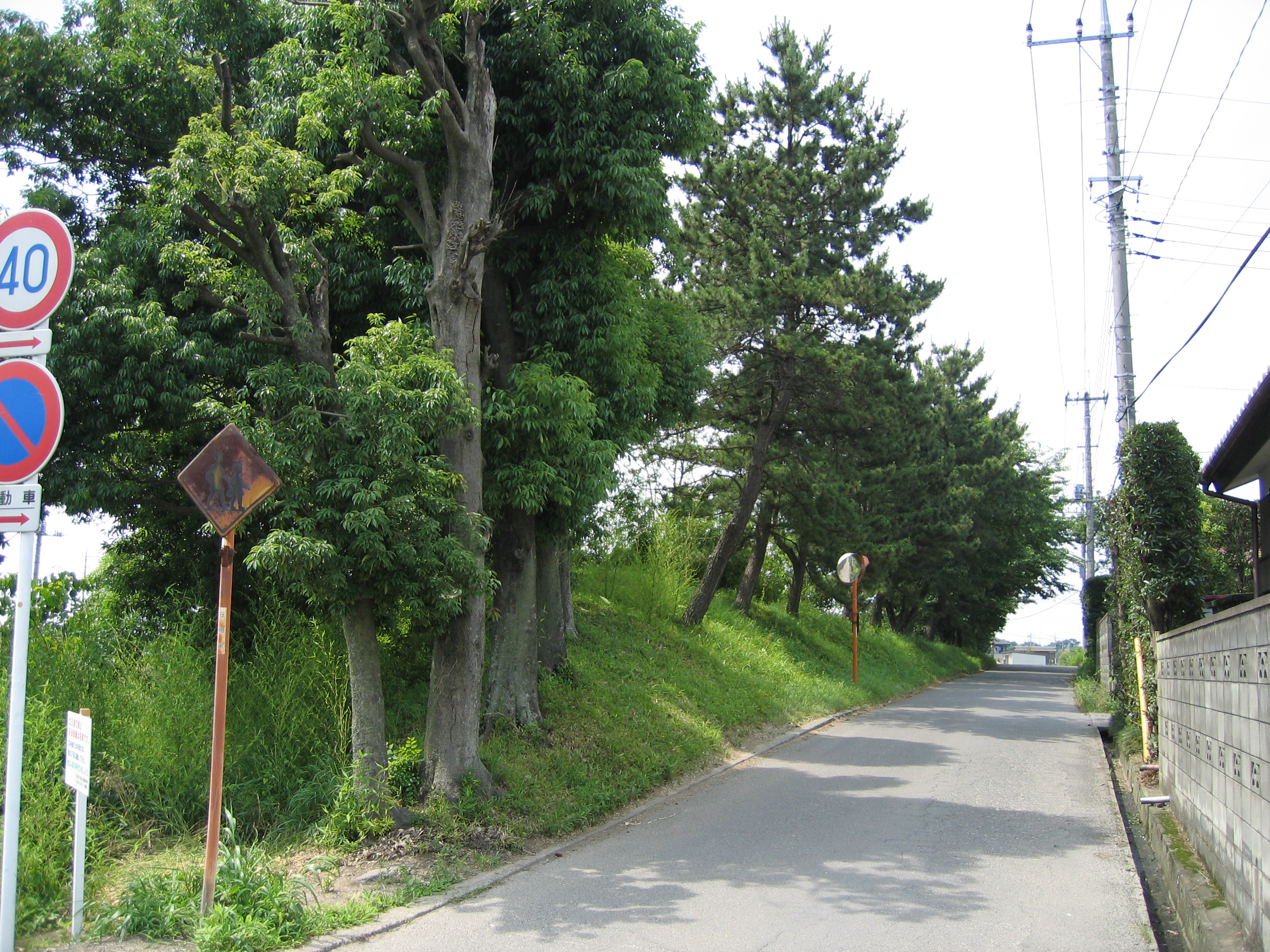
1590年（天正18年）の小田原征伐において忍城水攻めのために石田三成が築いた石田堤（埼玉県行田市）。

中世以前の利根川は、現在のように銚子市で太平洋に注ぐ形態を取っていなかった。当時は埼玉県羽生市上川俣で東・南の二股に分かれた後、南への分流（会の川）は南東に流路を取り、加須市川口で合流後再度本流となり、現在の大落古利根川の流路をたどり荒川（現在の元荒川）などを合わせ、江戸湾（東京湾）へと注いだ。
なお、当時「太日川」という名称であった渡良瀬川は独立した河川として、現在の江戸川の流路を取りながら利根川と並行するように江戸湾へ流れた。鬼怒川は同じく独立した河川として小貝川を併せ、香取海に注ぐ形態であった。
利根川は複雑な流路を形成し洪水により頻繁に流路が変わり、流域は度重なる水害に襲われていた。記録に残る最も古い洪水の記録は、奈良時代の758年（天平宝字2年）における鬼怒川の洪水で、「毛野（鬼怒）川氾濫して二千余頃 の良田を荒廃に帰せしめ……」と被害が記されている。
利根川流域において初めて治水事業が実施されたのは768年（神護景雲2年）、鬼怒川筋での流路付け替えである。一方、利水については645年（大化元年）の大化の改新後施行された班田収授法で条里制が利根川流域にも実施されたのが初見であり、群馬県高崎市や太田市、茨城県南部、埼玉県北部にその遺構が確認されている。
中世利根川流域の河川開発に積極的だったのは鎌倉幕府で、将軍だった源頼朝は1194年（建久5年）には利根川では初となる堤防の建設を武蔵国で施工した。続いて1199年（建久10年/正治元年）4月、頼朝は東国の地頭に対して農業用水を開発して開墾を行う命令を下した。その後も幕府による利根川の開発は続けられ、1207年（建永2年）3月幕府は北条時房に武蔵国の開発を命じている。治水事業についても1232年（寛喜4年/貞永元年）には執権北条泰時の命により現在の埼玉県熊谷市に柿沼堤が、1253年（建長5年）には執権北条時頼の命により現在の茨城県猿島郡五霞町付近、下総国下河辺に堤防が築かれている。これにより鎌倉時代の田地は平安時代に比べ約1万6000町歩も多い6万6710町歩となったことが『拾芥抄』に記されており、流域の農地開発は大いに進展した。
利根川の本流は1457年（康正3年/長禄元年）に太田資長（道灌）が現在の埼玉県春日部市から草加市を経て江戸湾に注ぐ河川を本流に定めたとされている。また、上流部のうち、前橋市付近では現在よりも東側、すなわち、広瀬川の流路をたどり、現在の伊勢崎市付近で烏川と合流していたが、1543年（天文12年） の洪水によって現在の流路が定まった。
室町時代の利根川流域は鎌倉公方の支配下にあったが政情は不安定で度々戦乱が勃発し、利根川の両岸を挟んで堀越公方と古河公方で分裂して以降は、治水、利水事業では見るべきものがなかった。戦国時代に入り利根川流域は伊豆国より勢力を伸ばした後北条氏により支配されたが、4代目当主北条氏政の代である1576年（天正4年）に長さ900 mの権現堂堤が権現堂川に建設されている。安土桃山時代に移り天下統一に向けて活発な軍事行動を繰り広げていた豊臣秀吉は、臣従の姿勢を見せない後北条氏に対し1590年（天正18年）小田原征伐を起こすが、この際石田三成らに対して武蔵国忍城を水攻めにするよう命令した。6月三成は雨季で増水している利根川、荒川の河水を堤防で堰き止め、忍城を水没させて降伏・開城させる方針を採った。しかし、地形上の影響で城内を浸水させることはできず、却って堤防が決壊し豊臣軍に大勢の犠牲者を出した。結局忍城は7月16日、後北条氏の本拠である小田原城開城後に降伏することになる。この時三成によって築造された堤防を石田堤と呼び、自然堤防などを利用した全長28 kmの堤防を一週間で築き上げている。ただしこの堤防は軍事的側面で建設されたもので、利根川の治水には何ら関係がない。

### 江戸前期の河川事業

伊奈忠次銅像（茨城県水戸市）。利根川河川事業の基礎を築いた。

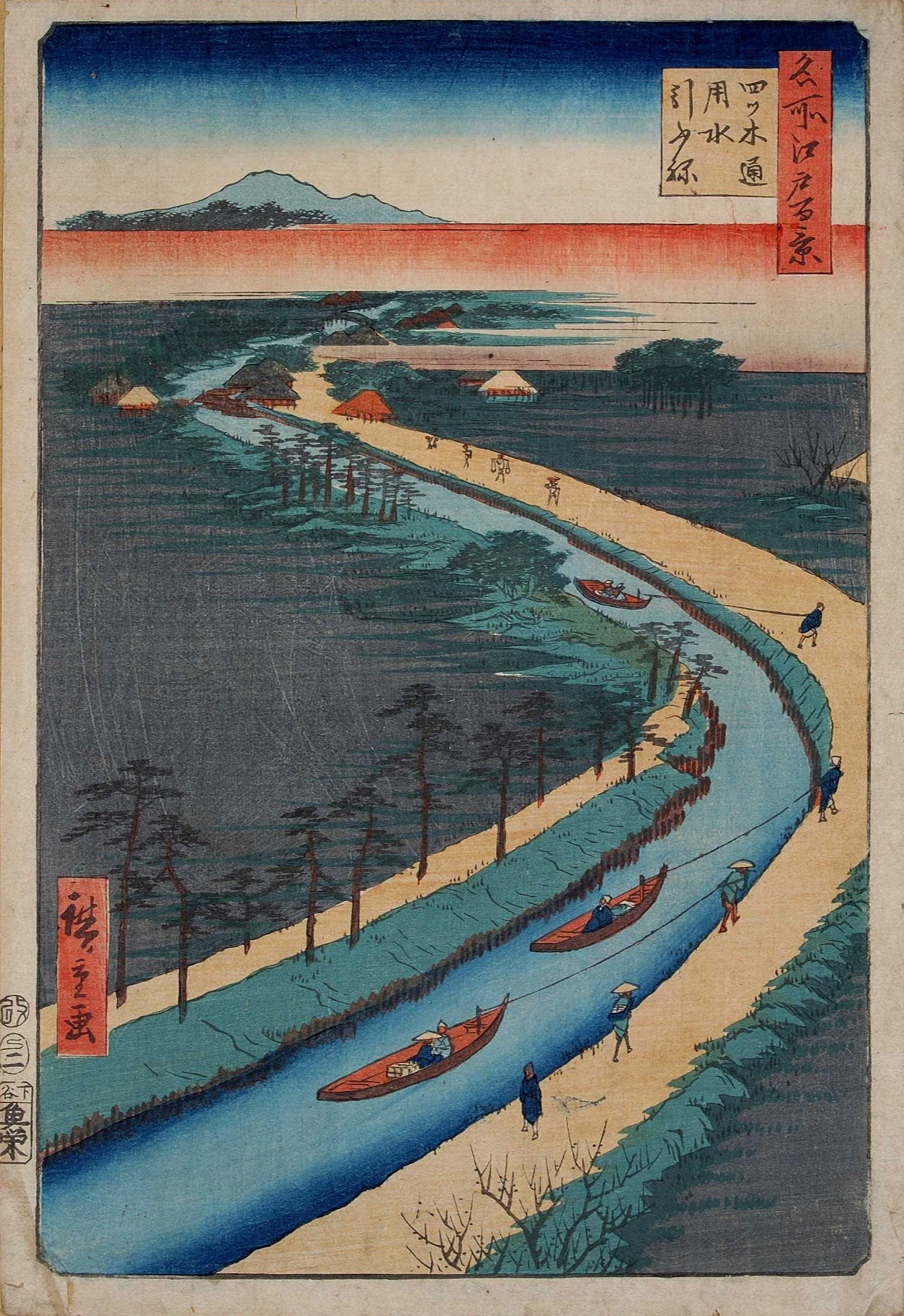
『名所江戸百景』に描かれた葛西用水路。江戸では曳舟川とも呼ばれていた。

後北条氏の滅亡後、その旧領 は徳川家康に与えられ家康は江戸に本拠を定めた。家康は領国経営を直ちに開始するが利根川水系の河川改修も積極的に取り組んだ。最初に行われた事業は1594年（文禄3年）、忍城主であった家康の四男松平忠吉が行った会の川締切である。これは現在の羽生市付近で二股に分流していた利根川のうち南流する会の川を締切り、東方向に流路を一本化して渡良瀬川（太日川）に連結するものである。翌1595年（文禄4年）には徳川四天王の一人で上野館林城主であった榊原康政が、利根川左岸に総延長33 km、高さ4.5 - 6 m、天端（てんば）幅5.5 - 9.1 mという堤防を建設した。これを文禄堤と呼び利根川における最初の本格的な大規模堤防である。このほか同時期には中条堤も築かれている。これら利根川水系における河川事業は関ヶ原の戦いで家康が覇権を握り、1603年（慶長8年）家康が将軍となり江戸幕府を開いた後は三河譜代である家臣・伊奈忠次を祖とする伊奈氏が中心的役割を果たしていく。忠次が手掛けた事業としては1604年（慶長9年）烏川を取水元とし利根川沿いに開削した総延長20 kmに及ぶ備前渠用水 や上野総社藩主・秋元長朝が開発した天狗岩用水下流に開削した代官堀などがある。忠次の系統は代官頭、後に関東郡代として12代・伊奈忠尊までの間利根川水系の河川開発に携わるが、最大の事業として知られるのが利根川東遷事業である。
利根川東遷事業は江戸湾を河口としていた利根川を東へ付け替え、現在の銚子市を新たな河口とする江戸時代最大級の治水事業であり、現在の利根川水系の基礎となった。事業の範囲または目的については東遷事業に関する明確な史料が存在せず、後世の研究者が様々な説や見解を挙げている。開始時期については1594年の会の川締切を挙げるものが多く栗原良輔、佐藤俊郎、本間清利が支持している。終了時期については本間の1698年（元禄11年）完了説が最も早く、根岸門蔵は1871年（明治4年）、河田羆は1890年（明治23年）の利根運河開通を以って完了としている。従って利根川東遷事業の明確な事業年数については不詳である。しかし、目的についてはおおむね以下の見解で意見が一致している。
1. 幕府本拠である江戸、および利根川流域の水害対策としての治水目的
2. 利根川流域の新田開発促進
3. 街道や水運整備による流通路確保（後述）
4. 仙台藩伊達氏を仮想敵国として江戸城防衛のため大外堀に利根川を利用する軍事目的

利根川東遷事業の主要な事業としてはまず1621年（元和7年） - 1654年（承応3年）まで3回にわたる赤堀川開削がある。これは現在東北新幹線利根川橋梁が渡河する付近の茨城県古河市・五霞町間を開削し、1621年に伊奈忠治によって行われた利根川と渡良瀬川の連結事業である新川通開削 と連携して利根川の河水を東へ付け替える事業である。続いて1629年（寛永6年）からはそれまで利根川の支流であった荒川がそれまでの入間川水系に付け替えられ（支川であった和田吉野川へ接続され）独立した荒川水系となり、これを「荒川の西遷」と呼ぶ。切り離された旧下流路は元荒川となって現在に至る。1635年（寛永12年） - 1644年（寛永21年/正保元年）に掛けては江戸川の開削が実施され、これにより関宿から分流する現在の江戸川の姿が形成された。さらに関宿より下流の鬼怒川・小貝川などの改修も行われ、1629年にそれまで鬼怒川に合流していた小貝川を独立した河川として分離。翌1630年（寛永7年）には小貝川下流を付け替えている。そして1662年（寛文2年）から1666年（寛文6年）に掛けて利根川と霞ヶ浦を連結する新利根川が開削され江戸時代前半期における治水事業は一応の区切りが付いた。
江戸幕府における利根川を主に置いた河川行政は当初は伊奈氏が中心的役割を果たしている。東遷事業が最盛期を迎えていた1642年（寛永19年）3代将軍・徳川家光は伊奈忠治に対し堤防修築の総指揮を命じ、伊奈氏の河川行政に対する権限が強化された。しかし、5代将軍・綱吉の治世では伊奈氏は関東郡代に任じられたものの勘定奉行の管轄下に置かれ、相対的に権限は低下した。それでも伊奈氏の河川事業への関わりは強く、4代・伊奈忠克は葛西用水路を1660年（万治3年）に開削している。また小貝川流域においては伊奈忠治により1630年（寛永7年）に岡堰、5代・忠常によって1667年（寛文7年）豊田堰の原型となる堰 が建設され、1722年（享保7年）完成の福岡堰と共に「関東三大堰」と総称されている。伊奈氏による河川工法は「伊奈流（関東流）」と呼ばれた。

### 江戸後期の河川事業
見沼代用水の項目も参照。

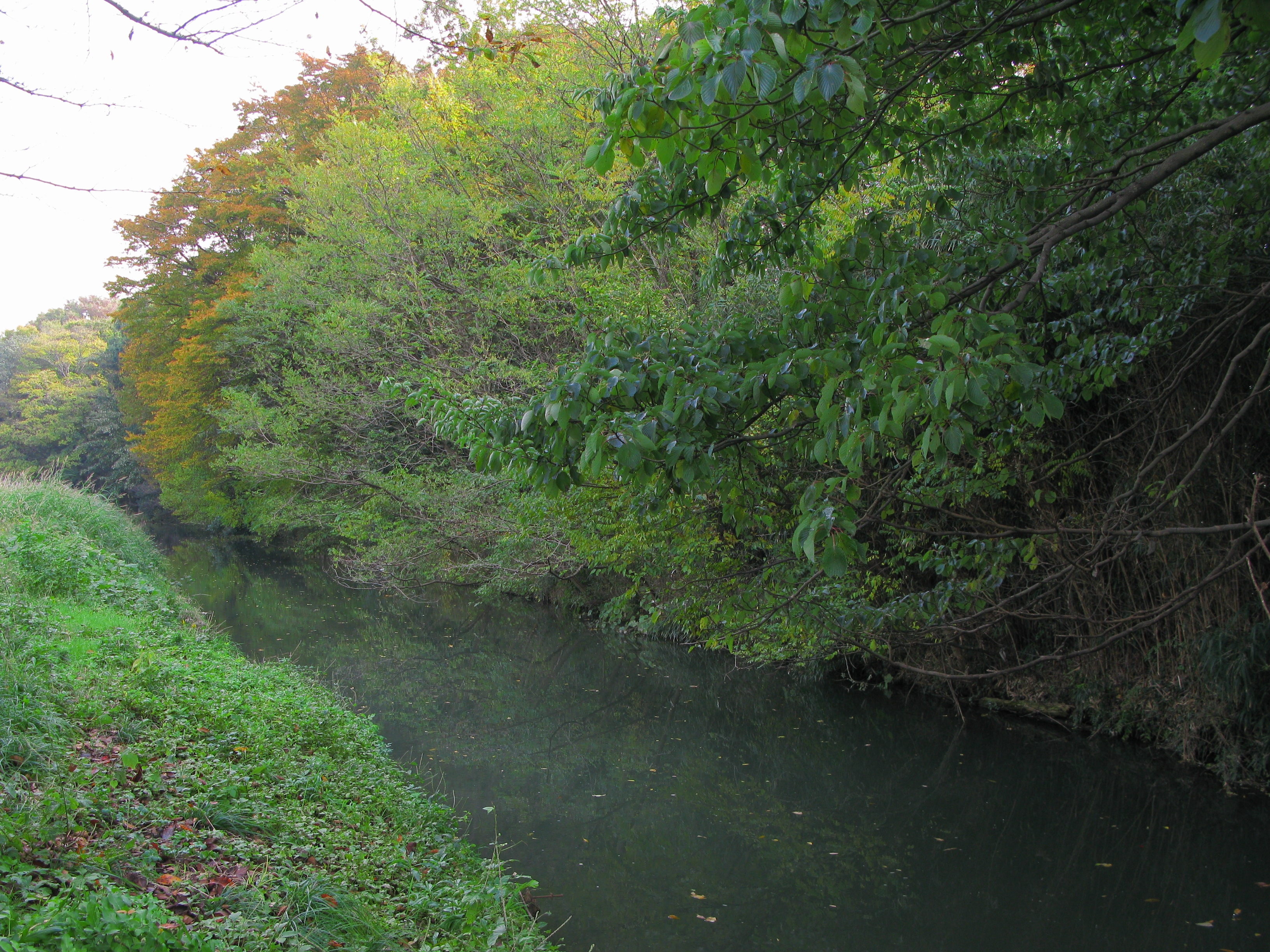
さいたま市内を流れる見沼代用水（東縁）。

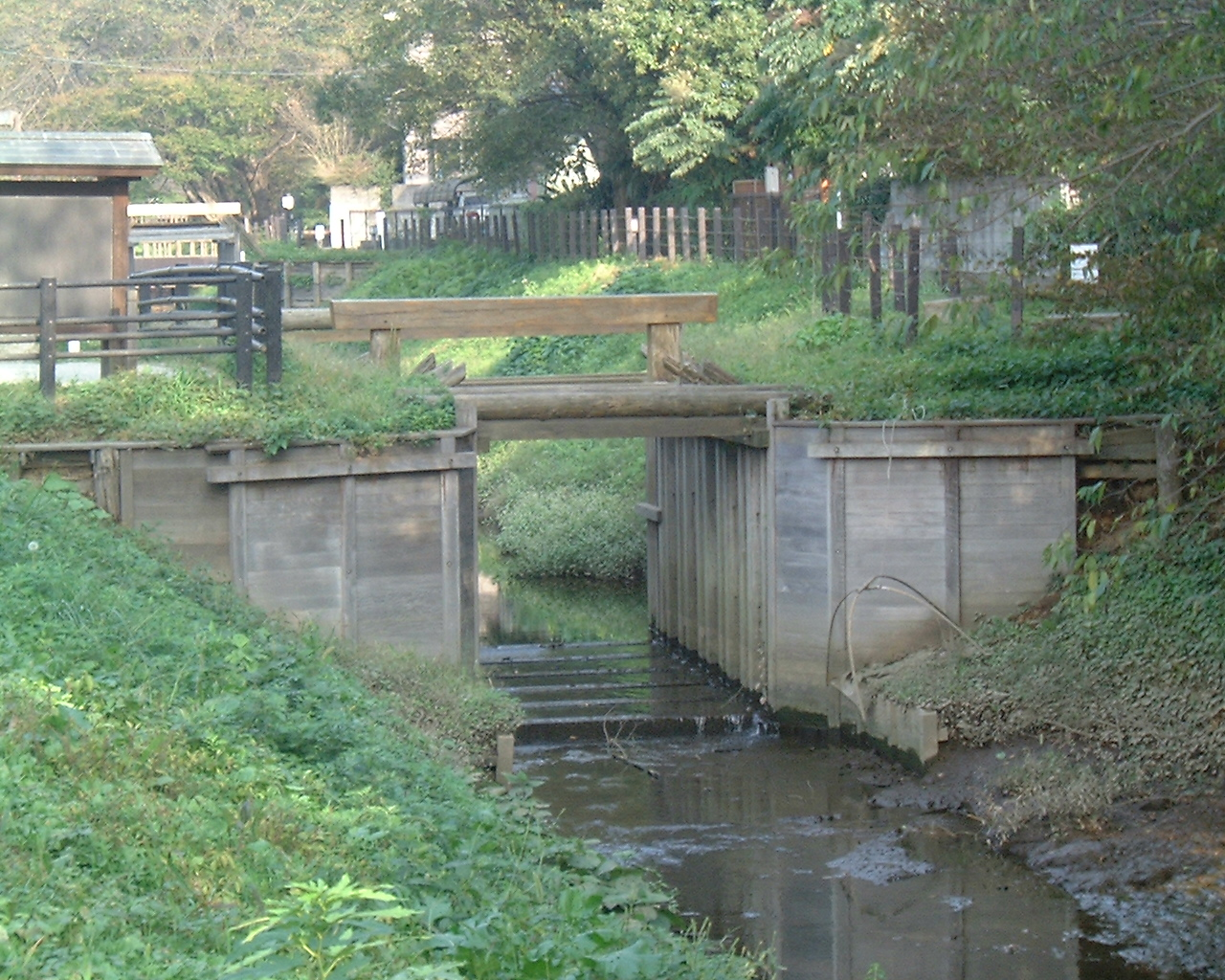
見沼通船堀東縁一の関（閘門）。パナマ運河と同じ方式で舟を通行させる日本最古の閘門。

1716年（正徳6年/享保元年）紀伊藩主であった徳川吉宗が8代将軍となった。吉宗は享保の改革を推進するがその中で質素倹約と共に新田開発による年貢増徴により、厳しい幕府の財政建て直しを志向する。利根川の河川開発においては勘定吟味役として紀伊藩士であった井沢為永（弥惣兵衛）が60歳という高齢でありながら登用された。為永が実施した利根川水系の河川開発として著名なのが見沼代用水の開削である。
利根川中流の武蔵国北部、中部における農業用水の水源としては1604年開削の備前渠用水があるが、それ以前より見沼という沼を灌漑用水源として利用していた。見沼は伊奈忠治により寛永年間に現在のさいたま市緑区に八丁堤という締切堤が建設されてダム化し、「見沼溜井」として1660年開削の葛西用水路と共に重要な水源となっていた。しかし新田開発が進むに連れ灌漑用水の需要増により見沼溜井の供給量とのバランスが崩壊し、享保年間には用水不足が深刻化していた。このため吉宗は為永に対し1725年（享保10年）9月、「見沼に代わる用水路」すなわち、見沼代用水の開削と見沼の干拓を指示。現在の行田市に取水口を設け2万9,500間の用水を開削、星川を経由しさらに用水は東縁と西縁に分かれ旧見沼溜井の両縁に沿って南下する。1728年（享保13年）に用水は完成し、303村の田畑1万2,571町、石高換算で約14万9,136石の農地が灌漑の恩恵を受けることとなった。また見沼代用水を利用して1731年（享保16年）見沼通船堀が開削され、用水は水運にも利用される多目的用水路へと変化した。通船堀に設けられた閘門はパナマ運河と同じ方式で舟を運行させるが、同形式としては日本最古の閘門である。
また上野国内では現在の邑楽郡千代田町と明和町にまたがる利根加用水が建設された。1839年（天保10年）同地31村の名主が連名で利根川からの取水による用水開削を幕府に嘆願したのが始まりで、用水不足に悩む同地に対し利根川 - 谷田川に至る長さ700間の用水路が整備された。ところが、落差不足で十分に通水できず、1846年（弘化3年）・1855年（安政2年）の二度にわたり用水路の改築が実施された。
幕府による新田開発は次第に利根川下流域にも拡大するが、湖沼の干拓による新田開発も企図された。主なものとして手賀沼干拓と印旛沼干拓がある。手賀沼の場合は1636年（寛永13年）に干拓用排水路である弁天堀が開削され、1661年（万治4年/寛文元年）に本格的な干拓計画が着手されたが挫折。1671年（寛文11年）に海野屋作兵衛の手により最初の干拓が成功し新田234町歩が開発された。しかし、1676年（延宝4年）以降1729年（享保14年）、1739年（元文4年）の干拓計画は何れも洪水により挫折。1785年（天明5年）の幕府による大規模干拓事業も完成の間もなく利根川の大洪水で大きな被害を受けるなど満足な結果は得られなかった。一方印旛沼干拓は1724年（享保9年）、染谷源右衛門が幕府より6,000両を借用して開始したが資金不足で失敗。続く1783年（安永10年/天明元年）には老中・田沼意次が、1840年（天保11年）には老中・水野忠邦が天保の改革の一環として印旛沼開発計画に着手したが、何れも計画立案した本人が失脚して中止され、結局実施されなかった。利根川下流域の干拓で唯一成功したのが十六島開発で、現在の香取市（旧佐原市）周辺の十六島と呼ばれる砂州地帯の新田開発であるが、常陸国江戸崎城主だった常陸土岐氏の遺臣団が1590年より徳川家康の許可を得て上之島村を開拓したのを皮切りに、1640年（寛永17年）の磯山村開拓まで14村が開拓された。

浅間山の天明大噴火（1783年）を描いた絵図。この大噴火は利根川の治水に重大な影響を及ぼした。

一方治水については1728年に徳川吉宗が井沢為永に江戸川の開削と庄内古川の分離工事を命じたほか、1742年（寛保2年）8月の利根川大水害後の復旧事業として寛保の御手伝普請が同年10月より着手され、長州藩、熊本藩、津藩など西国10藩に対し幕命による河川工事が行われた。この事業は木曽三川における薩摩藩の宝暦治水同様、外様大名の経済力を削ぐための大名統制策の一環でもあった。しかし1783年（天明3年）7月に発生した浅間山の天明大噴火では、火砕流が吾妻川に流入して泥流となり利根川、さらには江戸川にまで押し寄せ河床の著しい上昇や堤防などの河川施設破壊によって洪水の危険性が増大した。この対策として堤防修築や川底の掘削、さらに1654年以来となる赤堀川の再掘削が1843年（天保14年）頃に実施され、江戸川の河水流入を制限するために「棒出し」と呼ばれる水制が同じく天保年間に建設されている。享保以降の幕府内における河川行政は勘定吟味役に井沢為永が重用されたほか、「普請役」や「四川奉行」 の改廃を経て河川行政は勘定奉行5名による分担任務となった。とはいえ普請を行うには関東郡代伊奈氏の決裁が必要とされ、伊奈氏の影響力はまだ高かった。しかし12代伊奈忠尊の時1792年（寛政4年）不行跡を理由に改易され、家康以来河川事業に深く関わった伊奈氏はその表舞台から消え以後幕末に至るまで勘定奉行支配下の「四川用水方普請役」が差配していく。
江戸時代を通じ利根川東遷事業や浅間山噴火対策など幕府の治水事業により利根川の膨大な河水は渡良瀬川などと共にかつての香取海方面へと流下することとなった。これにより江戸を含めた武蔵国方面では水害の危険性が減少し、新田開発による石高の増加が著しくなった。さらに、舟運・海運航路が整備され経済の大動脈として利根川が活用されるなどの効果をもたらした。反面利根川の水面よりも標高が低い霞ヶ浦などの下流低地において逆に水害の危険を増幅させ、明治以降の利根川治水事業を困難にしたという副作用が生じている。

### 利根川改修計画と増補計画

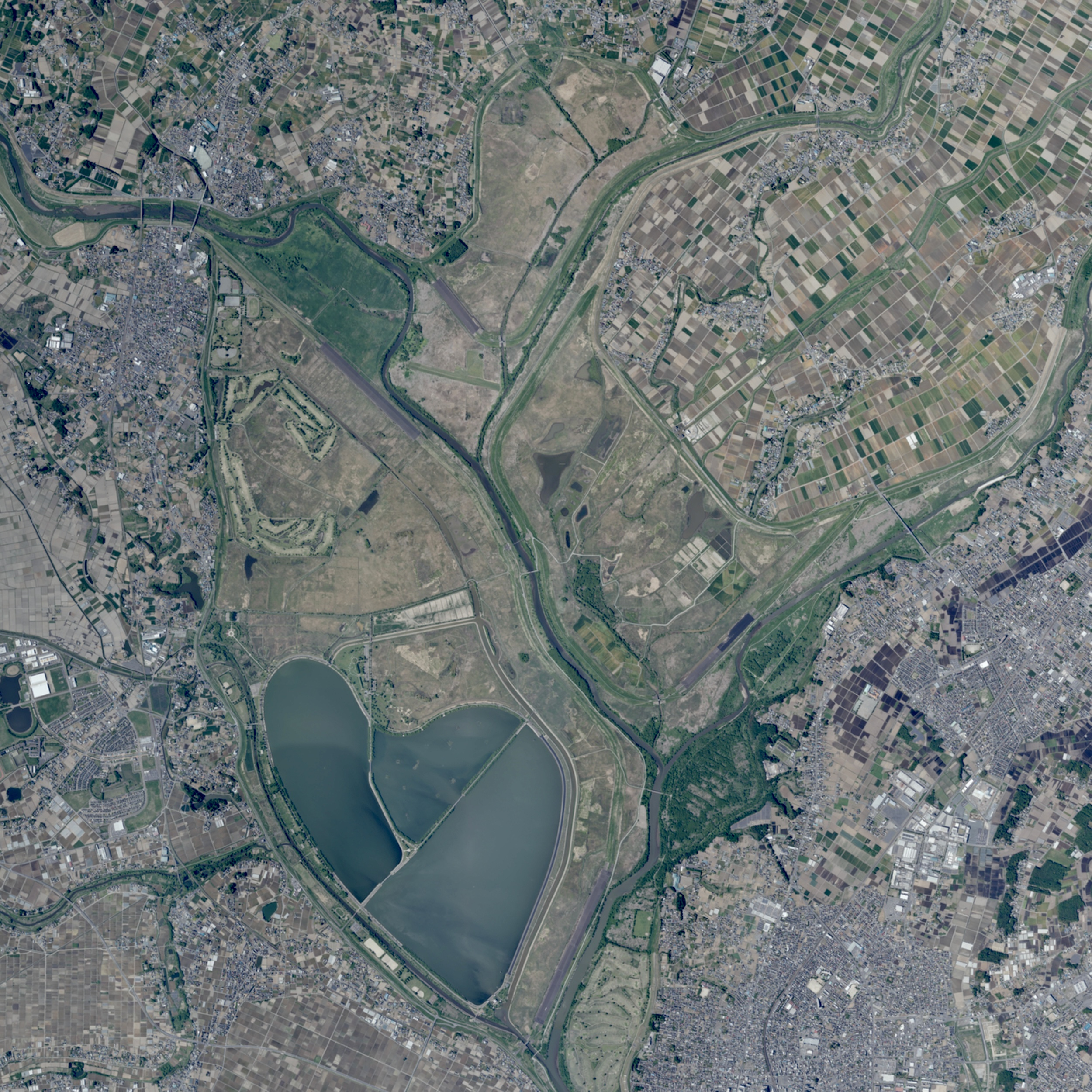
渡良瀬遊水地空撮。

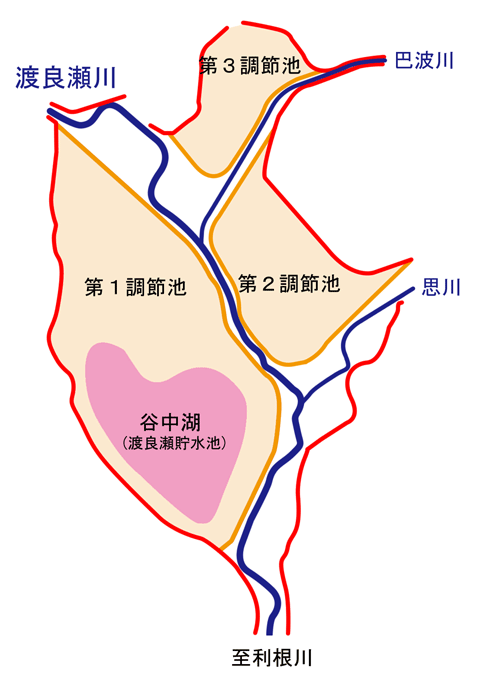
渡良瀬遊水地概要図。

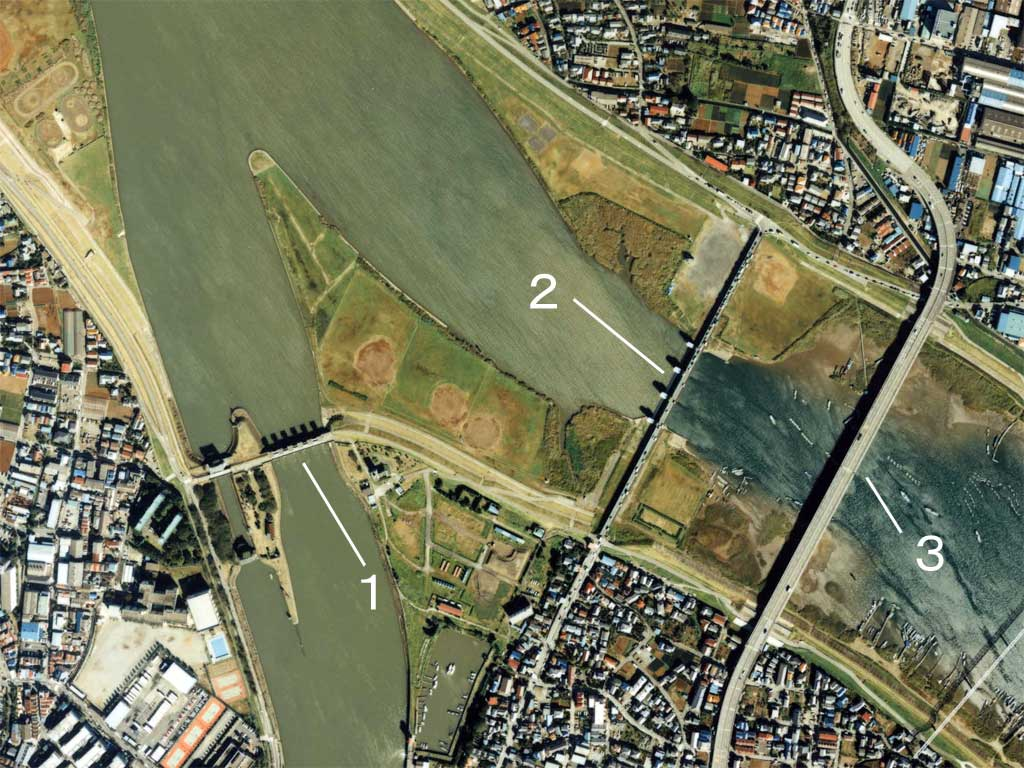
江戸川水閘門（1）と行徳可動堰（2）空撮写真。

1868年（明治元年）に明治政府が誕生し、行政機構は大きな変化を遂げた。河川行政については数多の変遷を経て1874年（明治7年）に内務省が終戦後まで管掌することになり、利根川には1875年（明治8年）6月16日内務省土木寮利根川出張所が設置された。この出張所が現在の国土交通省関東地方整備局の発祥となる。また、1896年には旧河川法が公布され、利根川は同法の適用を受ける河川に指定された。以後、内務省主導による利根川の治水事業が進められていく。
政府はオランダ式治水工法を日本各地の河川に導入するためファン・ドールンを招き1872年（明治5年）に利根川の測量調査などを進めたが、具体化されたのは1886年（明治19年）にローウェンホルスト・ムルデルによって立案された利根川改修計画である。これは現在の群馬県佐波郡玉村町から利根川河口までを対象に治水上の要所に堤防を築いて水害に対処するほか、利根運河を開削して水運の便を改良することが骨子であった。この時初めて利根川の計画高水流量が算出され、毎秒3,750 m3に定められた。計画は第1期から第3期まで3分割で進められ、この間1890年（明治23年）には利根運河が完成した。
しかし1910年（明治43年）8月、関東地方を二つの台風が連続して襲来しそれに伴う前線の活発化によって利根川は当時最悪の洪水をもたらした。この「明治43年の大水害」は死者769名を出す大災害となり、利根川は中流部において北は現在の前橋市、みどり市、西は富岡市から東は野田市、南は川越市に至る広範囲が浸水し関東平野中央部が一つの巨大な湖になった。この水害を機に先の利根川改修計画は同年改訂され計画高水流量は毎秒5,570 m3に上方修正された。この時事業計画に上ったのが渡良瀬遊水地であり、当時深刻化していた足尾鉱毒事件の鉱毒問題解決に治水目的を付加させるとして正式な事業となった。このほか、堤防や護岸建設、横利根閘門（1921年）、印旛水門（1922年）、小野川水門（1923年）の新設、利根川下流の新河道開削（1889年 - 1922年）、権現堂川の利根川との締切（1926年）が本流域で施工され、江戸川では分流部に関宿水門と関宿高水路（1927年）を建設して利根川からの分流量を調節するほか、下流部では江戸川放水路を開削（1920年）し流下能力を増強させた。これら一連の利根川改修計画は江戸川放水路の補修が完了した1930年（昭和5年）に一応の完成を見た。この間1923年（大正12年）の関東大震災により利根川中流部で堤防の損壊が116箇所発生し、その復旧も行われている。
利根川改修計画が完成した後も利根川の洪水は度々発生し、1935年（昭和10年）9月・1938年（昭和13年）6月 - 7月・1941年（昭和16年）7月には改修計画で定めた計画高水流量をはるかに上回る洪水が記録された。特に、1938年の洪水は利根川下流部で浸水被害が深刻となり、往時の香取海が再現されたかの浸水範囲となった。事態を重視した内務省は改修計画に替わる新しい利根川の治水計画策定を検討、荒川放水路建設の総指揮を執った内務省内務技監青山士（あきら）を委員長とする「利根川治水専門委員会」を設立。計画高水流量を一挙に毎秒1万 m3に改める利根川改修増補計画が1938年に第73回帝国議会で承認され、翌1939年（昭和14年）より着手された。この計画における主要事業は渡良瀬遊水地の洪水調節池化と、利根川放水路の建設にある。それまでの渡良瀬遊水地は洪水時に自然に貯留する性格のものであったが、遊水地周囲を堤防で囲み洪水時にはより多くの河水を貯水する調整池に改良する計画とした。一方利根川放水路計画は現在の千葉県我孫子市布佐（JR布佐駅付近）を起点として印旛沼西端を通過し、現在の千葉市花見川区検見川町と海浜幕張間付近で東京湾に至る総延長27 kmの放水路を建設し、利根川下流の水位を2 m減少させるほか手賀沼・印旛沼の治水と干拓、利根運河に代わる大規模運河としての利用、さらに掘削残土を埋立地に利用して工業地帯を造成するという多目的の放水路計画である。このほか、田中・菅生調節池（利根川）の新規遊水池計画、小貝川付替計画、利根運河の放水路化、利根川中流部の堤防強化が事業内容に盛り込まれた。
計画はまず緊急な対応が迫られていた昭和10年9月洪水の被害地周辺部の堤防強化を優先、利根川応急増補工事として1937年（昭和12年）に前倒しで開始された。渡良瀬遊水地は堤防建設を開始。利根運河は利根運河株式会社から内務省が運河を買収して利根川からの締切と掘削工事を開始、小貝川では岡堰の可動堰化工事などが開始されたが利根川放水路については用地買収が遅々として進まず、その上太平洋戦争の激化により予算・資材・人員不足が深刻化。増補計画は一時中断した状態で終戦を迎えた。このため利根川の治水は不完全な状態となり治水安全上の不安が憂慮されたが、それは戦後直ちに現実のものとなる。

### 利根特定地域総合開発計画

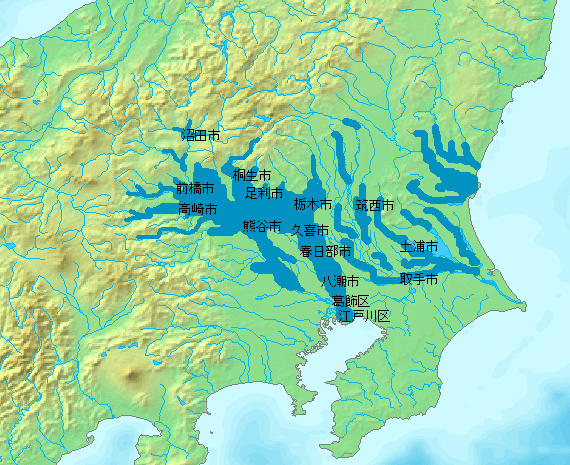
カスリーン台風における利根川氾濫図。中流部は広く浸水している。自治体名は現在のもの。

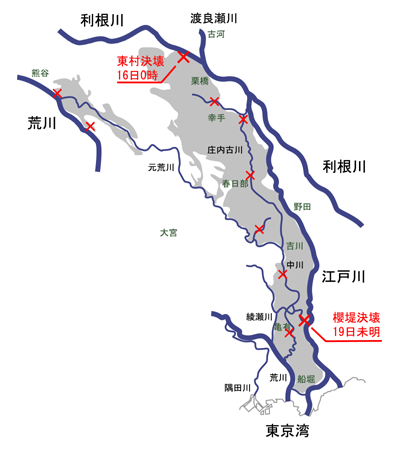
利根川決壊後の浸水拡大図。東京都江戸川区まで濁流が押し寄せた。

1947年（昭和22年）9月、利根川流域をカスリーン台風が襲った。過去に例を見ない記録的な豪雨は戦前・戦中の乱伐による山林荒廃と相まって利根川流域に致命的な被害を与えた。特に利根川は現在の埼玉県加須市、旧大利根町付近で堤防が決壊し濁流は埼玉県のみならず東京都葛飾区・江戸川区にまで達した。また烏川流域、渡良瀬川流域はほぼ全域が浸水し利根川中流部はまたもや一面湖となった。死者・行方不明者は日本全国で1,910名であったが利根川流域だけで1,100名が死亡している。
当時の日本は治水事業の停滞と森林の乱伐による荒廃により各地で水害が頻発。人的・経済的被害は膨大なものとなっていた。水害の続発が敗戦で疲弊した日本経済にさらなる悪影響を及ぼすことを懸念した内閣経済安定本部は、内務省解体後に河川行政を継承した建設省に対し新たな河川改修計画の作成を命じた。これが河川改訂改修計画であり、日本の主要10水系 を対象に治水・砂防の総合的対策が検討された。この中で利根川は従来の利根川改修増補計画をさらに改定した利根川改訂改修計画が1949年（昭和24年）に策定されたが、この際に導入されたのがダムによる治水対策である。
既に利根川水系では1926年、鬼怒川支流の男鹿川に五十里（いかり）ダムを建設する計画が立てられていたが、地質の問題や戦争などがあり事業は中断していた。
しかしカスリーン台風の被害を受けて利根川の計画高水流量は毎秒17,000 m3に上方修正され、内毎秒14,000 m3を堤防、渡良瀬・田中・菅生・稲戸井の四遊水池および利根川放水路にて調節し、残り毎秒3,000 m3を上流のダム群で調節する方針が採られた。この時利根川上流域では19箇所のダム建設候補地が検討されたが、最終的に決定を見たのは藤原・沼田（利根川）、相俣（赤谷川）、薗原（片品川）、八ッ場（吾妻川）、坂原（神流川。下久保ダムの前身）の6ダム計画であった。
また鬼怒川では五十里ダムに加え川俣ダム（鬼怒川）が、渡良瀬川では草木ダムの前身にあたる神戸ダム（渡良瀬川）が計画される。これらのダム計画は1956年（昭和31年）の五十里ダムを皮切りに藤原（1957年）、相俣（1959年）の各ダムが完成し、ダム事業は進展を見る。一方下流部においては新規に霞ヶ浦放水路（常陸利根川）、小貝川付替、利根川河口導流堤、行徳可動堰（江戸川）などの計画が立てられた。
- 利根川水系ダム計画の端緒である五十里ダム（男鹿川）
- 利根川本流初の多目的ダムである藤原ダム
- 鬼怒川本流初の多目的ダムである川俣ダム
- 当初は「神戸ダム」として計画された草木ダム（渡良瀬川）

この当時治水に並ぶ喫緊の課題としては極端な食糧・電力不足があり、これを解決させるために1926年、東京帝国大学教授であった物部長穂が提唱した河水統制という概念が戦前より内務省によって河水統制計画として錦川などで始まり、戦後テネシー川流域開発公社（TVA）を模範とした河川総合開発事業として治水のほか水力発電、灌漑などを目的に積極的に進められていた。
こうした河川開発を強力かつ広範囲に実施すべく1950年（昭和25年）、当時の第3次吉田内閣は国土総合開発法を制定し日本の22地域 を対象とした特定地域総合開発計画を推進。利根川水系も対象地域に指定され翌1951年（昭和26年）12月に利根特定地域総合開発計画が閣議決定された。これ以降利根川の河川事業は利根川水系全体にわたり、治水・利水の両面を目的とした総合開発計画に移行する。
利根川水系における河川総合開発は1936年に当時の東京市が主体となって実施した江戸川河水統制事業が最初であり、江戸川水閘門を利用して新規用水を確保するものであった。続いて群馬県が水力発電を主目的として利根川最上流部にダムを建設する群馬県利根川河水統制計画を1937年に着手、これに1940年東京市による東京市第三次水道拡張事業の水源として共同参加したが、戦争により実現には至らなかった。
戦後の利根川改訂改修計画の策定で治水事業が先行したが、利根特定地域総合開発計画の立案により大規模河川総合開発へと発展した。同計画は改訂改修計画の治水・砂防事業に加え計画ダム群の多目的ダム化、尾瀬原ダム（只見川）から片品川への導水（尾瀬分水）を含む水力発電計画、印旛沼・手賀沼干拓、両総用水建設（1970年）、および国道4号、国道6号などの道路網整備を包括した大規模事業であり、この計画において現在首都・東京の最大の水源である矢木沢ダム（利根川）が初登場する。

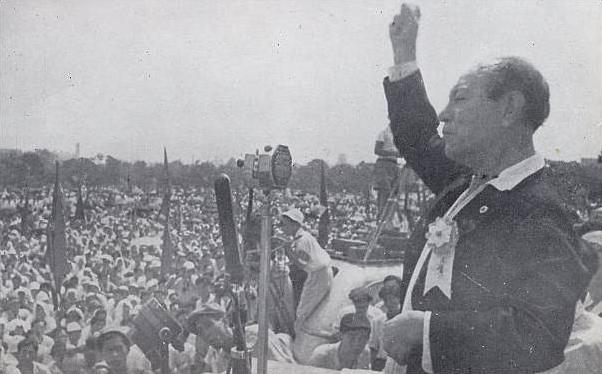
徳田球一。彼の提案した利根川総合開発案には後年実現した事業も多い。

この頃、利根川の治水や利水について様々な案が提唱された。その一例として日本共産党書記長であった徳田球一による案がある。徳田は1949年に『利根川水系の綜合改革 - 社会主義建設の礎石』という冊子を発表。その中で利根川の惨状は封建徳川と帝国主義天皇制の責任であると断じた上で 利根川放水路、霞ヶ浦放水路、小貝川付替による下流部治水に加え、江戸川、古利根川、元荒川を大拡張し運河として利用、さらに埼玉県本庄市から東京都立川市まで利根川と荒川・多摩川を連結する大運河を設けて水運と灌漑、上水道・工業用水道に利用。房総半島では利根川と房総半島の小河川を繋ぐ運河を千葉県茂原市まで建設して積極的な干拓を図るとした。また山間部には多数のダムを積極的に建設するほかソビエト連邦より大量の木材を輸入して植林を図ることも重要であると論じた。費用については独占資本家や大ヤミ業者から8000億円を徴収することで賄えるとも述べている。
この案は建設省によって採用されたものではないが、後年に徳田の構想に近似した形で武蔵水路や房総導水路が建設されている。

### 利根川水系水資源開発基本計画

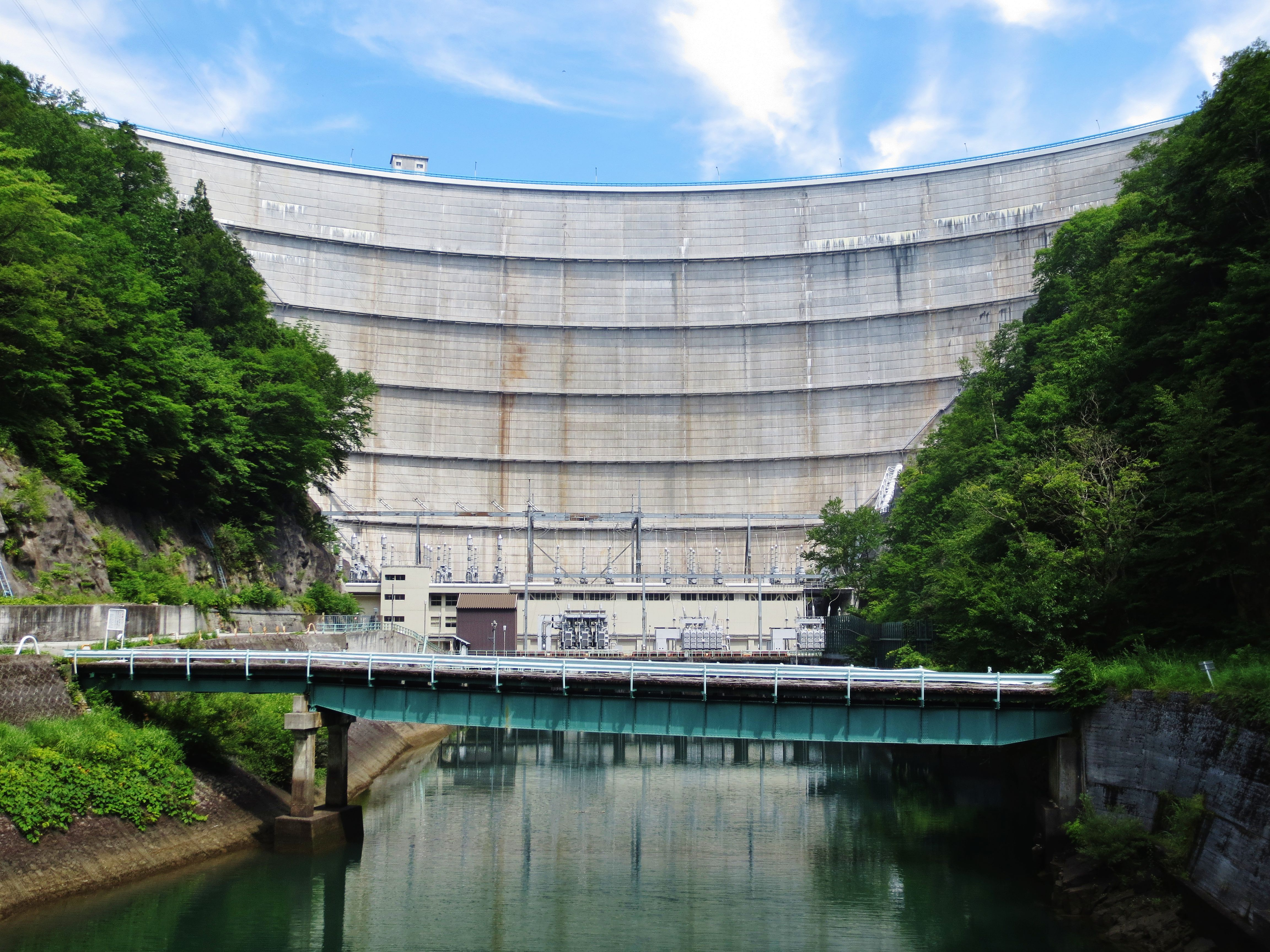
矢木沢ダム（利根川）。利根川水系最大の貯水容量を持つ、東京都の水源である。

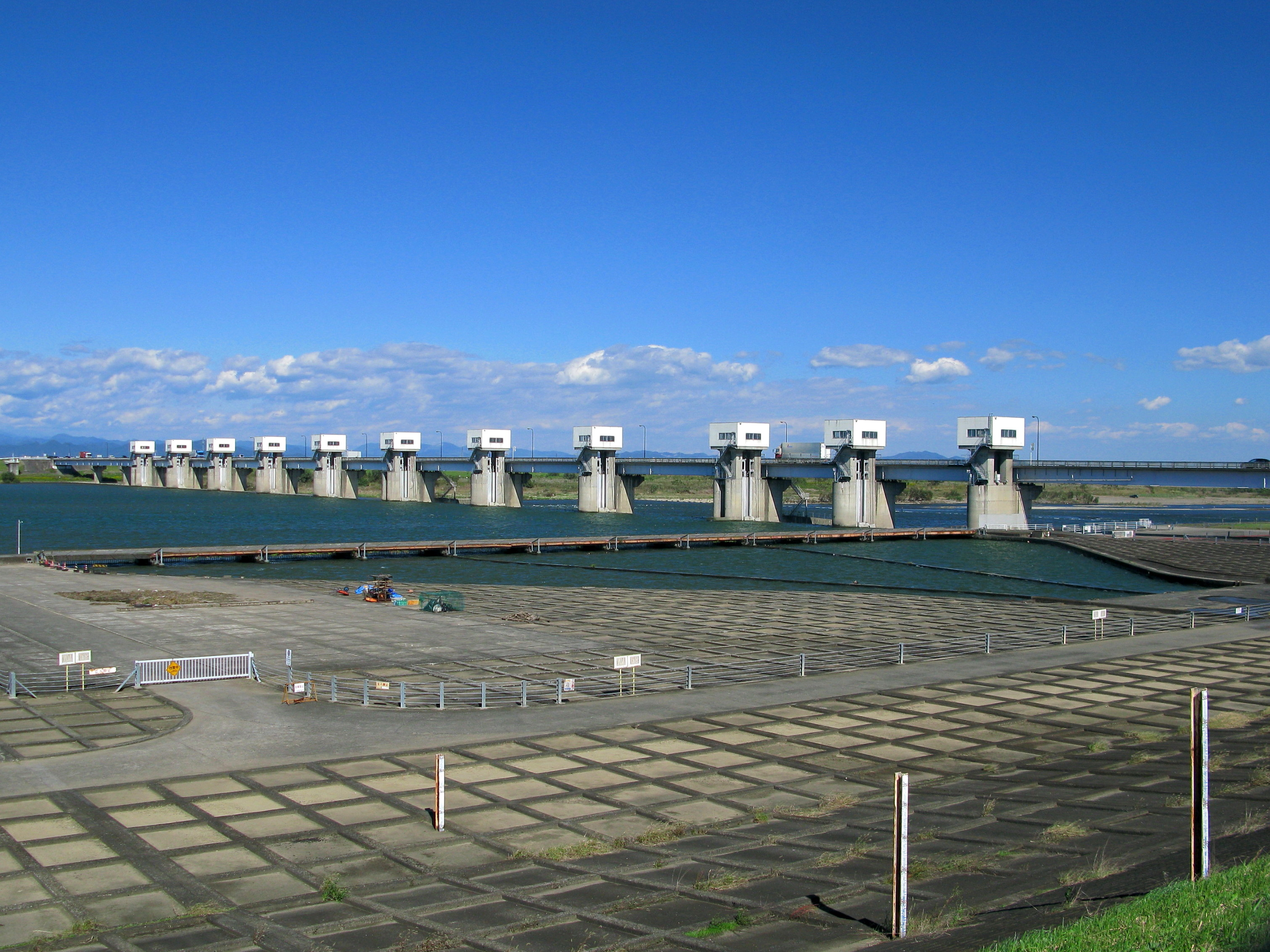
利根大堰取水口。ここから武蔵水路、見沼代用水、埼玉用水路が取水され首都圏へ送水される。

利根特定地域総合開発計画が進められていた当時の日本は朝鮮戦争に伴う特需景気以降経済成長が著しく、高度経済成長に突き進み始める時代だった。経済成長は急激な工業用水道需要の増大を招いたほか、人口も東京を中心に増加が顕著となり、上水道需要も次第にひっ迫するに至った。1957年（昭和32年）には東京都の水源として小河内ダムが多摩川に完成するも、需要はさらに増加し、遂には1964年（昭和39年）東京砂漠と呼ばれる東京都大渇水が起きる。また農業技術の進歩は耕地拡大を加速させ農業用水の不足を招き、こうした状況下で1958年（昭和33年）利根川下流域を中心とした昭和33年塩害が発生。農地への被害が甚大となった。こうした理由もあり豊富な水量を持つ利根川水系の水利用が緊急の課題となる。
1961年（昭和36年）に水資源開発促進法が制定され、翌1962年（昭和37年）水資源開発公団（現・独立行政法人水資源機構）が発足。利根川と淀川を対象とした水資源広域総合開発が開始された。公団は利根川水系水資源開発基本計画を策定し水系の水資源総合開発に着手した。まず矢木沢ダム（1967年）と下久保ダム（1968年）を水源とし中流部に利根大堰を建設（1969年）、利根導水路（武蔵水路・朝霞水路）建設により利根川と荒川を連結して東京都水道局の朝霞浄水場へ導水して東京都への水需要を満たす方針とした。これら施設のほか公団は利根川下流に利根川河口堰（1971年）を建設し塩害防止と首都圏の水供給を強化するほか、上流部には群馬用水を建設（1969年）し赤城山・榛名山麓の新規開墾を促進させ、中流部では見沼代用水や埼玉用水路の整備による関東中央部の灌漑強化、印旛沼開発による印旛沼干拓（1968年）、房総導水路（1997年）による房総半島中南部への利水を次々と実施した。さらに日本第二の湖沼である霞ヶ浦も首都圏の水がめとすべく常陸川水門（1963年）を利用してダム化する霞ヶ浦総合開発事業も実施（1996年）。草木ダム（1976年）、奈良俣ダム（楢俣川。1991年）なども完成し東京を中心とした首都圏の治水・利水が強化された。利根導水路により利根川水系と荒川水系が連結されたことで、両水系を一体化した総合開発が不可欠になったことから1974年（昭和49年）に利根川・荒川水系水資源開発基本計画に改組された。
利根川は1964年の河川法改訂により一級河川に指定され、以後建設省を中心とした治水事業が継続して実施された。1965年（昭和40年）治水の新指針となる利根川水系工事実施基本計画が策定され、以降数度に及ぶ改定が行われ現在は毎秒22,000 m3を基本高水流量として改修を行っている。この間渡良瀬遊水地の調節池化が1997年に完成、さらに遊水地内に貯水池を設けて多目的ダム化する渡良瀬貯水池が1989年（平成元年）完成し治水・利水が強化された。田中調節池（1965年）、菅生調節池（1960年）といった遊水池も完成。ダムでは薗原ダム（1965年）、川俣ダム（1965年）、川治ダム（鬼怒川。1983年）が完成し首都圏の治水・利水に供されている。また内水氾濫の防止、新規用水の確保と水質汚濁が顕著だった手賀沼の水質改善を目的に利根川と江戸川を結ぶ多目的人工河川（流況調整河川）である利根川広域導水事業・北千葉導水路（2000年）が建設された。この事業において利根運河が野田緊急暫定導水路として1978年（昭和53年）に復活している。さらに中川、大落古利根川などの洪水を江戸川に流下させるため2007年（平成18年）には世界最大級の地下河川である首都圏外郭放水路が完成している。
利根川および利根川水系は連綿と続いた治水・利水事業により首都圏および京浜工業地帯・京葉工業地域・鹿島臨海工業地帯などの水源・電力資源として利用され、日本の経済活動上・国民生活上極めて重要な河川として大きな位置を占めている。しかし利根川の治水安全度は100 - 200年に一度の洪水に対処するための整備を行っているがヨーロッパの河川、例えば人口密度が比較的近いライン川の1,250 - 10,000年と比較して低い。また利水については利根川から取水する利水総量毎秒123 m3のうち、25%に当たる毎秒33 m3分は利根川の流量が豊富な時にしか取水が許されない豊水暫定水利権での取水となっており、気候変動に伴う降水量の減少で利根川上流ダム群からの用水補給量も20%減少している。こうした治水・利水上の問題を解決するため現在利根川水系河川整備計画の策定が国土交通省により進められているが、その前段階として利根川水系河川整備基本方針が示されている。この方針では堤防・護岸整備や既存の河川施設を維持・整備するほか、八ッ場ダム、湯西川ダム（湯西川）、南摩ダム（南摩川）などの多目的ダム事業、稲戸井調節池（利根川）の掘削・越流堤改築そして利根川放水路の施工を盛り込んでいる。

### 開発と地域摩擦
足尾鉱毒事件、沼田ダム計画、八ッ場ダム、中止したダム事業の項目も参照。

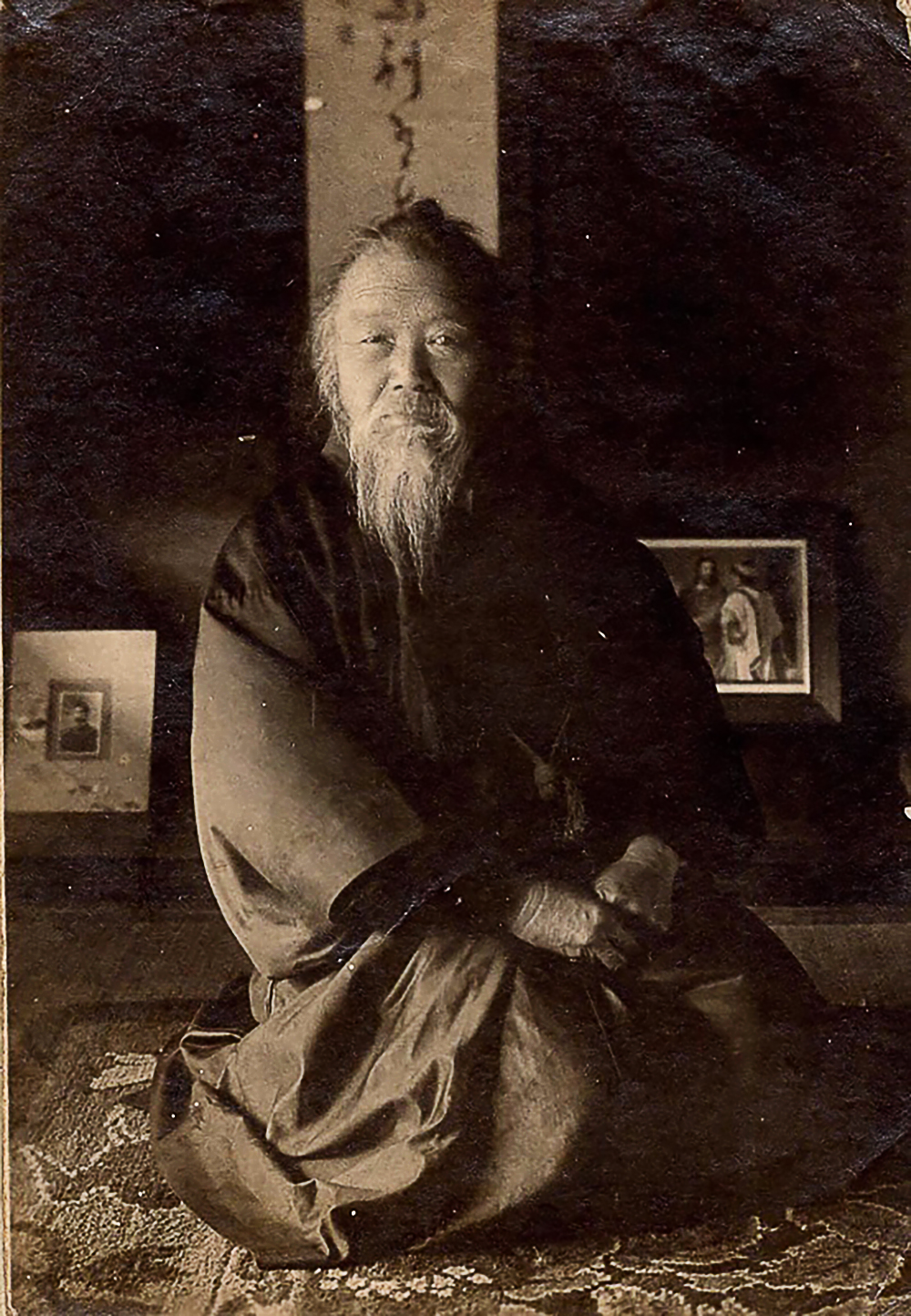
田中正造。足尾鉱毒事件の解決に生涯を費やし、渡良瀬遊水地建設にも反対した。

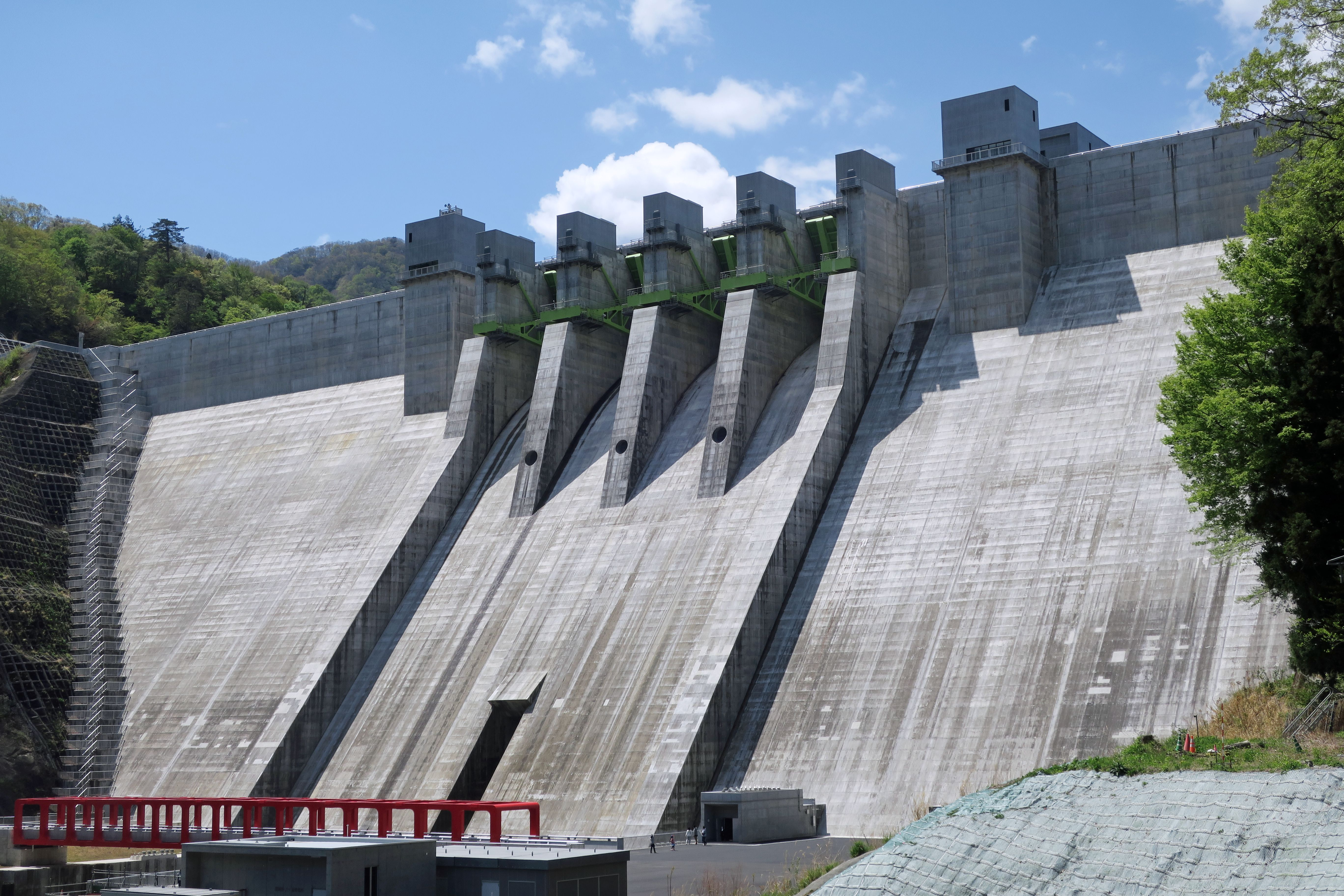
八ッ場ダム（吾妻川）。1952年の計画発表以来、完成まで68年を要した。

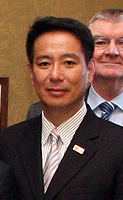
鳩山由紀夫内閣の国土交通大臣であった前原誠司

利根川の河川開発により、流域住民は恩恵を受けた一方で開発に伴う様々な犠牲や、流域住民間さらには自治体間の対立など問題が生じた。
現在の埼玉県熊谷市付近に1592年（天正20年）建設が開始された中条堤は、従来からあった自然堤防を増築するなどして形成された堤防である。この堤防はいくつかの堤防と連携し洪水の際は堤防上流部に貯水を行い、その後水位が低下するとともに自然に利根川へと流出する遊水池の役割も果たす機能を有する。その洪水調節量は毎秒4,000 m3と現在の利根川上流ダム群に匹敵する処理能力を持ち、容量を超えた分は越流堤を介して忍方面へ流す。このため堤防を境として上流部の上郷地区、下流の下郷地区では堤防の運用について利害が相反し常に対立していた。すなわち上郷地区では中条堤の高さをできるだけ低くして洪水の被害を避けたいとする一方、下郷地区では逆に高くして洪水被害を避けようと考えたため、堤防決壊後の修復では激しく対立した。江戸時代には幕府の絶対的統制下で両地区合同の中条堤組合が作られ、対立は最小限に食い止められたが明治に入り中央の統制力が弱まると、中条堤に替わる新堤防建設を求める上郷と堤の維持・強化を求める下郷が激しく対立。遂には警官隊と住民の衝突や埼玉県知事の不信任決議が埼玉県議会で採択されるなどの事態に発展した。最終的に内務省が利根川改修計画の一環として今日見られる連続堤防方式での治水計画による改修を行ったことにより事態は収拾されたが、高度な治水機能を有していた中条堤の機能はこれにより損なわれた。また利根川改修増補計画以降挙げられていた小貝川付替計画は、新河道のルートとなる北相馬郡布川町（現在の利根町）を中心に猛烈な反対が起こり、1953年（昭和28年）11月には取材に来ていた朝日新聞、読売新聞、毎日新聞などの記者団が大勢の地元住民によって暴行・監禁される事件も発生。最終的に1980年（昭和55年）の治水計画改訂時に付替計画は廃止され、堤防補強を行うことになった。
一方ダムや遊水池建設に伴う住民移転などの犠牲も河川事業の拡大に伴い増加した。渡良瀬遊水地は当初治水に加え足尾鉱毒事件の鉱毒対策として計画されたが、建設予定地に擬された栃木県下都賀郡谷中村（現在の栃木市）の約300世帯を移転させる事態となり、田中正造らの反対運動も起こったが結局土地収用法による強制執行などの手段も駆使した結果村民は各所へ散り、谷中村は廃村となった。また戦後の利根川改定改修計画で計画された藤原ダムでは建設省が地元住民の了解を得ずに工事を開始したことに水没住民が態度を硬化、群馬県の仲裁や新しく赴任したダム工事事務所長の誠意ある態度により軟化するまで激しい反対闘争をひき起こした。片品川の薗原ダムでも老神温泉が一部水没するなどしたため反対運動が激化、当時蜂の巣城紛争として日本全国に知れ渡った松原（筑後川）・下筌ダム（津江川）反対闘争と並び「東の薗原、西の松原・下筌」と表現された。さらに、1952年（昭和27年）に計画発表された吾妻川の八ッ場ダムも、川原湯温泉水没に地元が猛反発し、数十年にわたり計画が停滞、2020年（令和2年）に完成するまで述べ68年に及ぶ長期化事業となった。そして利根川上流ダム群の中核に模されていた沼田ダム計画は、水没世帯数2,200世帯という類例のない規模となることから水没予定地の沼田市のみならず群馬県も反対。1972年（昭和47年）第1次田中角栄内閣により計画は断念された。こうした水没地域への生活保護対策として1973年（昭和48年）水源地域対策特別措置法が施行され、川治ダムなど が指定対象となり補償金かさ上げや地域開発などが行われたほか下流受益地の都県からの拠出金により財団法人利根川・荒川水源地域対策基金が1976年に設立され、水没地域に対する助成が行われている。
他方で広域河川開発に伴う受益地同士による利害対立も顕在化した。利根川改修増補計画で登場した利根川放水路計画はカスリーン台風の被害が深刻だった東京都と埼玉県が強く推進したのに対し、手賀沼や印旛沼などの開発に支障を来たすことを懸念した千葉県との間で意見の相違があり、用地買収や莫大な事業費捻出問題もあり事業は進展しなかった。そのうち放水路建設予定地は宅地化や農地化が高度になされて放水路の建設は極めて困難となり、現在まで未着工となっている。また尾瀬原ダムより利根川水系へ分水する尾瀬分水計画はダム計画自体の環境破壊に対する厚生省（現在の厚生労働省）、文部省（現在の文部科学省）、日本自然保護協会の反対に加えて只見川および合流先である阿賀野川の慣行水利権を持つ福島県と新潟県が分水に反発。分水を求める東京都など一都五県と激しく対立し福島・新潟県側には他の東北五県が加担して尾瀬分水は関東地方対東北地方の政治問題に発展した。この問題は1996年（平成8年）に事業者である東京電力が尾瀬の水利権を放棄したことで終息する。
1990年代以降は環境保護や公共事業に対する厳しい日本国民の視線もあり、ダム事業を始めとする河川開発も批判の対象となった。こうした中で第2次橋本内閣による大規模公共事業縮小 や第1次小泉内閣の「骨太の方針」により利根川水系でも戸倉ダム計画（片品川）など多くのダム事業が中止された。そして2009年（平成21年）の第45回衆議院議員総選挙で大勝した民主党はマニフェストに「八ッ場ダム中止」を盛り込み、発足した鳩山由紀夫内閣の国土交通大臣、前原誠司は八ッ場ダム中止だけでなく計画・建設中の国土交通省直轄ダム事業の凍結を発表した。しかしこの方針に下流受益地である東京都など一都五県の知事のみならずダム建設予定地である吾妻郡長野原町や川原湯温泉組合が猛反発し、民主党政権と対立する状況に陥った。また高規格堤防（スーパー堤防）について2010年（平成22年）の事業仕分けで廃止が決定されたが、これに石原慎太郎東京都知事が「必要」と異論を唱えるなど意見対立が続いた。
2008年（平成20年）に内閣府中央防災会議が発表した資料によれば、カスリーン台風と同じ洪水被害が発生した場合最悪で死者は最大3,800人、罹災者数は160万人に上ると推測している。このため河川工学の専門家からは「八ッ場ダムなどの治水公共事業は必要」とする意見も多い。他方で市民団体が八ッ場ダムなどの事業負担金差し止め訴訟を起こし、係争している。河川事業に対する多様な意見や政府の方針転換などもあり、日本最大級の河川における治水・利水事業は岐路を迎えている。

## 河川施設

### 概要
利根川および利根川水系では奈良時代より治水事業が開始され、江戸時代より本格的な利水事業が始まっているが水害は繰り返し流域を襲い、その被害額も次第に顕著なものとなっていた。東京が首都に定められて以降、治水安全度の向上や人口増加、工業地帯拡張による水道需要・電力需要の増大、および新田開発や干拓による農地拡大を背景に利根川水系全体を見通した河川開発が求められるようになった。カスリーン台風以後、利根川水系は多目的ダムを中心とした河川総合開発事業が展開され、現在の利根川水系は日本の国民生活・経済活動上において重要な役割を担っている。
本項目では利根川および利根川水系におけるダム、堰、遊水池、水路（放水路、用水路、導水路）、水力発電事業および砂防事業について記述する。

### ダム・堰

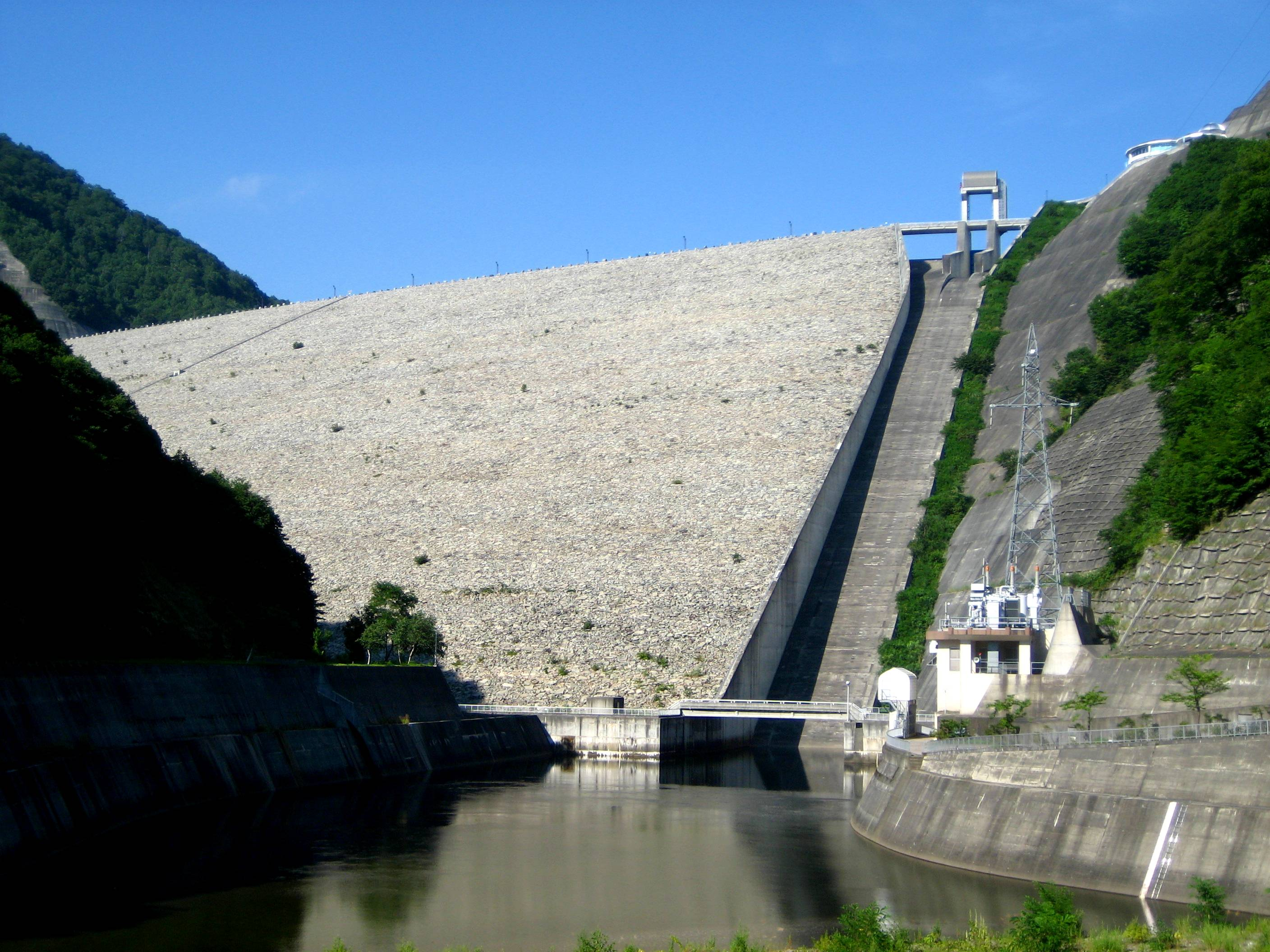
利根川水系ではダムの高さが最も高い奈良俣ダム（楢俣川）。日本でも第4位の高さである。

記録上、完成年代が判明している利根川水系における最初の堰は1630年完成の岡堰（小貝川）、ダムでは1912年完成の黒部ダム（鬼怒川）と逆川ダム（逆川）の水力発電用ダム群である。洪水調節目的のダムとしては1926年に当時の内務省が鬼怒川改修計画の一環として計画した五十里ダム（男鹿川）が最初であるが、終戦まで着工は見送られた。戦後カスリーン台風を受けて策定された一連の河川総合開発事業によって利根川水系には藤原ダム（利根川）を皮切りに多数のダム、堰が建設・改築され、首都圏の治水・利水に供している。事業が長期化した八ッ場ダム（吾妻川）は紆余曲折を経て2020年に運用開始し、現在は南摩ダム（南摩川）の事業が2026年度概成を目指して進められている。
ダムの高さでは奈良俣ダム（楢俣川）、総貯水容量では矢木沢ダム（利根川）が最大。丸沼ダム（大滝川）は日本で6基しかないバットレスダムの中では最大規模であり、国の重要文化財に指定されている。利根川水系に建設されたダムのうち、首都圏への利水目的を有する9ダムについては特に利根川上流ダム群と呼ばれる（下表参照）。これらのダムより供給された水は荒川を経て東京都水道局朝霞浄水場へ給水されるが、朝霞浄水場と東村山浄水場間を結ぶ導水管により、多摩川水系の小河内ダム、山口貯水池（狭山湖）、村山貯水池（多摩湖）との間で水を相互融通して夏季や緊急時に対応している。
2009年の民主党政権誕生を受けて実施された国土交通省管轄のダム事業見直しによって、八ッ場・南摩の両ダムを始め多くのダムが事業再検証対象となり、倉渕ダム（烏川）など幾つかのダム事業が中止となった。また1990年代以降の公共事業政策見直しに伴い、利根川水系では戸倉ダム（片品川）、川古ダム（赤谷川）、平川ダム（泙川）、栗原川ダム（栗原川）などの大ダム計画をはじめ多くのダム事業が中止された。またこれとは別に「日本最大の多目的ダム計画」であった沼田ダム計画（利根川）や、只見川から片品川へ流域変更して分水する「尾瀬分水」の中核であった尾瀬原ダム計画（只見川）など物議を醸して最終的に中止された事業も存在した。

#### 一覧表
| 本流・ 一次支流 | 二次支流   | 三次支流     | 四次支流 | 河川施設         | 分類  | 型式         | 高さ  | 総貯水容量 | 事業者     | 完成年 | 備考           |
| --------------- | ---------- | ------------ | -------- | ---------------- | ----- | ------------ | ----- | ---------- | ---------- | ------ | -------------- |
| 利根川          |            |              |          | 矢木沢ダム       |       | アーチ       | 131.0 | 204,300    | 水資源機構 | 1967   | ダム湖百選     |
| 利根川          |            |              |          | 須田貝ダム       | 第1類 | 重力         | 72.0  | 28,500     | 東京電力   | 1955   | 旧名楢俣ダム   |
| 利根川          |            |              |          | 藤原ダム         |       | 重力         | 95.0  | 52,490     | 国土交通省 | 1957   |                |
| 利根川          |            |              |          | 小森ダム         | 第4類 | 重力         | 33.0  | 855        | 東京電力   | 1958   |                |
| 利根川          |            |              |          | 綾戸ダム         |       | 堰           | 14.5  | -          | 東京電力   | 1928   | [ 注 21 ]      |
| 利根川          |            |              |          | 坂東大堰         |       | 堰           | -     | -          | 土地改良区 | 1951   |                |
| 利根川          |            |              |          | 利根大堰         |       | 堰           | -     | -          | 水資源機構 | 1968   | 武蔵大橋       |
| 利根川          |            |              |          | 利根川河口堰     |       | 堰           | 7.0   | 90,000     | 水資源機構 | 1971   |                |
| 楢俣川          |            |              |          | 奈良俣ダム       |       | ロックフィル | 158.0 | 90,000     | 水資源機構 | 1991   | ダム湖百選     |
| 赤谷川          |            |              |          | 赤三調整池       | 第4類 | 重力         | 17.1  | 19         | 東京発電   | 1966   |                |
| 赤谷川          |            |              |          | 相俣ダム         |       | 重力         | 67.0  | 25,000     | 国土交通省 | 1959   | ダム湖百選     |
| 薄根川          | 発知川     |              |          | 玉原ダム         | 第4類 | ロックフィル | 116.0 | 14,800     | 東京電力   | 1981   |                |
| 片品川          |            |              |          | 薗原ダム         |       | 重力         | 76.5  | 20,310     | 国土交通省 | 1965   |                |
| 片品川          |            |              |          | 平出ダム         | 第3類 | 重力         | 40.0  | 1,400      | 群馬県     | 1964   |                |
| 片品川          | 大滝川     | （丸沼）     |          | 丸沼ダム         | 第4類 | バットレス   | 32.1  | 13,600     | 東京電力   | 1931   | 国の重要文化財 |
| 吾妻川          |            |              |          | 大津ダム         | 第4類 | 重力         | 19.6  | 108        | 東京電力   | 1931   |                |
| 吾妻川          |            |              |          | 八ッ場ダム       |       | 重力         | 116.0 | 107,500    | 国土交通省 | 2020   |                |
| 吾妻川          | （河道外） |              |          | 鹿沢ダム         | 第4類 | アース       | 18.2  | 5,628      | 東京電力   | 1927   |                |
| 吾妻川          | 白砂川     |              |          | 白砂ダム         | 第4類 | 重力         | 26.8  | 630        | 東京電力   | 1940   |                |
| 吾妻川          | 白砂川     | 湯川         |          | 品木ダム         |       | 重力         | 43.5  | 1,668      | 国土交通省 | 1965   |                |
| 吾妻川          | 鍛冶屋沢川 |              |          | 鍛冶屋沢ダム     | 第4類 | 重力         | 39.2  | 257        | 東京電力   | 1929   |                |
| 吾妻川          | 四万川     |              |          | 四万川ダム       |       | 重力         | 89.5  | 8,600      | 群馬県     | 1999   |                |
| 吾妻川          | 四万川     |              |          | 中之条ダム       | 第3類 | アーチ       | 42.0  | 1,180      | 群馬県     | 1959   |                |
| （河道外）      |            |              |          | 真壁ダム         | 第4類 | 重力         | 26.1  | 1,143      | 東京電力   | 1928   |                |
| 烏川            | 碓氷川     |              |          | 坂本ダム         |       | 重力         | 36.3  | 778        | 群馬県     | 1994   |                |
| 烏川            | 碓氷川     | 霧積川       |          | 霧積ダム         |       | 重力         | 59.0  | 2,500      | 群馬県     | 1975   |                |
| 烏川            | 碓氷川     | 中木川       |          | 中木ダム         | 第4類 | 重力         | 41.0  | 1,600      | 安中市     | 1959   | 1979年再開発   |
| 烏川            | 鏑川       | 市野萱川     |          | 市野萱川取水ダム |       | 重力         | 25.0  | -          | 群馬県     | 1992   |                |
| 烏川            | 鏑川       | 市野萱川     | 相沢川   | 相沢川取水ダム   |       | 重力         | 16.5  | -          | 群馬県     | 1992   |                |
| 烏川            | 鏑川       | 市野萱川     | 屋敷川   | 屋敷川取水ダム   |       | 重力         | 16.0  | -          | 群馬県     | 1992   |                |
| 烏川            | 鏑川       | 市野萱川     | 道平川   | 道平川ダム       |       | 重力         | 70.0  | 5,100      | 群馬県     | 1992   |                |
| 烏川            | 鏑川       | 南牧川       | 大仁田川 | 大仁田ダム       |       | 重力         | 54.4  | 437        | 群馬県     | 2001   |                |
| 烏川            | 鏑川       | 丹生川       |          | 丹生ダム         | 第4類 | アース       | 20.0  | 1,400      | 群馬県     | 1952   |                |
| 烏川            | 神流川     |              |          | 上野ダム         |       | 重力         | 120.0 | 18,400     | 東京電力   | 2005   |                |
| 烏川            | 神流川     |              |          | 下久保ダム       |       | 重力         | 129.0 | 130,000    | 水資源機構 | 1968   | ダム湖百選     |
| 烏川            | 神流川     |              |          | 神水ダム         | 第4類 | 重力         | 20.5  | 235        | 群馬県     | 1967   |                |
| 烏川            | 神流川     | 塩沢川       |          | 塩沢ダム         |       | 重力         | 38.0  | 280        | 群馬県     | 1995   |                |
| 早川            |            |              |          | 早川ダム         | 第4類 | アース       | 29.1  | 900        | 土地改良区 | 1943   |                |
| 小山川          | 間瀬川     |              |          | 間瀬ダム         | 第4類 | 重力         | 27.5  | 560        | 土地改良区 | 1938   |                |
| 渡良瀬川        |            |              |          | 草木ダム         |       | 重力         | 140.0 | 60,500     | 水資源機構 | 1976   | ダム湖百選     |
| 渡良瀬川        |            |              |          | 高津戸ダム       | 第3類 | 重力         | 29.0  | 689        | 群馬県     | 1973   |                |
| 渡良瀬川        |            |              |          | 大間々頭首工     |       | 堰           | -     | -          | 土地改良区 | 1984   |                |
| 渡良瀬川        |            |              |          | 太田頭首工       |       | 堰           | -     | -          | 土地改良区 | 1984   |                |
| 渡良瀬川        |            |              |          | 邑楽頭首工       |       | 堰           | -     | -          | 土地改良区 | 1984   |                |
| 渡良瀬川        |            |              |          | 渡良瀬貯水池     |       | 堰           | 8.5   | 26,400     | 国土交通省 | 1990   |                |
| 渡良瀬川        | 庚申川     |              |          | 庚申ダム         |       | 重力         | 29.0  | 195        | 栃木県     | 1985   |                |
| 渡良瀬川        | 黒坂石川   |              |          | 黒坂石ダム       | 第3類 | 重力         | 24.0  | 117        | 群馬県     | 1980   |                |
| 渡良瀬川        | 桐生川     |              |          | 桐生川ダム       |       | 重力         | 60.5  | 12,200     | 群馬県     | 1982   |                |
| 渡良瀬川        | 松田川     |              |          | 松田川ダム       |       | 重力         | 56.0  | 1,800      | 栃木県     | 1995   |                |
| 渡良瀬川        | 思川       | 南摩川       |          | 南摩ダム         |       | ロックフィル | 86.5  | 51,000     | 水資源機構 | 2027   | 建設中         |
| 江戸川          |            |              |          | 行徳可動堰       |       | 堰           | -     | -          | 国土交通省 | 1957   |                |
| 中川            | 権現堂川   |              |          | 権現堂調節池     |       | 堰           | 14.5  | 4,113      | 埼玉県     | 1991   |                |
| 中川            | 元荒川     |              |          | 末田須賀堰       |       | 堰           | -     | -          | 水資源機構 | 1994   |                |
| 鬼怒川          |            |              |          | 川俣ダム         |       | アーチ       | 117.0 | 87,600     | 国土交通省 | 1966   |                |
| 鬼怒川          |            |              |          | 黒部ダム         | 第3類 | 重力         | 33.9  | 2,366      | 東京電力   | 1912   | 1987年再開発   |
| 鬼怒川          |            |              |          | 川治ダム         |       | アーチ       | 140.0 | 83,000     | 国土交通省 | 1983   |                |
| 鬼怒川          |            |              |          | 小網ダム         | 第3類 | 重力         | 23.5  | 627        | 栃木県     | 1958   |                |
| 鬼怒川          |            |              |          | 中岩ダム         | 第3類 | 重力         | 26.3  | 1,488      | 東京電力   | 1924   |                |
| 鬼怒川          |            |              |          | 佐貫頭首工       |       | 堰           | -     | -          | 土地改良区 | 1966   |                |
| 鬼怒川          |            |              |          | 岡本頭首工       |       | 堰           | -     | -          | 土地改良区 | 1986   |                |
| 鬼怒川          |            |              |          | 勝瓜頭首工       |       | 堰           | -     | -          | 土地改良区 | 1975   |                |
| 鬼怒川          | 土呂部川   |              |          | 土呂部ダム       | 第4類 | 重力         | 21.6  | 225        | 東京電力   | 1963   |                |
| 鬼怒川          | 男鹿川     |              |          | 五十里ダム       |       | 重力         | 112.0 | 55,000     | 国土交通省 | 1956   |                |
| 鬼怒川          | 男鹿川     | 湯西川       |          | 湯西川ダム       |       | 重力         | 119.0 | 75,000     | 国土交通省 | 2012   |                |
| 鬼怒川          | 男鹿川     | 湯西川       | 三河沢川 | 三河沢ダム       |       | 重力         | 48.5  | 899        | 栃木県     | 2003   |                |
| 鬼怒川          | 逆川       |              |          | 逆川ダム         | 第4類 | アース       | 18.2  | 92         | 東京電力   | 1912   |                |
| 鬼怒川          | 砥川       |              |          | 今市ダム         |       | 重力         | 75.5  | 9,100      | 東京電力   | 1988   |                |
| 鬼怒川          | 砥川       | ネベ沢川     |          | 栗山ダム         |       | ロックフィル | 97.5  | 7,070      | 東京電力   | 1988   |                |
| 鬼怒川          | 大谷川     | （中禅寺湖） |          | 中禅寺ダム       |       | 重力         | 6.4   | 25,100     | 栃木県     | 1959   | 1998年再開発   |
| 鬼怒川          | 白石川     |              |          | 西古屋ダム       | 第4類 | 重力         | 21.5  | 547        | 東京電力   | 1963   |                |
| 鬼怒川          | 田川       | 田川放水路   |          | 田川可動堰       |       | 堰           | -     | -          | 国土交通省 | 1972   |                |
| 小貝川          |            |              |          | 君島堰           |       | 堰           | -     | -          | 土地改良区 | 1976   |                |
| 小貝川          |            |              |          | 福岡堰           |       | 堰           | -     | -          | 土地改良区 | 1722   | 1971年改築     |
| 小貝川          |            |              |          | 岡堰             |       | 堰           | -     | -          | 土地改良区 | 1630   | 1996年改築     |
| 小貝川          |            |              |          | 豊田堰           |       | 堰           | -     | -          | 土地改良区 | 1667   | 1978年改築     |
| 小貝川          | 松本川     |              |          | 大郷戸ダム       |       | アース       | 27.7  | 289        | 栃木県     | 1986   |                |
| 常陸利根川      | 桜川       | （河道外）   |          | 南椎尾調整池     |       | フィル       | 27.4  | 560        | 水資源機構 | 1991   |                |
| 黒部川          |            |              |          | 黒部川総合開発   |       | -            | -     | 1,060      | 千葉県     | 1989   | [ 注 22 ]      |
| 高田川          |            |              |          | 白石貯水池       | 第4類 | アース       | 19.5  | 1,190      | 銚子市     | 1958   |                |
| 房総導水路      | （真亀川） | （十文字川） |          | 東金ダム         |       | アース       | 28.3  | 2,300      | 水資源機構 | 1995   |                |
| 房総導水路      | （村田川） | （村田川）   |          | 長柄ダム         |       | アース       | 52.0  | 10,000     | 水資源機構 | 1993   |                |

### 遊水池・水門

#### 遊水地

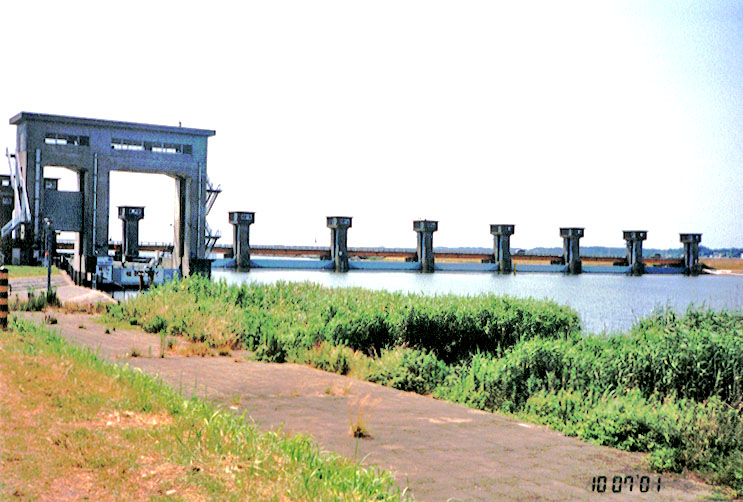
利根川水系最大級の水門である常陸川水門（常陸利根川）。霞ヶ浦を堰き止めダム化することで首都圏の水需要を賄う。

利根川水系における遊水池としては1919年（大正8年）完成の渡良瀬遊水地（渡良瀬川）が最初である。完成当時の渡良瀬遊水地は自然調節型の遊水池であったが、利根川改修増補計画で洪水調節池として改修が始まり、現在の第一・第二・第三調節池に拡張が完了したのは1997年と約80年にわたる事業であった。利根川本流には増補計画により田中調節池と菅生調節池という2つの遊水池が完成し、現在は稲戸井調節池が拡張事業を行っている。また小貝川は流域が平地主体でダム建設の適地がなく、洪水調節施設は存在しなかったが1986年（昭和61年）の水害で茨城県下館市（現・筑西市）などが浸水被害を受けたため、1990年に流域初となる洪水調節施設、母子島遊水池が建設された。利根川水系には大規模な遊水池が建設中のものを含めて5箇所存在し、一級水系では随一である。

#### 水門
一方水門は明治時代以降の利根川改修計画において、利根川本流の洪水が支流や湖沼に逆流するのを防止するため建設されたものが多いが、当時は水運が盛んだったこともあり通行を妨げないための閘門も多く備えられていた。現存する日本最古の閘門、見沼通船堀閘門や国の重要文化財に指定されている横利根閘門（横利根川）といった土木史的に貴重なものもある。戦後は河川総合開発の観点で常陸川水門（常陸利根川）といった湖沼の水位を調整し治水のほか利水にも役立てる多目的の水門が建設されている。

#### 一覧表
| 本流・ 一次支流 | 二次支流   | 三次支流   | 河川施設     | 型式   | 高さ | 総貯水容量 | 事業者         | 完成年 | 備考             |
| --------------- | ---------- | ---------- | ------------ | ------ | ---- | ---------- | -------------- | ------ | ---------------- |
| 利根川          |            |            | 田中調節池   | 遊水池 | 10.1 | 68,200     | 国土交通省     | 1965   |                  |
| 利根川          |            |            | 稲戸井調節池 | 遊水池 | 11.1 | 19,100     | 国土交通省     | 未定   |                  |
| 利根川          |            |            | 菅生調節池   | 遊水池 | 12.1 | 26,900     | 国土交通省     | 1960   |                  |
| 渡良瀬川        |            |            | 渡良瀬遊水地 | 遊水池 | -    | 171,800    | 国土交通省     | 1919   | 1997年全事業完成 |
| 江戸川          |            |            | 関宿水閘門   | 水門   | -    | -          | 国土交通省     | 1927   |                  |
| 江戸川          | 旧江戸川   |            | 江戸川水閘門 | 水門   | -    | -          | 国土交通省     | 1943   |                  |
| 小貝川          |            |            | 母子島遊水池 | 遊水池 | -    | 5,000      | 国土交通省     | 1990   |                  |
| 小貝川          | 谷田川     | （牛久沼） | 牛久沼水門   | 水門   | -    | 14,000     | 国土交通省     | 1953   | 1978年改築       |
| 手賀川          | （手賀沼） |            | 手賀沼水門   | 水門   | -    | 5,600      | 農林水産省     | 1967   |                  |
| 長門川          | （印旛沼） |            | 印旛水門     | 水門   | -    | 19,700     | 国土交通省     | 1922   | 1964年改築       |
| 横利根川        |            |            | 横利根閘門   | 水門   | -    | -          | 関東建設弘済会 | 1921   | 国の重要文化財   |
| 常陸利根川      | （霞ヶ浦） |            | 常陸川水門   | 水門   | -    | 1,253,000  | 国土交通省     | 1968   |                  |
| 黒部川          |            |            | 黒部川水門   | 水門   | -    | -          | 水資源機構     | 1970   |                  |

### 放水路・分水路

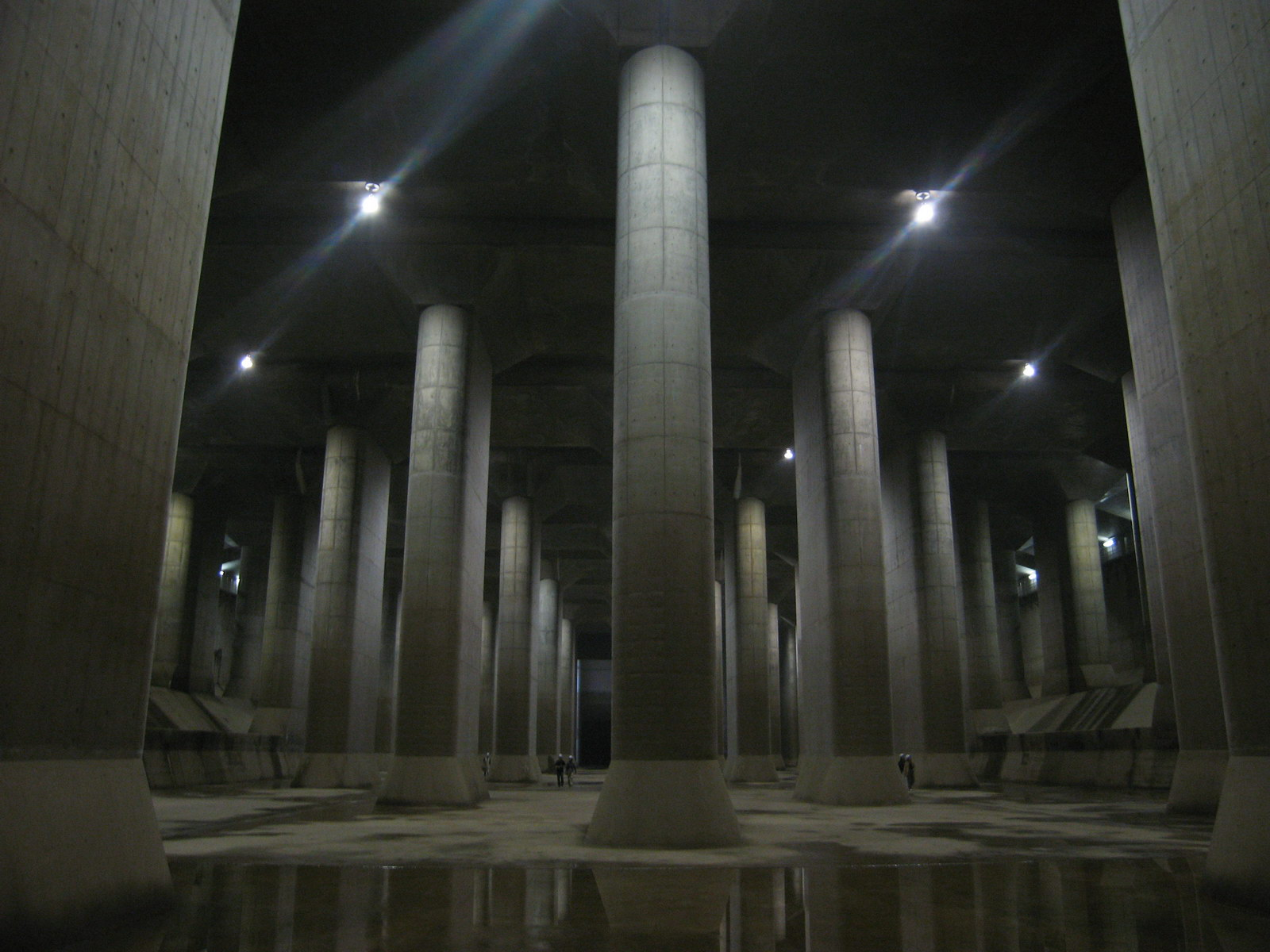
首都圏外郭放水路の調圧水槽。

利根川は江戸時代の利根川東遷事業以降河川の付替えが活発に実施されたが、河水を安全に流下させたり、平野部を流れる支流や分流の内水氾濫を防ぐ目的で放水路や分水路の建設も積極的に実施された。1920年に江戸川放水路が開削されたのを皮切りに、主に江戸川・中川流域を中心にした放水路の建設が進められた。
特に中川については平地主体でありダム建設の適地がないこと、下流と比べて上流域の流域面積が広く洪水の際には東京都内を中心に浸水被害の危険性が高く、カスリーン台風や狩野川台風（1958年）で大きな被害を受けていることもあり、放水路による治水対策が堤防建設と共に図られた。1933年に東京都・埼玉県が中川・綾瀬川・芝川三川総合改修増補計画に基づいて中川、綾瀬川、芝川（荒川水系）に放水路を建設する計画を立て、戦争による中断を挟み1962年に中川と芝川の事業を完成させた。この時に開削されたのが中川と旧江戸川を繋ぐ新中川放水路（新中川）である。その後も内水氾濫防止を目的に中川と江戸川を連結する放水路整備が進められ、三郷・幸手・綾瀬川放水路、さらには世界最大級の地下河川である首都圏外郭放水路が建設されており、中川流域には5本の放水路が存在している。また利根川水系の各支流に合流する中小河川において、各自治体による河川改修による放水路が建設されている。
一方、利根川本流に計画されている利根川放水路は1938年の利根川改修増補計画で我孫子市から印旛沼を経由し検見川を結ぶ昭和放水路計画として初登場し、以後利根川改訂改修計画・利根特定地域総合開発計画でも採用されたが莫大な事業費と流域の都市化による補償問題の難航が予想されることで手付かずとなり、長らく「幻の計画」であった。この間印旛沼の治水を目的に印旛放水路が建設されているが、利根川水系河川整備基本方針によって長門川・印旛放水路を拡幅し、印旛沼を洪水調節池に利用する形で利根川下流の治水を図る新放水路計画として再度事業化の方向性が示されている。霞ヶ浦から与田浦・外浪逆浦を経由して鹿島灘へ洪水を放流する霞ヶ浦放水路計画が増補計画や改訂改修計画で立案されたが、河口の維持や財政確保の困難さにより計画は中止され、常陸利根川の河道拡幅が代替事業として実施されている。

#### 一覧表
| 所在地 | 河川     | 名称             | 管理者     | 完成年 | 備考                                                                                               |
| ------ | -------- | ---------------- | ---------- | ------ | -------------------------------------------------------------------------------------------------- |
| 千葉県 | 利根川   | 利根川放水路     | 国土交通省 | 未定   | 1939年より計画されたが補償問題や工事費高騰などで着手できず。基本方針で修正案が立案された。         |
| 栃木県 | 渡良瀬川 | 岩井分水路       | 国土交通省 | 1967   | 足利市の岩井山で湾曲する渡良瀬川の流下能力を増強するため、岩井山北部に建設された分水路。           |
| 千葉県 | 江戸川   | 関宿高水路       | 国土交通省 | 1927   | 江戸川が利根川より分流する野田市関宿地点の流下能力を増強するため、関宿水門と共に建設された分水路。 |
| 千葉県 | 江戸川   | 江戸川放水路     | 国土交通省 | 1920   | 1964年の河川法改訂時に江戸川の本流に定められる。                                                   |
| 埼玉県 | 中川     | 幸手放水路       | 埼玉県     | 1999   | 中川上流の流下能力を増強させるため中川・江戸川間を連結する放水路。                                 |
| 埼玉県 | 中川     | 三郷放水路       | 国土交通省 | 1978   | 中川中流の流下能力を増強させるため中川・江戸川間を連結する放水路。中川の浄化にも利用。             |
| 埼玉県 | 中川     | 首都圏外郭放水路 | 国土交通省 | 2006   | 中川、大落古利根川などの洪水を地下トンネルへ導水し、江戸川へ放流する地下放水路。                   |
| 東京都 | 中川     | 新中川放水路     | 国土交通省 | 1962   | 現在の新中川。中川下流の流下能力を増強させるため中川・旧江戸川間を連結する放水路。                 |
| 埼玉県 | 綾瀬川   | 綾瀬川放水路     | 国土交通省 | 1996   | 綾瀬川の流下能力を増強させるため綾瀬川・中川間を連結する放水路。綾瀬川の浄化にも利用。             |
| 栃木県 | 田川     | 田川放水路       | 国土交通省 | 1972   | 田川の流下能力を増強させるため田川可動堰と共に建設された放水路。                                   |
| 千葉県 | 坂川     | 坂川放水路       | 国土交通省 | 1982   | 北千葉導水事業の一環として、坂川の内水を江戸川へ放出するため建設された放水路。                     |
| 千葉県 | 国分川   | 国分川分水路     | 千葉県     | 1994   | 国分川下流部の市街化進行に合わせ、洪水時に上流部の流水を坂川へ放出するため建設された放水路。       |
| 千葉県 | 印旛沼   | 印旛放水路       | 千葉県     | 1969   | 印旛沼総合開発事業の一環として印旛沼の治水目的に建設された放水路。新川・花見川と通称される。       |
| 千葉県 | 小野川   | 小野川放水路     | 千葉県     | 2004   | 香取市を流れる都市河川・小野川の内水氾濫防止を目的に建設された放水路。                             |

### 用水路・導水路

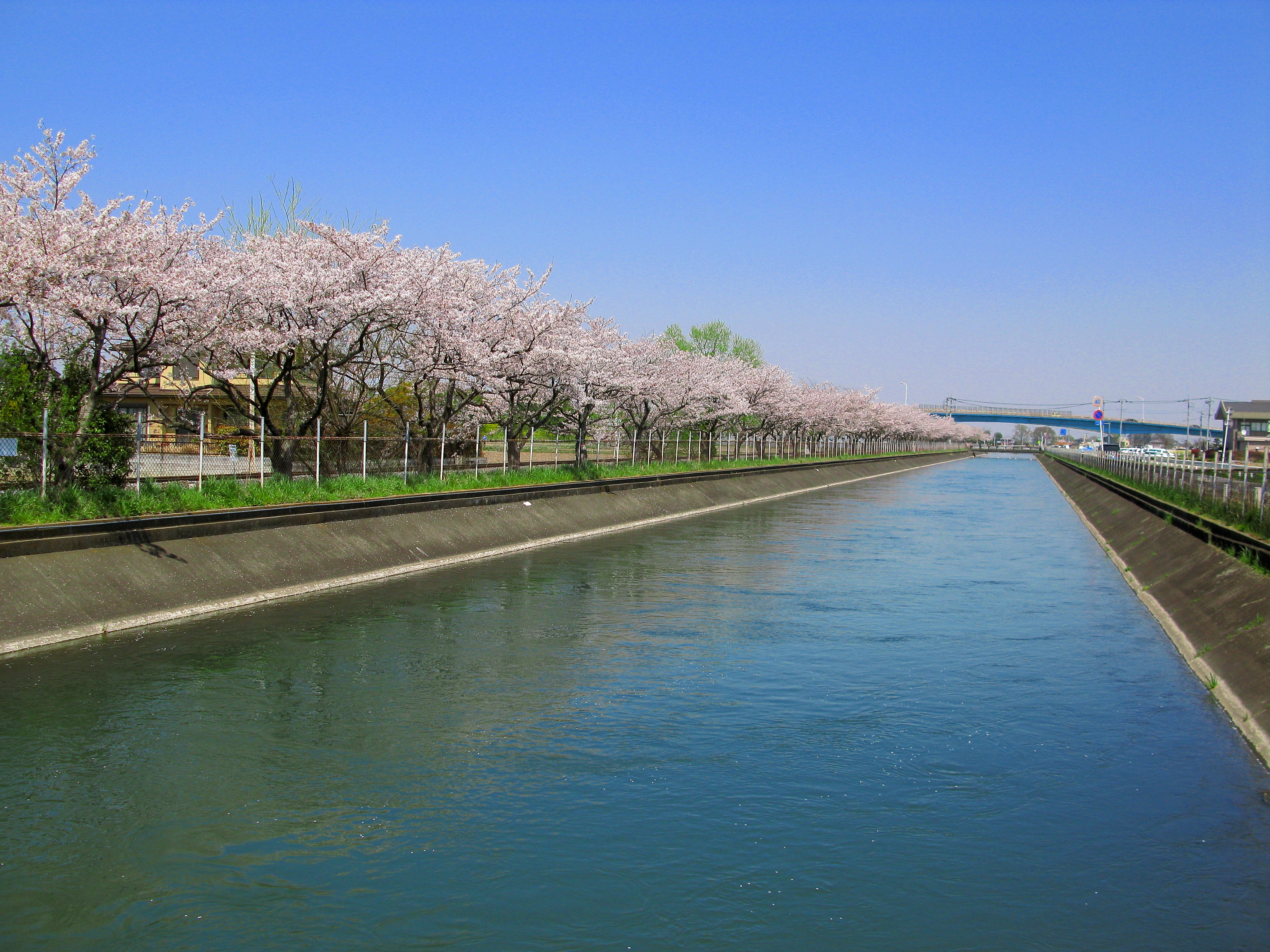
武蔵水路。利根川から荒川へ導水し、東京都に水を供給する。

#### 用水路
利根川水系における用水路事業は、1526年（永正18年/大永元年）に長野業正が拡張した烏川の長野堰用水が記録上の初見となる。江戸時代には関東郡代伊奈氏や井沢為永といった幕臣により備前渠用水、葛西用水路、見沼代用水などの大規模農業用水路が整備され、新田が飛躍的に開発された。戦後の食糧増産体制や農業技術の進歩による耕地拡大で農業用水不足が顕在化し、対策として両総用水や大利根用水、さらに利根川上流ダム群を水源とする房総導水路などが建設された。また従来からある農業用水路の合理化・取水口の統廃合も行われ（合口）、埼玉用水路・邑楽用水路・坂東大堰用水などの合口用水路も整備された。地域における重要な水道施設である用水路のいくつかは、疏水百選に認定されている。

#### 導水路
一方、導水路としては武蔵水路が荒川との間を連結する形で建設され東京都に水道を供給するほか、治水・利水・手賀沼浄化を目的とした北千葉導水路が利根川・江戸川間を連結している。北千葉導水路建設に先立ち利根運河が「野田緊急暫定導水路」として代替役割を担う形で1978年に復活、北千葉導水路完成後も地域の憩いの場として整備されている。ただし、利根川と霞ヶ浦、そして那珂川を連結して霞ヶ浦の浄化と首都圏への新規利水を目的に建設中の霞ヶ浦導水事業は、那珂川の水質悪化を懸念する栃木県・茨城県那珂川漁業協同組合が事業差し止め訴訟を起こすなど頑強な反対運動を起こしており、事業は進捗していない。

#### 一覧表
| 所在地 | 河川                 | 名称           | 管理者                           | 完成年 | 水源             | 取水口                             | 備考                                                                                                 |
| ------ | -------------------- | -------------- | -------------------------------- | ------ | ---------------- | ---------------------------------- | --- |
| 群馬県 | 利根川               | 群馬用水       | 水資源機構                       | 1969   | 利根川上流ダム群 | （綾戸ダム）                       | 東京電力綾戸ダム湖に取水口を設置し取水。疏水百選。                                                   |
| 群馬県 | 利根川               | 坂東大堰用水   | 土地改良区                       | 1951   |                  | 坂東大堰                           | 広瀬・桃木・天狗岩・大正・中群馬用水を統合（合口）。広瀬用水は疏水百選。                             |
| 埼玉県 | 利根川               | 備前渠用水     | 土地改良区                       | 1604   |                  |                                    | 伊奈忠次建設。疏水百選。                                                                             |
| 埼玉県 | 利根川               | 見沼代用水     | 土地改良区                       | 1728   | 利根川上流ダム群 | 利根大堰                           | 井沢為永建設。1969年利根大堰に取水口を変更。疏水百選。                                               |
| 埼玉県 | 利根川               | 埼玉用水路     | 土地改良区                       | 1969   | 利根川上流ダム群 | 利根大堰                           | 旧水資源開発公団施工。葛西・羽生領・古利根用水などを統合。1995・2003年に改築。葛西用水路は疏水百選。 |
| 埼玉県 | 利根川               | 武蔵水路       | 水資源機構                       | 1969   | 利根川上流ダム群 | 利根大堰                           | 荒川に連結し秋ヶ瀬取水堰で朝霞水路に導水し東京都へ送水。                                             |
| 群馬県 | 利根川               | 邑楽用水路     | 土地改良区                       | 1969   | 利根川上流ダム群 | 利根大堰                           | 旧水資源開発公団施工。利根加・明和・北川辺用水を統合。                                               |
| 千葉県 | 利根川               | 大利根用水     | 土地改良区                       | 1951   |                  |                                    | 1992年改築。疏水百選。                                                                               |
| 千葉県 | 利根川               | 北総東部用水   | 土地改良区                       | 1971   | 利根川上流ダム群 |                                    | 旧水資源開発公団施工。                                                                               |
| 千葉県 | 利根川               | 成田用水       | 土地改良区                       | 1971   | 川治ダム         |                                    | 旧水資源開発公団施工。成田空港周辺整備関連事業。                                                     |
| 千葉県 | 利根川               | 両総用水       | 農林水産省 水資源機構 土地改良区 | 1967   |                  |                                    | 疏水百選。                                                                                           |
| 千葉県 | 利根川               | 房総導水路     | 水資源機構                       | 1997   | 利根川上流ダム群 |                                    | 千葉県夷隅郡大多喜町まで導水。長柄ダム・東金ダムで貯留。                                             |
| 千葉県 | 利根川               | 東総用水       | 水資源機構 土地改良区            | 1989   |                  |                                    | |
| 群馬県 | 烏川                 | 長野堰用水     | 土地改良区                       | 1526   |                  | 長野堰                             | 完成年は史料上確認できる長野業正による改築年とする。疏水百選。                                       |
| 群馬県 | 鏑川                 | 鏑川用水       | 土地改良区                       | 1970   | 南牧川           | 南牧頭首工                         | |
| 群馬県 | 神流川               | 埼玉北部用水   | 農林水産省                       | 1954   | 下久保ダム       | 神流川頭首工                       | 1980年改築。下久保ダムの不特定利水供給分を利用。                                                     |
| 群馬県 | 渡良瀬川             | 渡良瀬沿岸用水 | 土地改良区                       | 1984   | 草木ダム         | 大間々頭首工 太田頭首工 邑楽頭首工 | 岡登・待矢場・三栗谷用水などを統合。疏水百選。                                                       |
| 千葉県 | 利根川 江戸川        | 利根運河       | 国土交通省                       | 1890   |                  |                                    | 旧名派川利根川。                                                                                     |
| 千葉県 | 利根川 江戸川        | 北千葉導水路   | 国土交通省                       | 2000   |                  |                                    | 流況調整河川。                                                                                       |
| 茨城県 | 霞ヶ浦               | 霞ヶ浦用水     | 水資源機構 土地改良区            | 1994   | 霞ヶ浦           |                                    | 霞ヶ浦・鬼怒川間を連絡する用水路。南椎尾調整池で貯留。                                               |
| 茨城県 | 利根川 霞ヶ浦 那珂川 | 霞ヶ浦導水     | 国土交通省                       | 未定   |                  |                                    | 那珂川 - 桜川（水戸市）間と利根川 - 霞ヶ浦間が運用中。那珂川 - 霞ヶ浦間は事業見直し。                |

### 水力発電事業

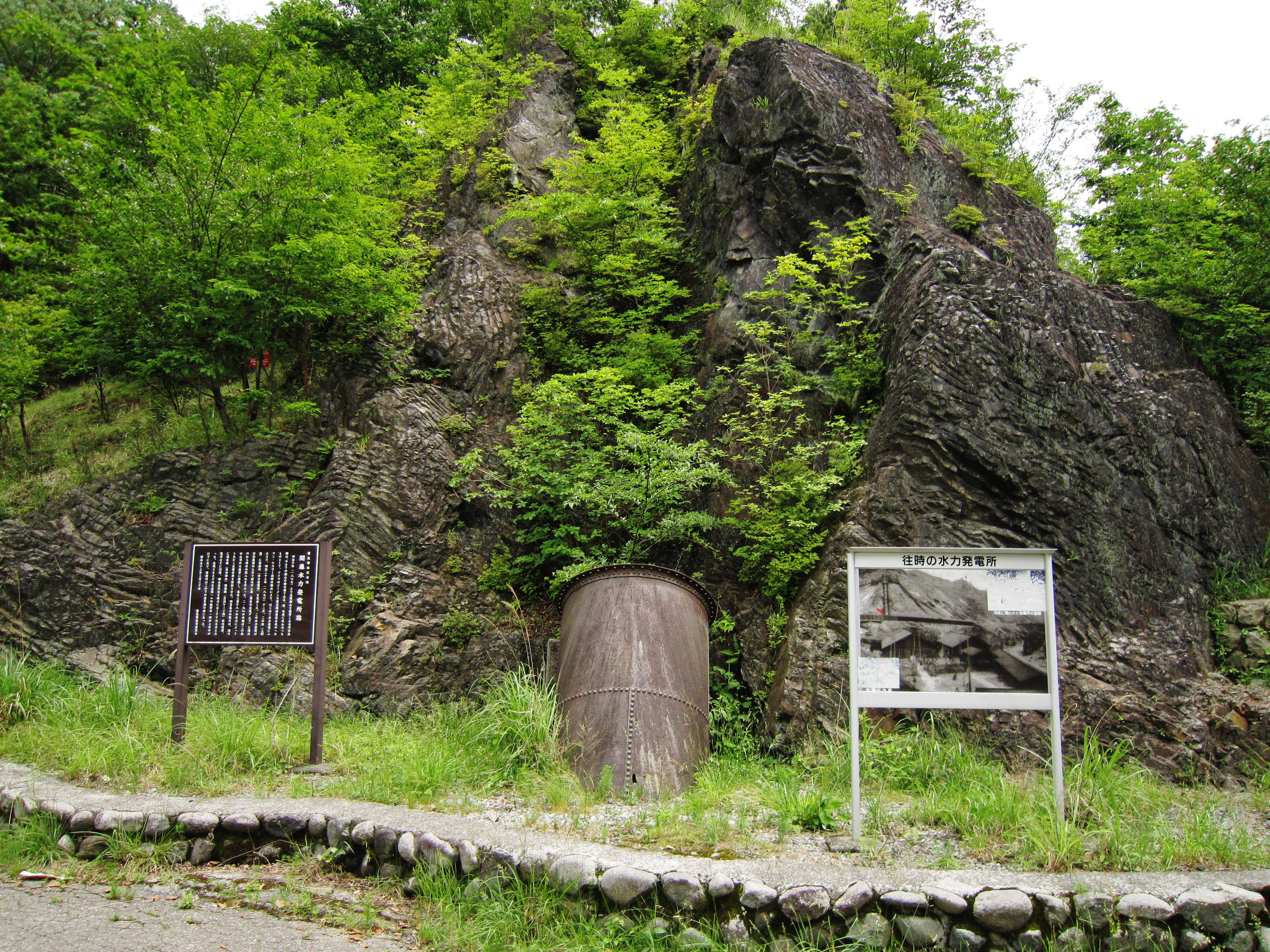
利根川水系では下野麻紡績所野発電所と並ぶ最初期の水力発電所、足尾銅山間藤原動所跡。

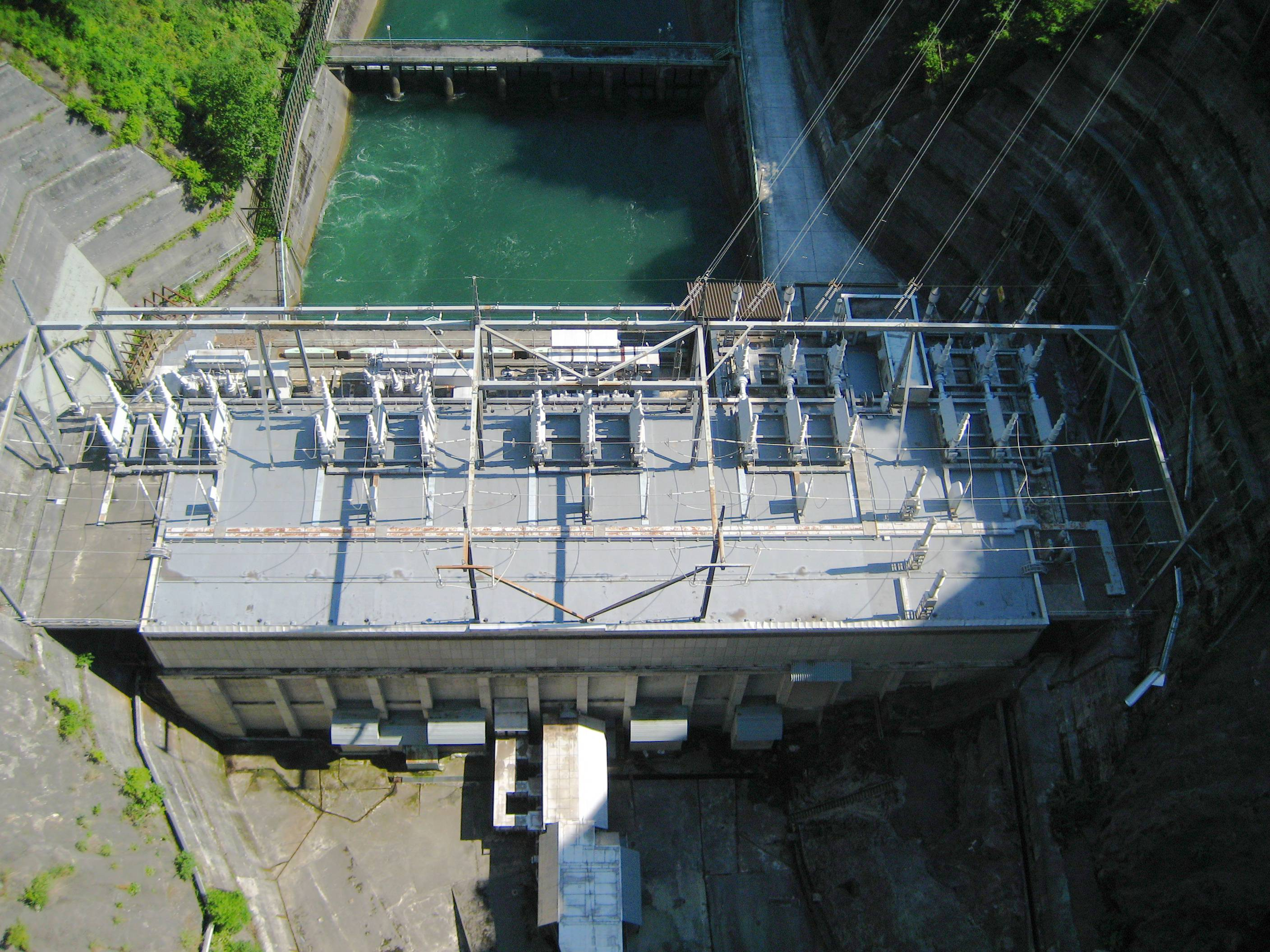
東京電力リニューアブルパワー矢木沢発電所。利根川水系における揚水発電の端緒となった。

利根川および利根川水系における水力発電事業は、日本の水力発電史とともに歩んでいる。日本最初の水力発電所は、1888年（明治21年）に宮城県の宮城紡績会社が運転を開始した自家発電用の三居沢発電所 であるが、2年後の1890年（明治23年）8月に下野麻紡績が運転を開始した自家発電用の所野発電所（15 kW。廃止）が、利根川水系最初の水力発電所となる。同年12月には足尾銅山自家発電用の間藤発電所（廃止）が運転を開始。続いて日本初の商業用水力発電所である京都府の蹴上発電所運転開始（1891年）から2年後の1893年（明治26年）には商業用としては利根川水系初となる日光発電所が日光電力の手で運転を開始した。日光発電所は現在東京電力リニューアブルパワー日光第二発電所として稼働しており、利根川水系において現役で運転している水力発電所としては最古のものである。
大正以降における利根川水系の水力発電事業は、日清・日露戦争以降の電力需要急増により日本各地で電力会社が乱立する中で他地域と同様に多くの電力会社が設立され、競争や合併を繰り返していく。この中で鬼怒川水力電気は鬼怒川上流部での電力開発に取り組み、1912年日本初の発電専用のコンクリートダムである黒部ダムを鬼怒川本流に建設、下滝発電所（現・鬼怒川発電所）が稼働する。群馬県内では東京電燈や関東水力電気などが利根川水系の水力発電開発を進め、当時としては屈指の出力である66,000 kWの佐久発電所などが運転を開始する。しかし1939年（昭和14年）電力管理法制定により日本発送電が、1941年配電統制令発令により関東配電が発足すると、各電力会社は戦時体制の下強制的に合併させられ水力開発は一時的に停滞する。
戦後1951年に利根特定地域総合開発計画が策定され利根川水系は多目的ダムに付随した水力発電所が建設されるが、同年電気事業再編成令で日本発送電が分割・民営化され、関東配電と合併する形で東京電力が発足。戦前より計画された奥利根・鬼怒川上流の電力開発を進めた。高度経済成長期に入り火力発電が主力となると、これを補完するため揚水発電が注目され1965年には利根川最上流部に混合揚水発電・矢木沢発電所の運転が開始される。1982年（昭和57年）には利根川水系初の100万 kW級揚水発電所・玉原発電所が完成。1988年（昭和63年）には鬼怒川流域に今市発電所の運転が開始され、2005年には信濃川水系も利用する神流川発電所の運転が一部開始された。神流川発電所は全面稼動すれば282万 kWと日本最大の水力発電所となる。
現在、利根川水系での最大の水力発電所は出力120万 kWの玉原発電所である。事業者としては東京電力リニューアブルパワーのほか、公営企業の群馬県企業局と栃木県企業局がある。特に多目的ダムの水力発電事業に参加しており、八ッ場ダムの水力発電事業は群馬県企業局が事業者である。民間企業では日本カーリットが同社群馬工場への送電を目的として利根川筋に広桃発電所を有するほか、足尾銅山間瀬原動所以来大谷川・渡良瀬川流域で水力発電事業を展開していた古河グループ系列・古河電気工業の子会社である古河日光発電が、関連企業への送電などを目的とする水力発電所を有している。特殊な所では日光二社一寺（日光東照宮、日光二荒山神社、日光山輪王寺）の自家発電用として二社一寺協同組合が管理する滝尾発電所が存在する。水力発電所の所在には流域偏在があり、利根川本流・吾妻川・片品川・渡良瀬川・鬼怒川流域に多く存在する一方、烏川流域は神流川を除く（烏川・鏑川・碓氷川）と少ない。また流域が平地主体の江戸川・中川および常陸利根川流域には水力発電所が存在しないが、小貝川については霞ヶ浦用水の南椎尾調整池と小貝川間を結ぶ導水管の落差を利用したマイクロ水力発電として出力110 kWの小貝川発電所が水資源機構によって2011年（平成23年）筑西市において運用を開始した。

#### 一覧表
| 河川            | 発電所   | 認可出力  | 常時出力 | 発電形式   | 発電方式   | 取水元                                | 事業者       | 運転開始年 | 備考                          |
| --------------- | -------- | --------- | -------- | ---------- | ---------- | ------------------------------------- | ------------ | ---------- | ----------------------------- |
| 利根川          | 矢木沢   | 240,000   | 0        | ダム式     | 混合揚水式 | 矢木沢ダム（上池） 須田貝ダム（下池） | 東京電力RP   | 1965       |                               |
| 利根川          | 須田貝   | 46,200    | 4,000    | ダム式     | 調整池式   | 須田貝ダム                            | 東京電力RP   | 1955       |                               |
| 利根川          | 藤原     | 22,000    | 4,100    | ダム式     | 調整池式   | 藤原ダム                              | 東京電力RP   | 1956       |                               |
| 利根川          | 水上     | 18,600    | 9,000    | 水路式     | 調整池式   |                                       | 東京電力RP   | 1953       |                               |
| 利根川          | 上牧     | 31,500    | 5,800    | 水路式     | 調整池式   | 小森ダム                              | 東京電力RP   | 1958       |                               |
| 利根川          | 小松     | 13,300    | 8,400    | 水路式     | 流れ込み式 |                                       | 東京電力RP   | 1922       |                               |
| 利根川          | 岩本     | 29,600    | 11,800   | 水路式     | 流れ込み式 |                                       | 東京電力RP   | 1949       |                               |
| 利根川          | 佐久     | 76,800    | 22,400   | 水路式     | 調整池式   | 綾戸ダム 真壁ダム                     | 東京電力RP   | 1928       |                               |
| 利根川 発知川   | 玉原     | 1,200,000 | 0        | ダム式     | 純揚水式   | 玉原ダム（上池） 藤原ダム（下池）     | 東京電力RP   | 1982       |                               |
| 楢俣川          | 奈良俣   | 12,800    | 0        | ダム式     | 貯水池式   | 奈良俣ダム                            | 群馬県企業局 | 1989       |                               |
| 片品川          | 一の瀬   | 10,700    | 860      | 水路式     | 調整池式   | 丸沼ダム                              | 東京電力RP   | 1937       |                               |
| 片品川          | 白根     | 10,300    | 3,400    | 水路式     | 流れ込み式 |                                       | 東京電力RP   | 1954       |                               |
| 片品川          | 鎌田     | 11,600    | 2,400    | 水路式     | 調整池式   |                                       | 東京電力RP   | 1954       |                               |
| 片品川          | 岩室     | 19,600    | 10,500   | 水路式     | 調整池式   |                                       | 東京電力RP   | 1915       |                               |
| 片品川          | 白沢     | 26,600    | 0        | ダム水路式 | 貯水池式   | 薗原ダム                              | 群馬県企業局 | 1964       |                               |
| 片品川          | 上久屋   | 19,000    | 8,600    | 水路式     | 調整池式   |                                       | 東京電力RP   | 1925       |                               |
| 片品川          | 伏田     | 13,000    | 7,500    | 水路式     | 調整池式   |                                       | 東京電力RP   | 1926       |                               |
| 吾妻川          | 西窪     | 19,000    | 9,500    | 水路式     | 調整池式   |                                       | 東京電力RP   | 1933       |                               |
| 吾妻川          | 羽根尾   | 12,000    | 5,100    | 水路式     | 調整池式   |                                       | 東京電力RP   | 1925       |                               |
| 吾妻川          | 八ッ場   | 11,700    | ?        | ダム式     | 貯水池式   | 八ッ場ダム                            | 群馬県企業局 | 2021       |                               |
| 吾妻川          | 松谷     | 25,400    | 14,800   | 水路式     | 調整池式   | 鍛冶屋沢ダム                          | 東京電力RP   | 1929       | ダムは鍛冶屋沢川              |
| 吾妻川          | 原町     | 27,400    | 14,200   | 水路式     | 調整池式   |                                       | 東京電力RP   | 1937       |                               |
| 吾妻川          | 箱島     | 24,800    | 14,700   | 水路式     | 調整池式   |                                       | 東京電力RP   | 1951       |                               |
| 吾妻川          | 金井     | 14,200    | 8,200    | 水路式     | 流れ込み式 |                                       | 東京電力RP   | 1922       |                               |
| 吾妻川          | 川中     | 14,600    | 6,100    | 水路式     | 調整池式   | 白砂ダム                              | 東京電力RP   | 1940       | ダムは白砂川                  |
| 吾妻川          | 中之条   | 11,000    | 650      | ダム水路式 | 調整池式   | 中之条ダム                            | 群馬県企業局 | 1960       | ダムは四万川                  |
| 神流川 南相木川 | 神流川   | 470,000   | 0        | ダム式     | 純揚水式   | 南相木ダム（上池） 上野ダム（下池）   | 東京電力RP   | 2005       | 一部運転 南相木川は信濃川水系 |
| 神流川          | 下久保   | 15,000    | 0        | ダム式     | 貯水池式   | 下久保ダム                            | 群馬県企業局 | 1968       |                               |
| 渡良瀬川        | 東       | 20,300    | 0        | ダム式     | 貯水池式   | 草木ダム                              | 群馬県企業局 | 1976       |                               |
| 渡良瀬川        | 小平     | 36,200    | 0        | 水路式     | 流れ込み式 |                                       | 群馬県企業局 | 1976       |                               |
| 渡良瀬川        | 足尾     | 10,000    | 994      | ダム水路式 | 調整池式   | 庚申ダム                              | 栃木県企業局 | 1985       | ダムは庚申川                  |
| 渡良瀬川        | 沢入     | 11,000    | 400      | ダム水路式 | 調整池式   | 黒坂石ダム                            | 群馬県企業局 | 1981       | ダムは黒坂石川                |
| 鬼怒川          | 川俣     | 27,000    | 0        | ダム式     | 調整池式   | 川俣ダム                              | 東京電力RP   | 1963       |                               |
| 鬼怒川          | 栗山     | 42,000    | 5,100    | 水路式     | 調整池式   | 土呂部ダム                            | 東京電力RP   | 1944       | ダムは土呂部川                |
| 鬼怒川          | 鬼怒川   | 127,000   | 11,200   | 水路式     | 調整池式   | 黒部ダム 逆川ダム                     | 東京電力RP   | 1912       | 旧名下滝発電所 1963年再開発   |
| 鬼怒川          | 川治第一 | 15,300    | 4,800    | ダム水路式 | 貯水池式   | 五十里ダム                            | 栃木県企業局 | 1956       | ダムは男鹿川                  |
| 鬼怒川          | 風見     | 10,200    | 4,500    | 水路式     | 流れ込み式 | 佐貫頭首工                            | 栃木県企業局 | 1964       |                               |
| 砥川            | 今市     | 1,050,000 | 0        | ダム水路式 | 純揚水式   | 栗山ダム（上池） 今市ダム（下池）     | 東京電力RP   | 1988       |                               |
| 大谷川          | 細尾     | 15,700    | 10,300   | 水路式     | 調整池式   | 中禅寺ダム                            | 古河日光発電 | 1906       |                               |

### 砂防事業

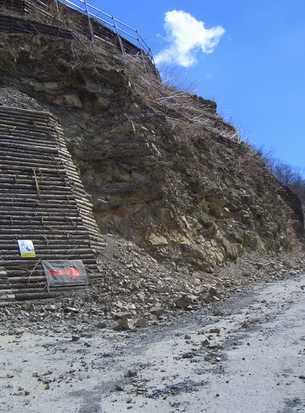
重荒廃地域に指定されている渡良瀬川流域の足尾山地。植生は破壊され崩落が続いている。

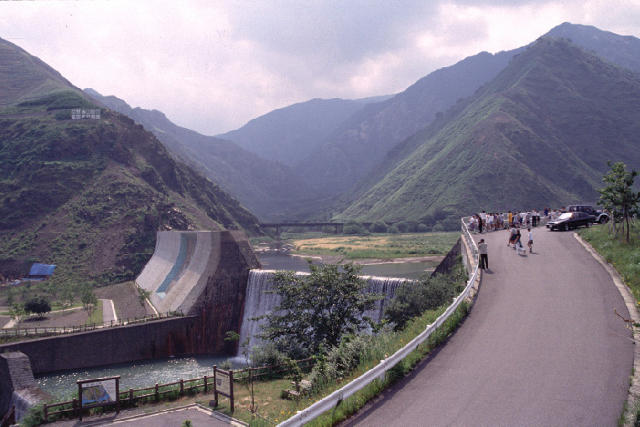
日本最大級の砂防堰堤・足尾砂防ダム（渡良瀬川）。

利根川流域では浅間山、赤城山・榛名山・男体山などの多くの火山が存在し、これらが活発な火山活動を繰り返すことで火山灰などの堆積物や風化しやすい花崗岩、安山岩などの地質を形成している。また、褶曲や断層などが複雑に入り組み、河川による侵食もあって堅固とはいえない状態である。このため崩壊、禿しょ（はげ山のこと）地、滑落崖地の増大といった山地の荒廃が進んでおり、利根川水系では谷川岳周辺、男体山・赤城山・足尾、浅間・草津白根一帯が「重荒廃地域」 に、日光・上信越、多野・秩父地域が「一般荒廃地域」 として国土交通省砂防部より指定されている。
利根川流域の土砂災害で顕著なものとしては1783年（天明3年）の浅間山大噴火による吾妻川火山泥流災害（死者1,500人以上）、1910年の明治43年8月洪水による吾妻川・烏川流域の土石流災害（死者212人）、1935年（昭和10年）9月の烏川土石流災害（死者51人）、カスリーン台風による赤城山土石流災害（死者420人）が挙げられる。また、渡良瀬川流域では足尾銅山から排出される亜硫酸ガスによる煙害や鉱石巻上げの動力源として薪炭を使用するための森林乱伐、さらに1887年（明治20年）4月8日の松木大火 によって源流部は草木が全く生育しない禿しょ地となっていた。このため洪水による土砂被害は著しく現在の渡良瀬遊水地付近にあった赤麻沼は堆砂が激しくなった。日光の大谷川流域では稲荷川を中心とした男体山系の崩壊が著しく、1902年（明治35年）には足尾台風による大谷川・稲荷川の土砂災害や洪水で死者156人を出し、日光東照宮の神橋が流失した。以後も大雨による土砂災害が反復して襲ったほか、1949年（昭和24年）12月には直下型の今市地震が発生し思川上流域で425箇所に及ぶ土砂崩落が発生した。そして、鬼怒川上流部では現在の五十里ダム上流部に当たる海尻付近で1683年（天和3年）10月20日に発生した南会津地震 により、男鹿川右岸の葛老山が380万 m3に及ぶ量の地滑りを起こし、高さ70 mの天然ダムが誕生。ダムは40年にわたって男鹿川を堰き止め、その総貯水容量は6400万 m3と現在の五十里ダムよりも大きい貯水池を形成し、付近の五十里集落が水没する被害を出したほか1723年（享保8年）9月9日集中豪雨によってダムが決壊、現在の宇都宮市にまで濁流が押し寄せる被害を与えている。
こうした土砂災害を防ぐべく、明治時代より国主導による砂防事業が利根川流域でも実施された。記録上では1882年（明治12年）に内務省土木寮利根川出張所が榛名山で行ったのが初出であるが、1897年（明治30年）3月砂防法が施行されると本格的な事業となった。その端緒となったのが栃木県営で実施された日光の稲荷川砂防事業が1899年（明治32年）より3年間継続実施され、巨石積の砂防堰堤が建設されている。しかし、1902年（明治35年）の台風で砂防ダムはことごとく破壊され、日露戦争もあって中断を余儀なくされた。1919年（大正8年）には同じ稲荷川で利根川水系初となるコンクリート製の砂防ダム、稲荷川第二砂防ダムが建設された。また、1937年（昭和12年）には日向砂防ダムが完成するが、戦後2度にわたる嵩上げを行い高さ46 m、計画貯砂量150万 m3の巨大砂防ダムとなった。また、大谷川本流には床固工54基に及ぶ大谷川中流流路工を1971年（昭和46年）に建設。蛇行した流路の直線化も行い、大谷川下流の土砂災害を防いでいる。さらに、男体山には大薙山腹工を建設し、男体山東南斜面の地滑りを防ぐ工事を行っている。
足尾銅山周辺の渡良瀬川上流域では足尾鉱毒事件の社会問題化もあり政府は古河鉱業に対し鉱毒予防命令を出し、1897年（明治30年）から9か年にわたる土砂災害防止対策を行わせた。しかし植林は全て失敗し禿しょ地は改善されない傾向が続き根本的な砂防対策が求められ、1936年（昭和11年）足尾砂防ダム計画が立案された。高さ37 m、計画貯砂量500万 m3という日本最大級の砂防ダム計画は1950年（昭和25年）に着工され、1967年（昭和42年）に完成する。この他、烏川・神流川・片品川・赤城山渓流などで国土交通省や流域自治体による砂防事業が継続的に実施されている。これにより大規模な土砂災害は減少したものの、足尾銅山の煙害などによる渡良瀬川上流の植生は未だ完全な回復を見ていない。

## 水質
利根川水系の水質は、河川と湖沼で傾向に違いが見られている。また吾妻川といった自然由来の水質汚染もかつては問題とされていた。以下水質の動向について河川と湖沼を分けて詳述する。

### 河川の水質
吾妻川中和事業についての詳細は品木ダムを参照。
利根川水系の河川における水質について、利根川本流は久喜市栗橋における計測で2009年（平成21年）の平均値で生物化学的酸素要求量 (BOD) が1.3 mg/lとおおむね良好な水質が保たれている。主要な支流では烏川・渡良瀬川、鬼怒川・小貝川・江戸川では利根川同様水質はおおむね良好な数値を維持しているが、都市部を流れる支流については水質が良いとは言いがたい。
| 河川       | 観測地点   | BOD | 河川         | 観測地点     | BOD | 河川       | 観測地点   | BOD | 河川     | 観測地点 | BOD |
| ---------- | ---------- | --- | ------------ | ------------ | --- | ---------- | ---------- | --- | -------- | -------- | --- |
| 利根川上流 | 群馬大橋   | 0.9 | 神流川       | 神流川橋     | 0.8 | 鬼怒川中流 | 川島橋     | 0.7 | 利根運河 | 合流部   | 8.7 |
| 利根川中流 | 久喜市栗橋 | 1.3 | 渡良瀬川中流 | 渡良瀬大橋   | 1.7 | 鬼怒川下流 | 豊水橋     | 1.2 | 江戸川   | 新葛飾橋 | 1.7 |
| 利根川下流 | 銚子大橋   | 1.6 | 渡良瀬川下流 | 渡良瀬貯水池 | 3.8 | 小貝川     | 文巻橋     | 1.9 | 中川     | 飯塚橋   | 3.4 |
| 烏川       | 高崎市岩鼻 | 1.6 | 鬼怒川上流   | 日光市川治   | 0.7 | 手賀川     | 手賀沼水門 | 5.2 | 綾瀬川   | 手代橋   | 3.7 |

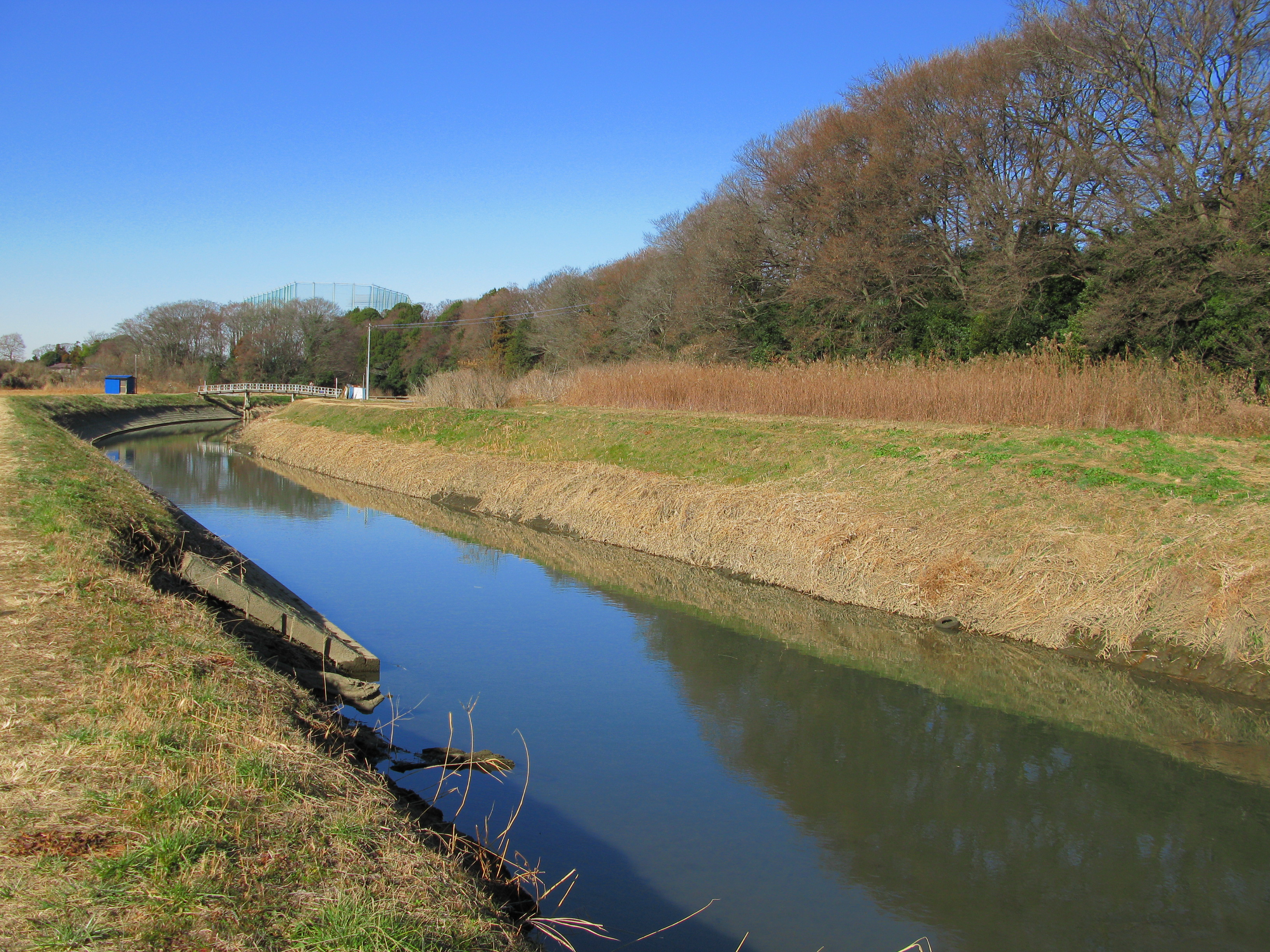
綾瀬川。往時より水質は改善したが未だ「日本一汚い川」の汚名を背負う。

特に中川と支流の綾瀬川については高度経済成長に伴う流域の都市化で、生活排水が流入。下水道整備も未熟だったこともあって急速に水質汚濁が進行した。両河川のBOD平均値は1989年（平成元年）時点において中川は7.3 mg/l、綾瀬川に至っては17.8 mg/lと「ドブ川」の体であり国土交通省が毎年発表する一級河川の水質現況においてワーストランキングで綾瀬川は1980年（昭和55年）から実に15年間「日本一汚い川」に名を連ねる不名誉な状況が継続していた。このため埼玉県などの流域自治体において中川・綾瀬川浄化のための諸施策を講じた結果水質は著しく改善。2009年段階のBOD平均値は中川で3.0 mg/l、綾瀬川で3.8 mg/lと水質改善度は最も高かった。しかし、ワーストランキングからの脱却は果たせず、日本の主要な国土交通省管理（指定区間外）の一級河川165河川中で綾瀬川は日本一、中川は日本第2位の汚い川に位置している。
利根川水系全体を俯瞰した場合、BOD平均値が最も低い「清流」は神流川である。一方最も汚染が激しいのは足利市を流れる渡良瀬川の支流、松田川の下流部でBOD平均値は15.0 mg/lと都道府県管理（指定区間）を含む一級河川の中では日本一の汚染度であり、江戸川支流の真間川に注ぐ春木川（10 mg/l）と国分川（9.2 mg/l）はそれぞれワースト3・4位の汚染度となっている。足尾鉱毒事件による重金属汚染が問題化した渡良瀬川については現在も継続的な水質調査が実施され、特に首都圏の水がめである草木ダムについては管理者の水資源機構が灌漑期（夏季）には毎日、非灌漑期（冬季）には毎週厳重な水質監視を続けている。銅、砒素や鉛などを始めとする人体に影響を与える可能性のある化学物質については、銚子市を流れる高田川が化学肥料などの影響で硝酸性窒素の値が環境基準値を超過した以外は利根川水系で問題となる指標は検出されていない。しかし、2011年（平成23年）の東日本大震災に伴う東京電力福島第一原子力発電所事故による放射性物質の拡散で江戸川から取水している金町浄水場などから放射性ヨウ素が乳児摂取許容量を一時超過、さらに印旛郡栄町の利根川河川敷においてセシウムが基準値を上回る計測値が検出されている。

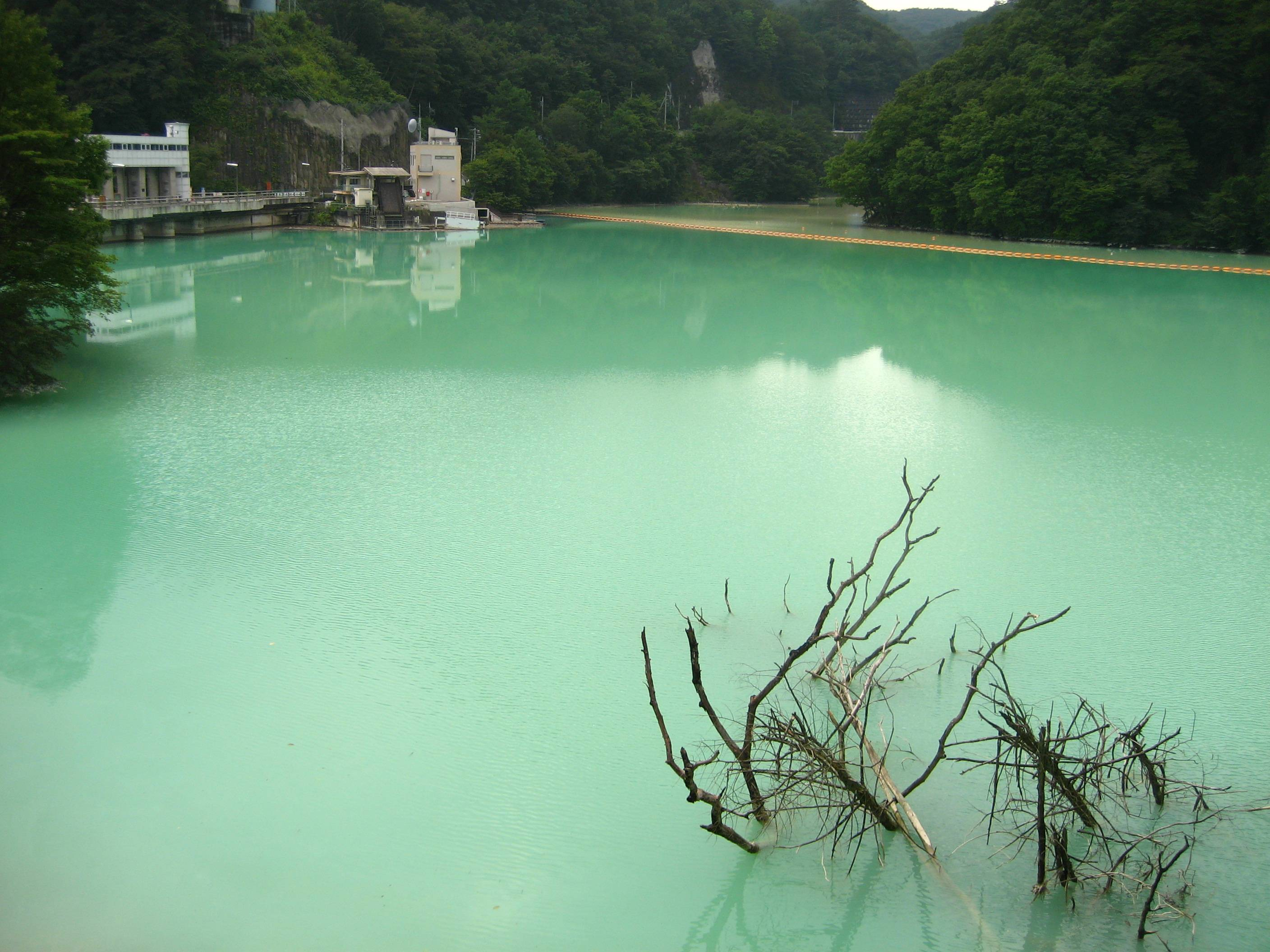
品木ダム（左）と上州湯の湖（湯川）。中和事業の要であり湖内で中和が促進される。

一方、自然環境が原因の水質汚染も存在した。群馬県を流れる利根川の支流・吾妻川は流域に草津温泉・万座温泉や硫黄鉱山が存在し、この一帯を水源に持つ万座川や白砂川といった吾妻川支流は河水の酸性度が高かった。特に、白砂川支流の湯川は草津白根山を水源とすることからpHは平均1.8と希塩酸や希硫酸並の酸性度であった。こうした酸性河川が吾妻川に流入するため吾妻川の酸性度も高く、鉄釘は10日でほぼ溶解、コンクリートは30日で30%近く減量するなど河川工作物への影響も大きかった。魚類は全く生息せず、農業用水にも不適で合流後の利根川の水質悪化も招き、「死の川」と形容されていた。このため群馬県は世界初の河川中和事業である吾妻川中和事業を1961年（昭和36年）より開始、湯川などに中和工場を建設して石灰を投入し下流の品木ダムで中和する対策を講じた。これにより吾妻川の酸性度は改善され、魚類も生息する河川へと蘇った。中和事業は現在国土交通省による直轄事業となり、老朽化した施設の改築や万座ダムなどの万座川中和を含めた吾妻川上流総合開発事業が計画されているが、民主党鳩山由紀夫内閣によるダム事業見直しに伴い同事業は見直し対象となっている。
利根大堰から取水される武蔵水路は荒川へと導水されるが、この利根川の河水を利用した隅田川の水質改善も行われた。1961年（昭和36年）当時の隅田川はBODが38 mg/lと水質汚濁が激しくメタンガスも湧出する河川だったが、利根大堰建設における目的の一つとして隅田川浄化が挙げられ、利根川上流ダム群より利根大堰、武蔵水路を経由し秋ヶ瀬取水堰（荒川）で朝霞水路に導水された利根川の河水は新河岸川へ放流され、隅田川に導かれる。同時に下水道整備も実施されたことで隅田川のBODは1975年（昭和50年）には環境基準を下回り、2002年（平成14年）には4.9 mg/lにまで改善された。これにより1961年（昭和36年）に中断した早慶レガッタの隅田川開催が1978年（昭和53年）に復活するなど、隅田川の水質改善には利根川が大きく関わっている。

### 湖沼の水質
湖沼については化学的酸素要求量（COD）で水質が主に計測されるが、鬼怒川流域の中禅寺湖や湯ノ湖、および奥利根湖などを始めとする利根川水系の人造湖に関してはおおむね良好な水質であるのに対し、下流の湖沼については水質汚濁が顕著で河川よりも深刻となっている。
| 湖沼       | 観測地点   | COD | 湖沼     | 観測地点   | COD | 湖沼     | 観測地点 | COD | 湖沼     | 観測地点 | COD  |
| ---------- | ---------- | --- | -------- | ---------- | --- | -------- | -------- | --- | -------- | -------- | ---- |
| 奥利根湖   | 矢木沢ダム | 2.0 | 薗原湖   | 薗原ダム   | 1.7 | 川俣湖   | 川俣ダム | 1.6 | 手賀沼   |          | 8.6  |
| 洞元湖     | 須田貝ダム | 2.4 | 赤城大沼 |            | 3.7 | 八汐湖   | 川治ダム | 1.4 | 印旛沼   |          | 8.6  |
| 藤原湖     | 藤原ダム   | 1.2 | 榛名湖   |            | 4.1 | 中禅寺湖 |          | 1.2 | 霞ヶ浦   | 湖心     | 9.3  |
| ならまた湖 | 奈良俣ダム | 2.1 | 神流湖   | 下久保ダム | 2.3 | 湯ノ湖   |          | 2.1 | 北浦     | 神宮橋   | 10.1 |
| 赤谷湖     | 相俣ダム   | 1.2 | 草木湖   | 草木ダム   | 1.5 | 牛久沼   |          | 8.0 | 外浪逆浦 |          | 8.8  |

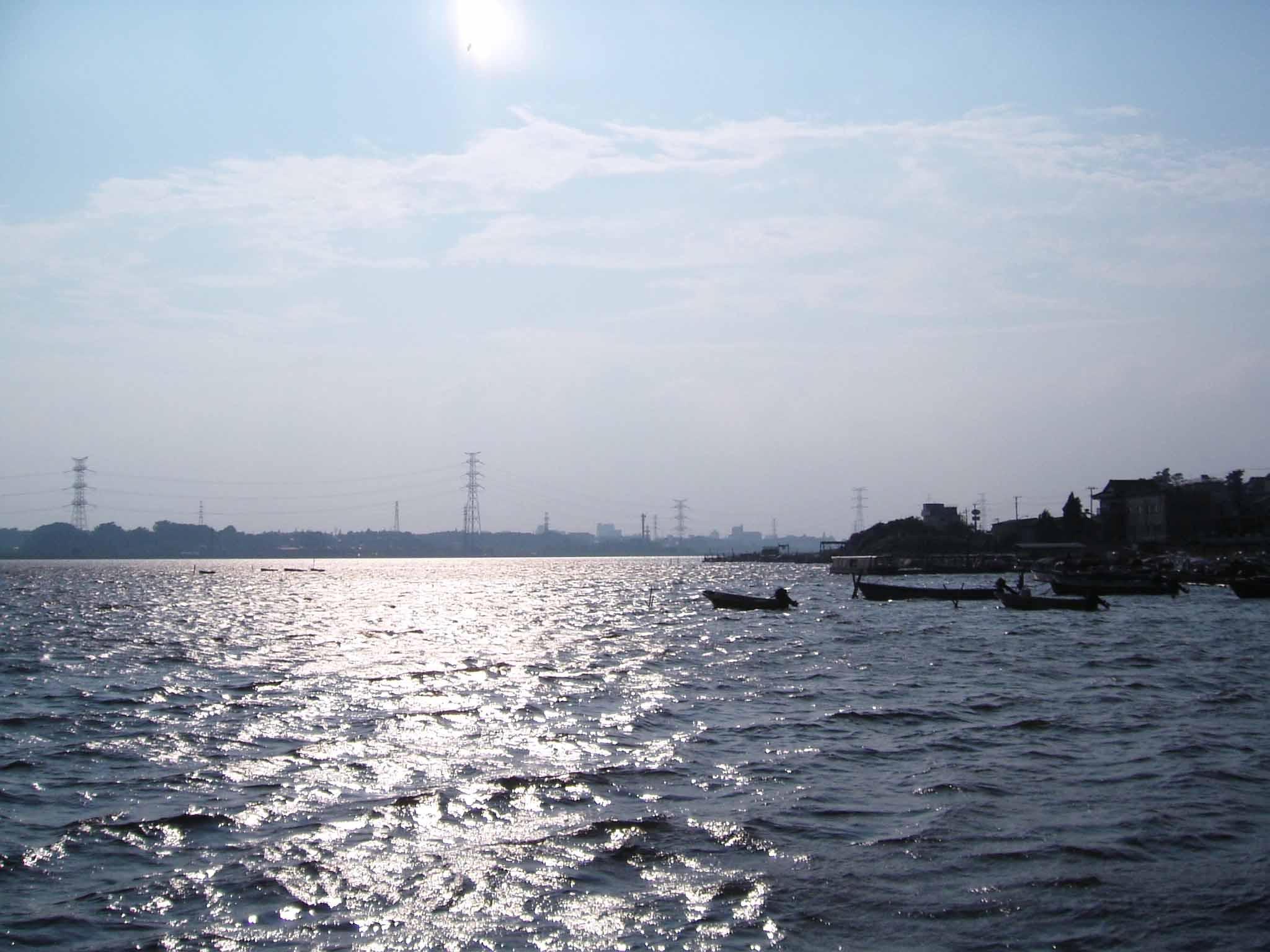
手賀沼。北千葉導水路などの対策により水質は往時に比べ大幅に改善している。

霞ヶ浦を始めとする利根川下流部の湖沼は、河川の水質汚濁同様高度経済成長に伴う都市化と下水道整備の遅れによる生活排水や畜産、農業関連の排水が処理されずに流入し、河川と異なり水域内に長期間滞留することで水質汚濁が遷延化した。2009年の環境省調査では北浦が宮城県の伊豆沼と共に汚染度ワースト1となったほか、10位までに霞ヶ浦・常陸利根川（同率3位）、手賀沼・印旛沼（同率5位）、牛久沼（7位）が入り、ワースト10の中に利根川水系の湖沼が6箇所も入るという不名誉な状態となっている。こうした水質汚濁により霞ヶ浦では特産のワカサギ漁が衰退するなど漁業資源にも深刻な影響を与えた。
このため河川浄化の取り組みが国や地方自治体によって進められている。特に手賀沼については清浄な利根川の河水を導水して水質改善を図るため1972年（昭和47年）より利根川広域導水事業が治水・利水目的を含めた河川総合開発事業として実施され、1978年（昭和53年）に野田緊急暫定導水路（利根運河）、2000年（平成12年）に北千葉導水路が完成。手賀沼に毎秒10 m3を導水することで水質改善を図った。また、1984年（昭和59年）には水質汚濁防止法を湖沼に特化した湖沼水質保全特別措置法（湖沼法）が制定され日本の11湖沼 が指定。利根川水系では北浦・常陸利根川を含む霞ヶ浦、手賀沼および印旛沼の3湖沼が指定、水質汚濁防止の施策や規制が流域自治体で採られている。こうした施策により手賀沼の水質は2003年（平成15年）以降7年連続で水質が日本一改善された湖沼となり、導水路の効果は実証されたが、その他の湖沼においては改善に乏しい状態が続いている。このため国土交通省では関東一の清流・那珂川 の河水を霞ヶ浦に導水して水質改善を図る霞ヶ浦導水事業を施工しているが、栃木・茨城両県の那珂川漁業協同組合が那珂川の水質悪化を理由に反対している（前述）。

## 交通
利根川流域における交通手段は奈良時代から江戸時代に掛けては水運を主とした水上交通網が発達していたが、明治時代以降道路・鉄道による陸上交通網が整備されるのに伴って水運は衰退。現在は流域を縦横に道路網・鉄道網が高度に発達しており、交通・物流の面からも利根川流域は幾つもの要衝を抱える重要な位置を占めている。以下水運・道路・鉄道の利根川流域における発達について述べる。

### 水運
利根運河の項目も参照

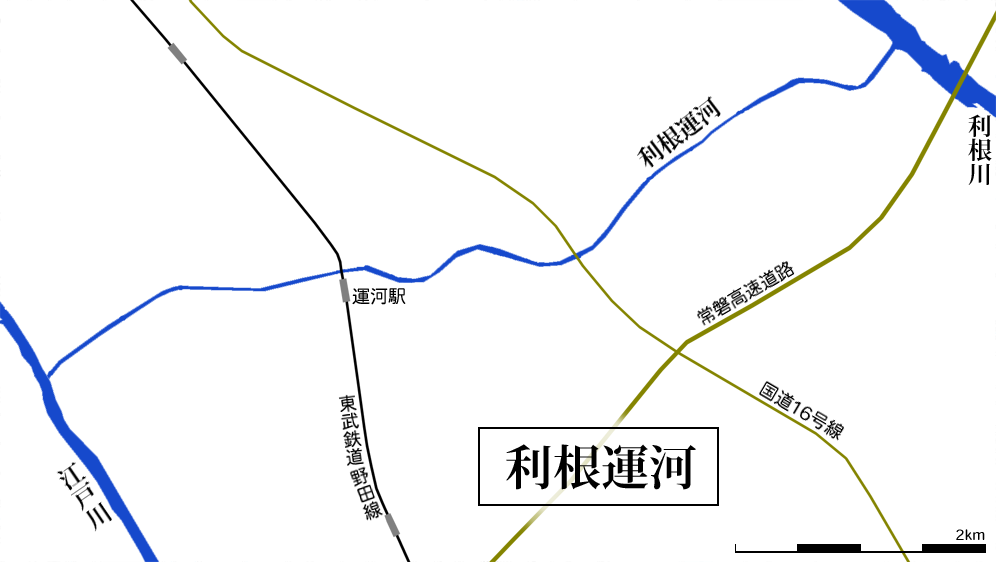
利根運河流路図。

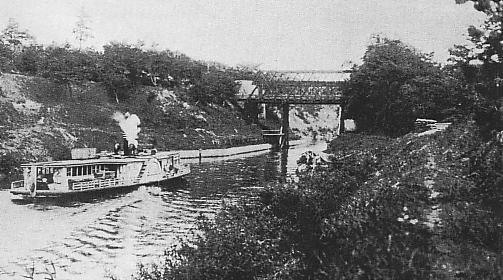
1915年頃の利根運河。汽船も運航し往来は盛況であった。

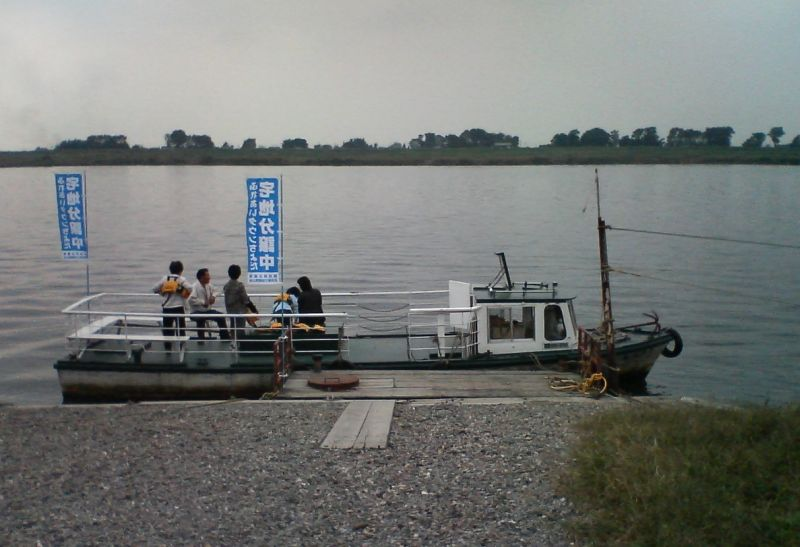
利根川に残る数少ない渡船のひとつ、赤岩渡船。

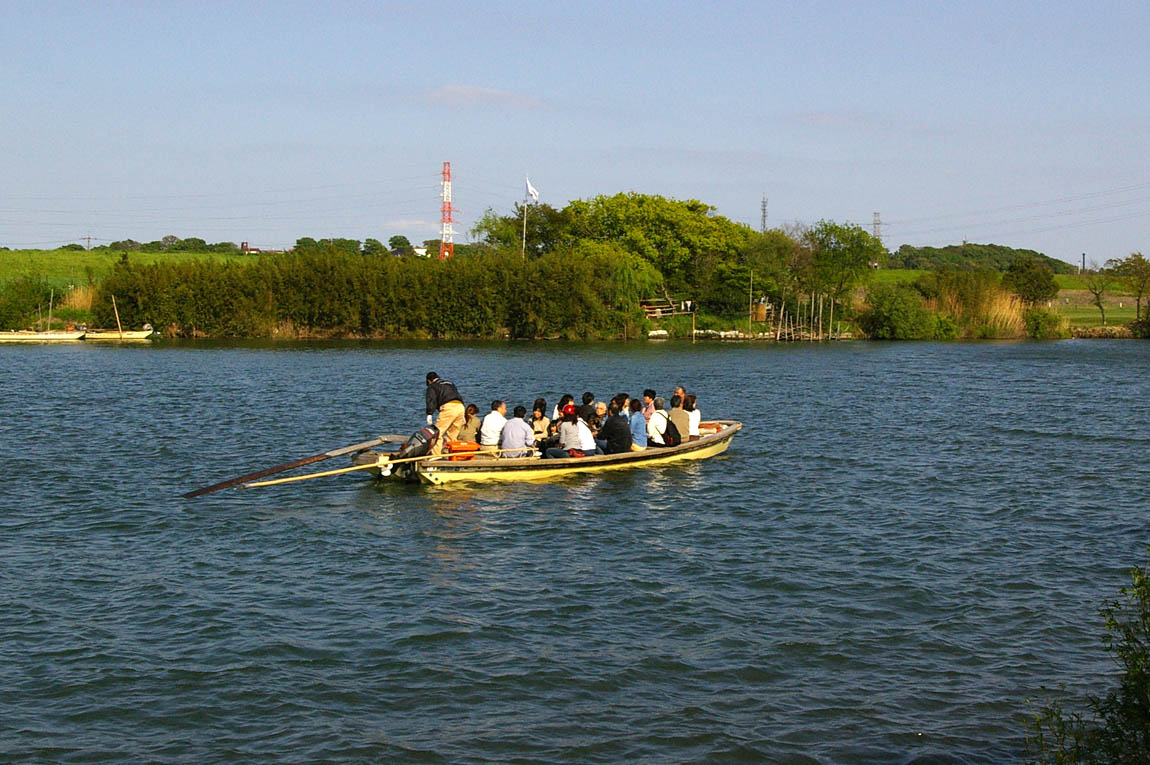
江戸川を渡る矢切の渡し。

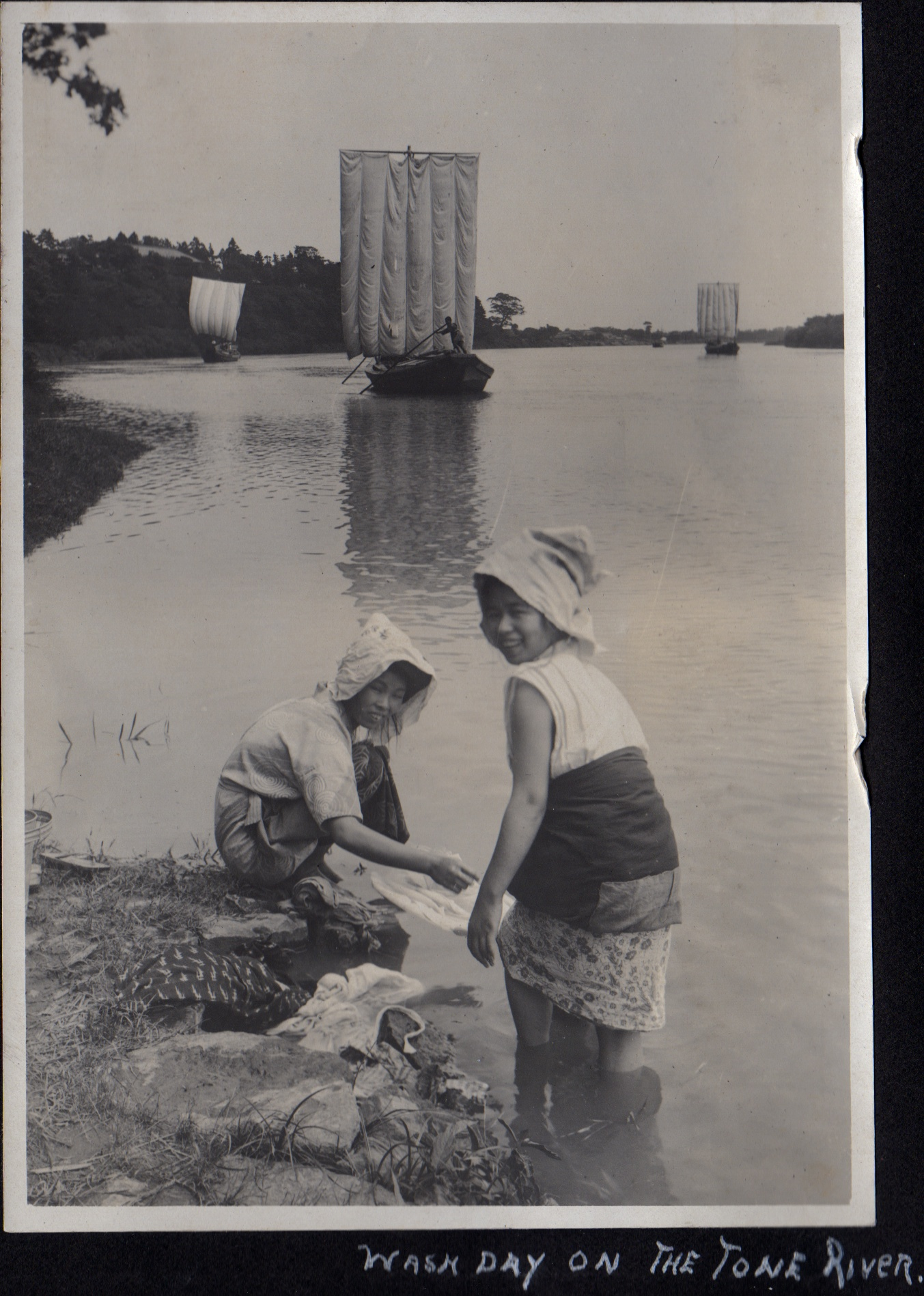
帆掛け船と川で洗濯する女性（大正時代）

利根川における水運の歴史は835年（承和2年）6月29日の太政官符において、利根川旧河道である現在の隅田川に常設の渡船が存在し物流を行っていたことが確認されるほか、『万葉集』巻十四・三三八四番の和歌にも帆掛舟による水運が行われていたことを示唆する文言が記されている。鎌倉時代から室町時代に掛けて関東地方に貨幣経済が浸透すると市場が発展、関東各地の特産品が水運を利用して京都方面へ流通しており、『旧大禰宜家文書』『香取文書』により1372年（応安5年）から1419年（応永26年）に掛けて8箇所の水路関所が設置され、商船から津料を徴収していた。戦国時代に入ると後北条氏が関東に勢力を伸ばすが、当時軍事・水運の要衝であった関宿城を巡る攻防が繰り広げられる。関宿城は3代当主・北条氏康が『喜連川文書』において「一国を獲るに等しい」と評価した要衝であり、城主の簗田晴助・持助父子と争った末1572年（天正2年）氏康の跡を継いだ北条氏政が落城させ、付近一帯を直接の支配下に置いた。以後利根川水系の水運は後北条氏の支配下となり、氏政の弟である北条氏照による判物で航路の拡大が見て取れる。
江戸時代に入ると、幕府は後北条氏の整備した水運航路を整備・拡大する一方で江戸防衛の観点から利根川への架橋を禁止し、代わりに渡船の設置を行った。しかし、この渡船についても1616年（元和2年）8月の御触書で幕府指定の「定船場」と呼ばれる渡船場以外での渡船を厳禁とした。この時定められた定船場は上野国白井渡から下総国神崎までの15箇所である。一方で利根川を物流の大動脈として利用するための整備が利根川東遷事業と連携して幕府によって実施され、1671年（寛文11年）河村瑞賢による東廻り航路整備を機に利根川は江戸への廻米には欠かせない航路となり、東遷事業以降東北・北関東諸藩の廻米が本格化した。水戸藩では3代藩主・徳川綱條が1706年（宝永3年）松波勘十郎良利を登用、松波は涸沼と北浦を連結して那珂湊から直接利根川への水運を図る勘十郎堀を着工したが、激しい農民一揆が起こり勘十郎堀は未完に終わっている。また、見沼代用水を利用した見沼通船堀が1731年開削され、利根川中流の物流が強化された。
この廻米を輸送・備蓄するための拠点として河岸の整備も同時に行われた。1599年（慶長4年）に伊奈忠次が権現堂河岸を設けたのを皮切りに、水運遡行の上流端で中山道と連絡する上野国倉賀野河岸（高崎市）から河口の飯沼河岸（銚子市）まで利根川本流・支流の各所におびただしい数の河岸が設けられ、銚子や足尾などから高瀬舟で各河岸へ年貢米や足尾銅山の銅、特産物 が輸送された。河岸の発展に伴い荷の積み下ろしを生業とする河岸問屋が成立し、そこに旅籠など様々な店舗が開業して人口が増加し、ひとつの町が形成された。例えば下総国境河岸（猿島郡境町）では1785年（天明5年）時点で409戸、1,851人が暮らしている。しかし、河岸の多くは市場構造や商品流通構造の変化、さらに河川が運搬する土砂による航行の支障などがあり盛衰を繰り返し、荷物の運搬を巡る河岸間の紛争も続発。最終的に水戸街道に近く那珂川水運で運搬された荷物の運搬に至便な下総国布施河岸（我孫子市）が1724年（享保8年）に幕府評定所の裁決で公認ルートとして認可され、鬼怒川・利根川下流の物流を独占して繁栄した。
明治に入っても引き続き利根川の水運は活発で、1871年（明治4年）には汽船が就航。内国通運（現日本通運）の通運丸など数十隻の汽船が利根川を航行した。こうした中、1878年（明治11年）に内務卿・大久保利通は北上川から東京湾を結ぶ内陸運河構想を『一般殖産及華士族授産ノ儀ニ付伺』として太政大臣・三条実美に建議した。この構想では印旛沼を利用した運河建設が提案されていたが紀尾井坂の変で大久保が暗殺された後、茨城県令・人見寧が1884年（明治17年）5月に『茨城県五工事起業提言』を太政官に提出。大久保の印旛沼運河に替わる運河として利根運河の建設を提案した。これに対し千葉県は当初反対したが、当時利根川改修計画を進めていた内務卿・山田顕義が予定地視察後に運河建設をヨハニス・デ・レーケ、後に改修計画立案の中心となるローウェンホルスト・ムルデルに命じると賛成に転じ、1888年（明治21年）運河工事が開始された。1890年に完成した利根運河の開通で東京 - 鬼怒川・銚子間航路は従来の関宿経由に比べ38 kmの航路短縮と、3日の行程を1日に短縮する効果があり利用船舶は激増。翌1891年には1日平均103隻、年間3万7594隻が航行している。運営には利根運河株式会社が設立され、運河の管理を行っていた。
しかし鉄道や道路整備といった陸上交通網の発達（後述）は次第に水運自体を衰退させ、利根運河も1935年には1日平均20隻以下にまで利用船舶が落ち込み、1941年7月洪水で堤防が決壊し運河自体の使用が不能になった。河川管理者の内務省は利根川改修増補計画の一環として利根運河の放水路化を計画し、利根運河株式会社から運河を買収するが放水路計画自体が頓挫し、運河は1978年に野田暫定緊急導水路として復活するまで事実上廃川となった。また、汽船も1939年末までに全廃され、渡船も最盛期の1884年には利根川に89箇所、江戸川に28箇所の渡船場があった がモータリゼーションの発達で次第にその姿を消していく。現在も運航している渡船は熊谷市と邑楽郡千代田町を結ぶ赤岩渡船（埼玉県道・群馬県道83号熊谷館林線）、取手市の小堀の渡しなどわずかしかない。また江戸川には伊藤左千夫の小説『野菊の墓』や映画『男はつらいよ』、細川たかしの演歌などで知られ松戸市と葛飾区を結ぶ矢切の渡し、潮来市・香取市では水郷巡りとして観光用船が運航している。

### 道路

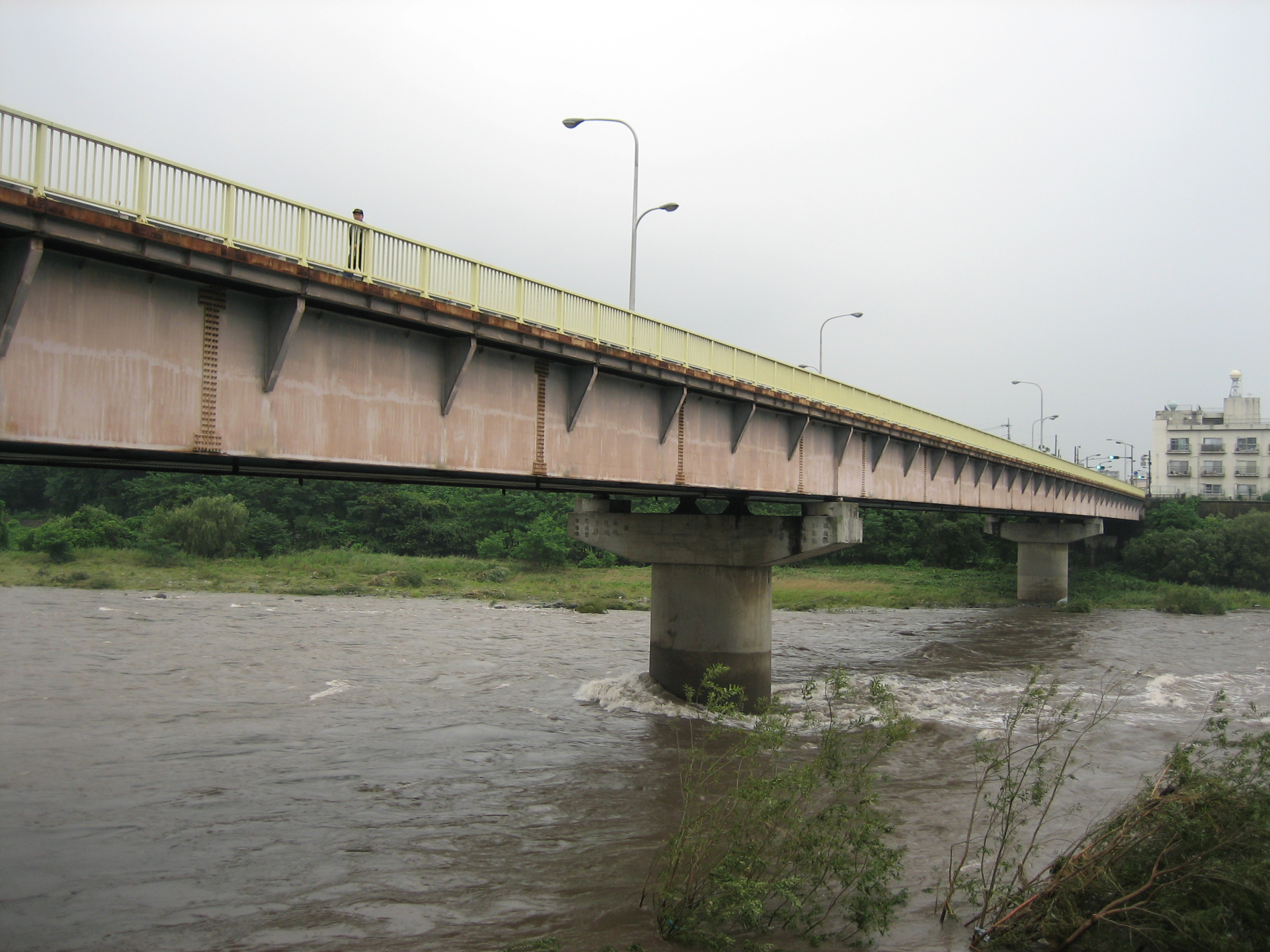
利根川に架橋された道路橋では最も歴史が古い利根橋。写真は1963年架け替えの4代目。

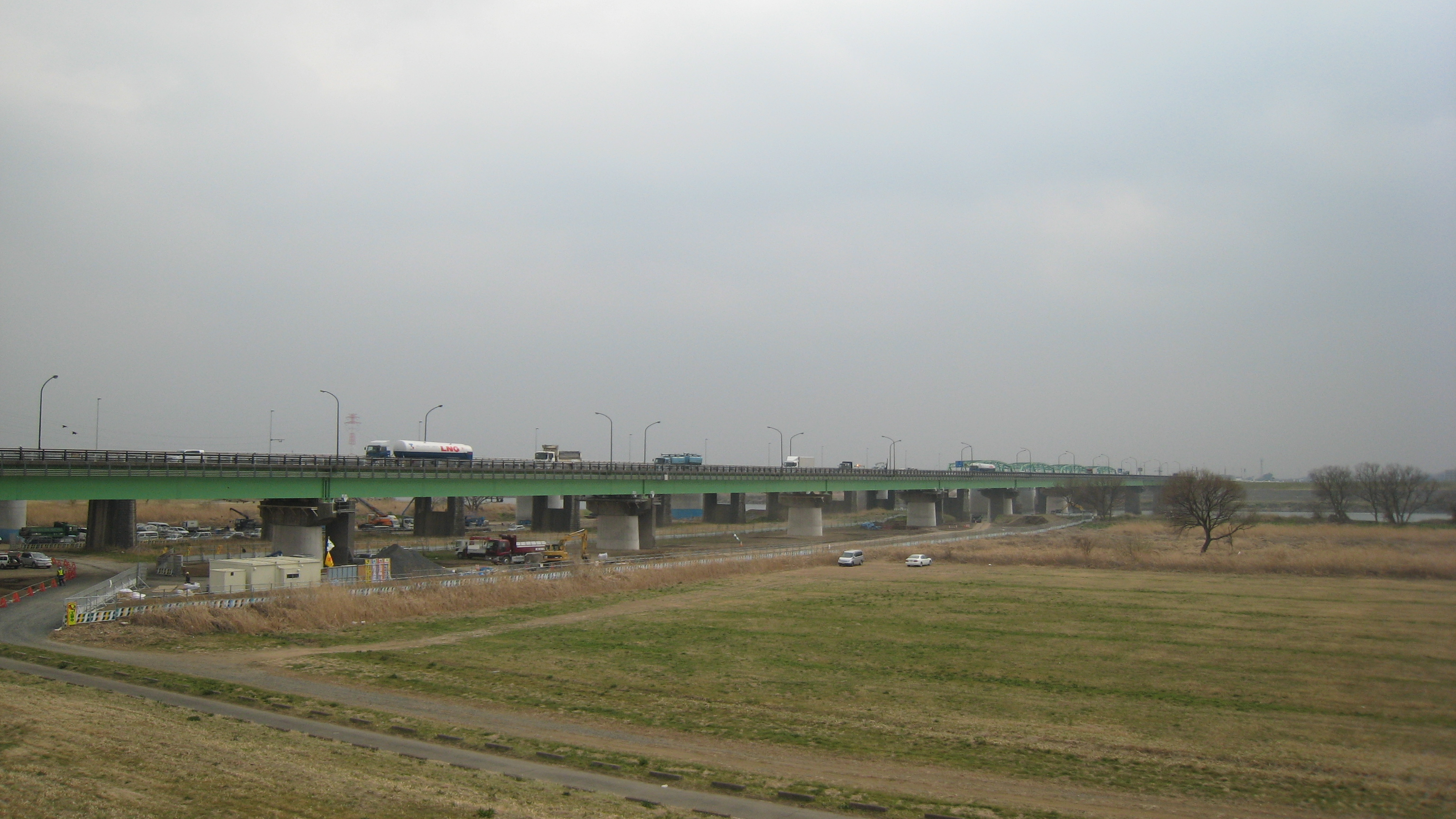
国道4号利根川橋。1924年（大正13年）供用開始。

利根川流域の道路交通については、後北条氏が本拠である相模国小田原城と関東各地の主要な支城を結ぶ軍事的交通網の整備を進めたのが発祥となる。その後、江戸幕府は江戸日本橋を起点とする五街道の整備を進め、利根川流域では奥州街道、日光道中、中山道が整備された。またこれとは別に水戸街道、佐倉街道が利根川流域において整備されている。奥州街道、日光道中、水戸街道については利根川を渡河するが、利根川への木造橋梁の架橋は禁止されていた。このため舟橋が設けられたがこれも期間限定的で、史料上確認されているのは『慶長記』に記された1600年（慶長5年）の栗橋における舟橋と、『房川御船場図』に記された将軍の日光社参拝で臨時に架橋された1843年（天保14年）の栗橋における舟橋程度しかない。橋梁の代わりに設けられたのが幕府公認の定船場15箇所で（前述）、その後流通の発達に伴い河岸の整備が進み、河岸より荷揚げされた荷物を運搬するための街道整備が行われた。
明治に入り道路交通網の整備が進むが、利根川に本格的な道路橋が架橋されたのは1885年（明治18年）の前橋市街の利根橋であり
、続いて前橋と渋川を結ぶ坂東橋が1901年（明治34年）に完成している。中流部では1922年（大正11年）に木造として熊谷・太田間に架橋された刀水橋があり、1924年（大正13年）には栗橋・古河間に利根川橋が架橋され、以後坂東大橋（1926年）、大利根橋（1930年）、上武大橋（1934年）が相次いで架橋された。こうした道路橋の建設により従来利根川の主要な交通手段であった水運は陸上交通へと取って代わり、水運は衰退していく。開通当初は砂利道であったが、利根特定地域総合開発計画において旧奥州街道・日光道中である国道4号や旧水戸街道である国道6号の整備も盛り込まれたことで、道路幅員の拡張や舗装といった道路整備が行われ北関東 - 南関東間を結ぶ重要な道路交通網として利用されている。利根川本流に架かる道路橋の上流端は矢木沢ダム直下にある東京電力の管理用の橋（名称不明）、下流端は河口の直上流にある国道124号銚子大橋である。
利根川流域には国道4号、国道6号を始め国道14号（千葉街道）、国道16号、国道17号、国道18号（中山道）、国道50号、国道51号、国道119号（日光街道）、国道120号（沼田街道）、国道121号（日光例幣使街道）、国道122号（会津西街道）などの国道を始め、おびただしい数の県道が縦横無尽に走行している。また高速道路網整備により、利根川本流には上流より関越自動車道、北関東自動車道、東北自動車道、常磐自動車道、東関東自動車道が、支流には上信越自動車道が渡河しており関東と東北・北陸地方を結ぶ重要な交通網となっている。しかし、交通量の増加に伴って主要な橋梁では交通渋滞が多く発生。その対策として群馬大橋、新上武大橋、新利根川橋などのバイパス道路や下総利根大橋有料道路などの有料道路橋の整備が行われている。
このほか、利根川沿いには自転車歩行者専用道路も存在する。路線延長90 kmを超える埼玉県道・群馬県道416号利根川自転車道線を始めとし、中流部 - 下流部にかけては堤防上の管理用道路を利用したサイクリングコースが沿線自治体などによって、整備されている。一例としては行田市 - 加須市間、総延長16.7 kmに及ぶ利根サイクリングコースがあり、加須サイクリングセンターで自転車の無料貸し出しも行われている。また、対岸には渡良瀬川から利根川に沿って整備された茨城県道503号古河坂東自転車道線がある。
| 橋梁             | 供用道路                 | 供用年 | 左岸所在地             | 右岸所在地             | 備考                                       |
| ---------------- | ------------------------ | ------ | ---------------------- | ---------------------- | ------------------------------------------ |
| 湯原橋           |                          | 1955   | 群馬県利根郡みなかみ町 | 群馬県利根郡みなかみ町 | 1995年架け替え                             |
| 水上橋           |                          | 1936   | 群馬県利根郡みなかみ町 | 群馬県利根郡みなかみ町 |                                            |
| 諏訪峡大橋       |                          | 1994   | 群馬県利根郡みなかみ町 | 群馬県利根郡みなかみ町 |                                            |
| 上牧夢のブリッジ |                          | 2002   | 群馬県利根郡みなかみ町 | 群馬県利根郡みなかみ町 | 人道橋                                     |
| 大峰橋           | 関越自動車道             | 1985   | 群馬県利根郡みなかみ町 | 群馬県利根郡みなかみ町 |                                            |
| 矢瀬橋           | 群馬県道271号            | 1976   | 群馬県利根郡みなかみ町 | 群馬県利根郡みなかみ町 |                                            |
| 月夜野橋         | 群馬県道273号            | 1957   | 群馬県利根郡みなかみ町 | 群馬県利根郡みなかみ町 |                                            |
| 徒渉橋           |                          | 2017   | 群馬県利根郡みなかみ町 | 群馬県利根郡みなかみ町 |                                            |
| 月夜野大橋       | 国道17号                 | 1982   | 群馬県利根郡みなかみ町 | 群馬県利根郡みなかみ町 | 土木学会田中賞受賞 月夜野バイパス          |
| 沼田大橋         | 国道17号                 | 1999   | 群馬県沼田市           | 群馬県沼田市           | 沼田バイパス                               |
| 鷺石橋           | 国道120号（側道橋）      | 1929   | 群馬県沼田市           | 群馬県沼田市           | 歩行者専用                                 |
| 新鷺石橋         | 国道120号                | 1970   | 群馬県沼田市           | 群馬県沼田市           |                                            |
| 戸鹿野橋         | 群馬県道269号            | 1935   | 群馬県沼田市           | 群馬県沼田市           |                                            |
| 浅田橋           |                          | 2016   | 群馬県渋川市           | 群馬県渋川市           |                                            |
| 大正橋           | 国道353号                | 1929   | 群馬県渋川市           | 群馬県渋川市           | 1974年架け替え                             |
| 利根川橋         | 関越自動車道             | 1985   | 群馬県渋川市           | 群馬県渋川市           |                                            |
| 坂東橋           | 国道291号                | 1901   | 群馬県渋川市           | 群馬県渋川市           | 1959年架け替え                             |
| 新坂東橋         | 国道17号                 | 2010   | 群馬県前橋市           | 群馬県北群馬郡吉岡町   | 前橋渋川バイパス                           |
| 上毛大橋         | 群馬県道161号            | 1999   | 群馬県前橋市           | 群馬県北群馬郡吉岡町   |                                            |
| 大渡橋           | 群馬県道6号              | 1921   | 群馬県前橋市           | 群馬県前橋市           | 1988年架け替え                             |
| 中央大橋         | 群馬県道10号             | 1973   | 群馬県前橋市           | 群馬県前橋市           |                                            |
| 群馬大橋         | 国道17号                 | 1953   | 群馬県前橋市           | 群馬県前橋市           | 高崎前橋バイパス 1997年増設                |
| 利根橋           | 群馬県道109号            | 1901   | 群馬県前橋市           | 群馬県前橋市           | 1966年架け替え                             |
| 平成大橋         |                          | 1991   | 群馬県前橋市           | 群馬県前橋市           |                                            |
| 南部大橋         |                          | 1978   | 群馬県前橋市           | 群馬県前橋市           |                                            |
| 昭和大橋         | 群馬県道27号             | 1972   | 群馬県前橋市           | 群馬県高崎市           | 1986年増設                                 |
| 横手大橋         | 群馬県道13号             | 2001   | 群馬県前橋市           | 群馬県高崎市           |                                            |
| 利根川橋         | 北関東自動車道           | 2001   | 群馬県前橋市           | 群馬県高崎市           |                                            |
| 福島橋           | 群馬県道40号             | 1926   | 群馬県佐波郡玉村町     | 群馬県佐波郡玉村町     | 1984年架け替え                             |
| 玉村大橋         | 群馬県道40号             | 2001   | 群馬県佐波郡玉村町     | 群馬県佐波郡玉村町     |                                            |
| 伊勢玉大橋       | 国道354号                | 2014   | 群馬県伊勢崎市         | 群馬県佐波郡玉村町     | 東毛広域幹線道路 2016年増設                |
| 五料橋           | 群馬県道142号            | 1971   | 群馬県伊勢崎市         | 群馬県佐波郡玉村町     |                                            |
| 坂東大橋         | 国道462号                | 1931   | 群馬県伊勢崎市         | 埼玉県本庄市           | 2004年架け替え                             |
| 上武大橋         | 群馬・埼玉県道14号       | 1934   | 群馬県伊勢崎市         | 埼玉県深谷市           | 2018年架け替え                             |
| 新上武大橋       | 国道17号                 | 1992   | 群馬県太田市           | 埼玉県深谷市           | 上武道路                                   |
| 刀水橋           | 国道407号                | 1943   | 群馬県太田市           | 埼玉県熊谷市           | 1971年架け替え                             |
| 武蔵大橋         | 栃木・群馬・埼玉県道20号 | 1968   | 群馬県邑楽郡千代田町   | 埼玉県行田市           | 利根大堰                                   |
| 昭和橋           | 国道122号                | 1962   | 群馬県邑楽郡明和町     | 埼玉県羽生市           | 2006年架け替え 2014年増設                  |
| 利根川橋         | 東北自動車道             | 1972   | 群馬県邑楽郡明和町     | 埼玉県羽生市           |                                            |
| 埼玉大橋         | 埼玉県道46号             | 1972   | 埼玉県加須市           | 埼玉県加須市           | 完成時は有料                               |
| 利根川橋         | 国道4号                  | 1924   | 茨城県古河市           | 埼玉県久喜市           | 日光街道 1966年増設 2009年上り架け替え     |
| 新利根川橋       | 国道4号                  | 1981   | 茨城県猿島郡境町       | 茨城県猿島郡五霞町     | 春日部古河バイパス 完成時は有料 2015年増設 |
| 圏央利根川橋     | 首都圏中央連絡自動車道   | 2015   | 茨城県猿島郡境町       | 茨城県猿島郡五霞町     |                                            |
| 境大橋           | 茨城・千葉県道17号       | 1964   | 茨城県猿島郡境町       | 千葉県野田市           |                                            |
| 下総利根大橋     | 茨城・千葉県道162号      | 1990   | 茨城県坂東市           | 千葉県野田市           | 完成時は有料                               |
| 芽吹大橋         | 茨城・千葉県道3号        | 1958   | 茨城県坂東市           | 千葉県野田市           |                                            |
| 利根川橋         | 常磐自動車道             | 1981   | 茨城県守谷市           | 千葉県柏市             |                                            |
| 新大利根橋       | 茨城・千葉県道47号       | 1980   | 茨城県取手市           | 千葉県柏市             | 守谷街道 完成時は有料                      |
| 大利根橋         | 国道6号                  | 1930   | 茨城県取手市           | 千葉県我孫子市         | 水戸街道 1974年架け替え                    |
| 栄橋             | 千葉・茨城県道4号        | 1930   | 茨城県北相馬郡利根町   | 千葉県我孫子市         | 1971年架け替え                             |
| 若草大橋         | 茨城・千葉県道68号       | 2006   | 茨城県北相馬郡利根町   | 千葉県印旛郡栄町       | 若草大橋有料道路                           |
| 長豊橋           | 国道408号                | 1968   | 茨城県稲敷郡河内町     | 千葉県成田市           |                                            |
| 常総大橋         | 茨城県道・千葉県道103号  | 1979   | 茨城県稲敷郡河内町     | 千葉県成田市           |                                            |
| 新利根川橋       | 首都圏中央連絡自動車道   | 2014   | 茨城県稲敷郡河内町     | 千葉県香取郡神崎町     |                                            |
| 神崎大橋         | 茨城県道・千葉県道107号  | 1967   | 茨城県稲敷市           | 千葉県香取郡神崎町     |                                            |
| 水郷大橋         | 国道51号                 | 1936   | 茨城県稲敷市           | 千葉県香取市           | 土木学会田中賞受賞 1977年架け替え          |
| 利根川橋         | 東関東自動車道           | 1987   | 千葉県香取市           | 千葉県香取市           |                                            |
| 小見川大橋       | 茨城・千葉県道44号       | 1973   | 千葉県香取市           | 千葉県香取市           |                                            |
| 利根川大橋       | 茨城・千葉県道260号      | 1971   | 茨城県神栖市           | 千葉県香取郡東庄町     | 利根川河口堰                               |
| 利根かもめ大橋   | 茨城・千葉県道198号      | 2000   | 茨城県神栖市           | 千葉県銚子市           | 銚子新大橋有料道路                         |
| 銚子大橋         | 国道124号                | 1962   | 茨城県神栖市           | 千葉県銚子市           | 完成時は有料 2013年架け替え                |

### 鉄道

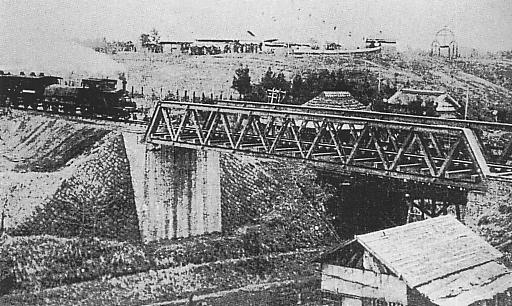
利根運河を渡河する千葉県営鉄道野田線。

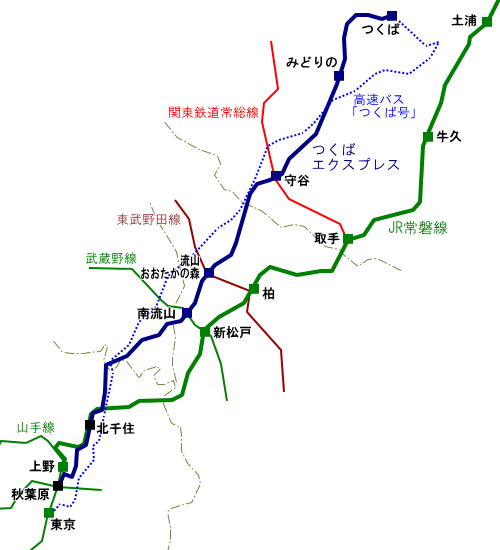
利根川下流域における鉄道路線の一部（常磐線・首都圏新都市鉄道つくばエクスプレスなど）。

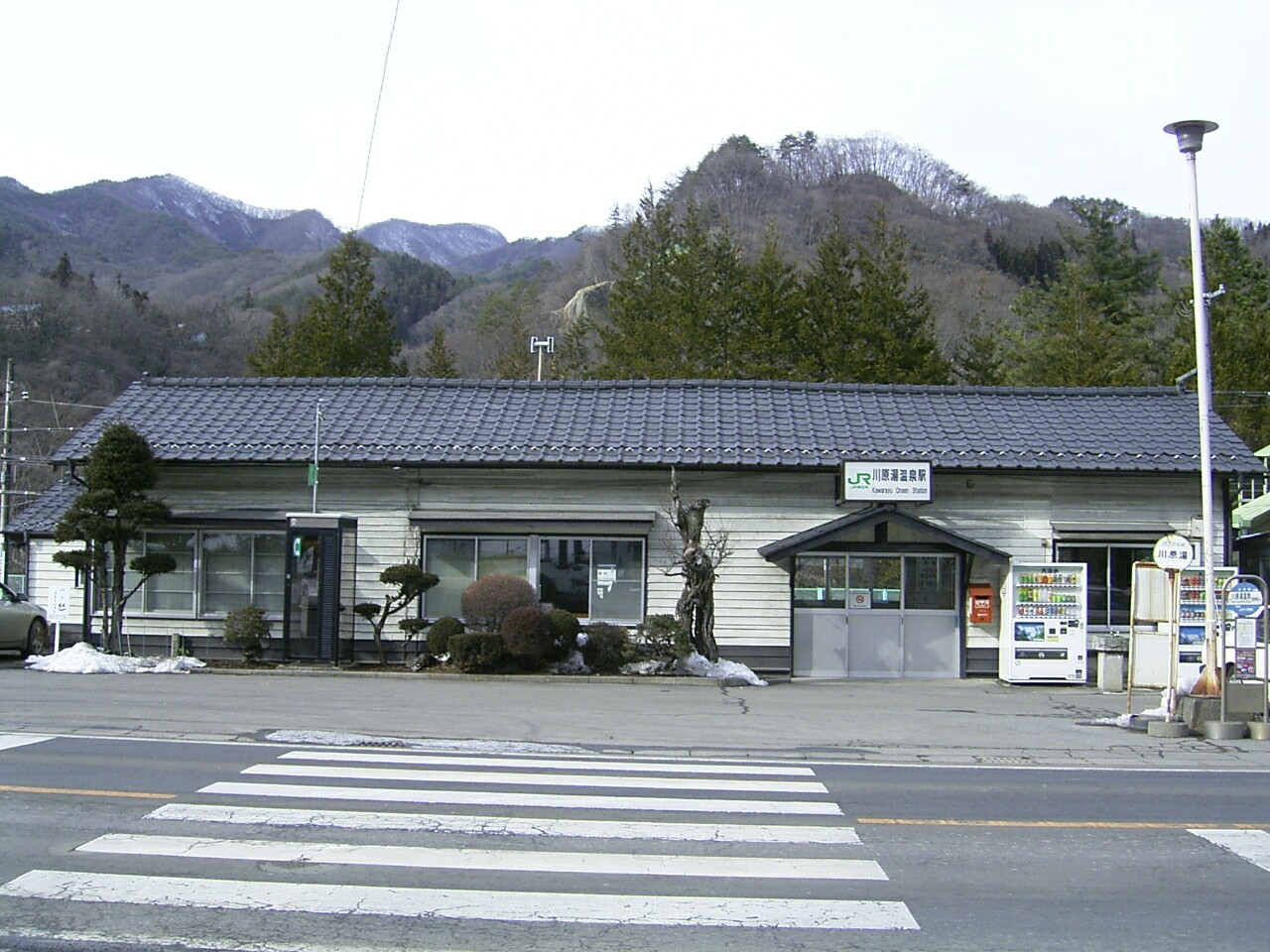
JR吾妻線川原湯温泉駅旧駅舎。八ッ場ダム工事に伴い解体され、跡地はダム湖に水没した。

1872年（明治5年）の新橋駅 - 横浜駅間における鉄道開業以降、関東地方では急速に鉄道網の整備が進められた。1880年（明治14年）には日本初の私鉄である日本鉄道が発足。1883年（明治16年）に上野駅 - 熊谷駅間を開通させたのを皮切りに翌1884年には高崎駅 - 前橋駅間が、1891年（明治24年）には日本鉄道奥州線（現・東北本線）、1895年（明治28年）には日本鉄道土浦線（現・常磐線）が田端駅 - 土浦駅間で開通した。こうした鉄道網発達に伴い利根川にも鉄道橋梁が建設され、1885年（明治18年）に利根川初の橋梁である東北本線利根川橋梁が完成、続いて1896年（明治29年）には常磐線利根川橋梁が完成した。
日本鉄道による東北本線の建設に際しては、利根川の架橋工事の問題が沿線の開発と並んで問題となった。大宮から分岐して宇都宮へ向かう実際に採用された案（甲線）と、熊谷から分岐して館林・佐野・栃木を経て宇都宮へ向かう案（乙線）が提案され、栃木県では県南部の開発をにらんで乙線を推進し、甲線は栗橋において利根川に長大な架橋を必要として工事が難しいことを訴えて運動を行った。しかし、両者を比較測量した結果、乙線では甲線に比べて新設する区間は5マイル（8 km）短いが、大宮 - 熊谷間21マイル（33.6 km）が加算されて全体としては遠回りになること、甲線は利根川に長大架橋が必要なものの大きな橋はそれ1箇所で他は工事が難しくないのに対して、乙線は多数の橋梁を必要として結果的に建設費が高く、また架橋の完成まで甲線は船で連絡して仮営業できるが、乙線は鉄道が多くの区間に分断されて仮営業が難しいこと、全体の工期が甲線の方が短いことなどから甲線が良いと結論し、利根川橋梁の建設に繋がった。
日本鉄道による利根川流域の鉄道網整備は他社を刺激し、以後続々と鉄道の敷設が進む。1894年に総武鉄道（現・総武本線）、1897年（明治30年）に成田鉄道（現・成田線）、1903年（明治36年）に東武鉄道伊勢崎線の利根川橋梁が完成し3年後の1906年（明治39年）羽生駅 - 川俣駅間が開通。1911年（明治44年）に千葉県営鉄道野田線（現・東武野田線）、1916年（大正5年）には流山軽便鉄道（現・流鉄）がそれぞれ運行を開始した。こうした鉄道網の整備は道路網の整備と並行して進められており、陸上交通網が発達することで水運から輸送の座を奪った。特に千葉県営鉄道野田線と流山軽便鉄道の開通はそれまで水運を利用していた野田の醤油、流山のみりん製造業が鉄道輸送に切替えたことで水運業者は大打撃を受け、後に利根運河が廃止される一因にもなった。また、1889年に開通した両毛線は沿線の栃木県足利市や群馬県桐生市の織物業輸送に利用され、鬼怒川方面からの流通が水運から離れたことも水運衰退の要因となっている。
利根川流域の鉄道網は戦後に入ると東京方面への通勤に利用するための鉄道網整備が進められ、複線化や複数の鉄道会社による相互乗り入れなどによる路線拡充が行われたほか、新規路線の整備も進められ2005年の首都圏新都市鉄道つくばエクスプレス開通まで多くの鉄道路線が整備された。利根川における橋梁で最も新しいのがつくばエクスプレス利根川橋梁である。現在利根川本流を渡河する鉄道路線は上流から上越線・両毛線・東武伊勢崎線・東武日光線・東北本線・東北新幹線・つくばエクスプレス・常磐線・鹿島線があり、流域内にはJR東日本の上越新幹線・北陸新幹線・信越本線・吾妻線・高崎線・八高線・武蔵野線・日光線・水戸線・総武本線・成田線・京葉線が走行し、私鉄では先述の東武鉄道、流鉄のほか京成電鉄、新京成電鉄・東葉高速鉄道・北総鉄道・銚子電鉄・秩父鉄道・上信電鉄・上毛電鉄・わたらせ渓谷鐵道・真岡鐵道・野岩鉄道・関東鉄道・鹿島臨海鉄道といった私鉄各社の本線・支線が縦横に走行している。また、地下鉄では都営新宿線、東西線が江戸川下流域を走行する。これらの鉄道路線は特に利根川以南の路線で年間の利用旅客数が多く、カスリーン台風のような大水害が発生すれば首都圏の鉄道網が大規模に寸断される危険性がある。
鉄道に関しては河川開発による路線変更例がある。草木ダムでは当時の国鉄足尾線（現・わたらせ渓谷鐵道）の一部区間が水没するため、事業者の水資源開発公団と国鉄の間で特殊補償交渉が行われた。最大の問題点はダムによって水没する草木駅の存廃であったが、結果的にダム湖右岸部に草木トンネルを建設し、神土駅（現・神戸駅） - 沢入駅間を繋ぐことになり、同駅は廃止された。吾妻線に関しては八ッ場ダムの建設により路線の一部が水没するため、岩島駅 - 長野原草津口駅で線路付け替え工事が行われ、川原湯温泉駅が高台に移転した。また、沼田ダム計画の折には上越線一部区間と沼田駅、岩本駅が水没するため、ダム湖沿いに新路線と新沼田駅の建設が予定されていたが、1972年にダム計画が中止となるに及んでこれらの路線変更計画も白紙となった。上越新幹線は関越自動車道と共に沼田市街地を大きく迂回しているが、これは沼田ダム建設が念頭にあったという新潟大学名誉教授（河川工学）の大熊孝による指摘がある。
利根川上流域に当たる群馬県と新潟県、長野県境は勾配が急なため、鉄道の敷設に関して特別な対策が取られていた。上越線上りでは湯檜曽川沿岸を走る土合駅 - 湯檜曽駅間にループ線が設けられている。一方信、越本線では碓氷川沿岸を走る横川駅 - 軽井沢駅間 にアプト式ラックレールを用いたラック式鉄道を1893年（明治26年）より日本で唯一採用していたが、1963年に廃止されている。
| 橋梁                         | 鉄道路線           | 供用年 | 上り側最寄駅 | 下り側最寄駅 | 備考                   |
| ---------------------------- | ------------------ | ------ | ------------ | ------------ | ---------------------- |
| 上越線第八利根川橋梁         | 上越線             | 1931   | 水上駅       | 湯檜曽駅     |                        |
| 上越線第七利根川橋梁         | 上越線             | 1931   | 水上駅       | 湯檜曽駅     |                        |
| 上越線第六利根川橋梁         | 上越線             | 1931   | 水上駅       | 湯檜曽駅     |                        |
| 上越線第五利根川橋梁         | 上越線             | 1924   | 岩本駅       | 沼田駅       |                        |
| 上越線第四利根川橋梁         | 上越線             | 1924   | 津久田駅     | 岩本駅       |                        |
| 上越線第三利根川橋梁         | 上越線             | 1924   | 津久田駅     | 岩本駅       |                        |
| 上越線第二利根川橋梁         | 上越線             | 1924   | 津久田駅     | 岩本駅       |                        |
| 上越線第一利根川橋梁         | 上越線             | 1924   | 渋川駅       | 敷島駅       |                        |
| 両毛線利根川橋梁             | 両毛線             | 1889   | 新前橋駅     | 前橋駅       |                        |
| 東武伊勢崎線利根川橋梁       | 東武伊勢崎線       | 1903   | 羽生駅       | 川俣駅       | 1962年改築             |
| 東武日光線利根川橋梁         | 東武日光線         | 1929   | 栗橋駅       | 新古河駅     |                        |
| 東北本線利根川橋梁           | 東北本線           | 1885   | 栗橋駅       | 古河駅       | 1980年改築             |
| 東北新幹線新利根川橋梁       | 東北新幹線         | 1974   | 大宮駅       | 小山駅       | 年代は橋梁の完成年     |
| つくばエクスプレス利根川橋梁 | つくばエクスプレス | 2005   | 柏たなか駅   | 守谷駅       |                        |
| 常磐線利根川橋梁             | 常磐線             | 1896   | 天王台駅     | 取手駅       | 直近では2013・14年改築 |
| 常磐線新利根川橋梁           | 常磐線             | 1977   | 天王台駅     | 取手駅       |                        |
| 鹿島線利根川橋梁             | 鹿島線             | 1970   | 十二橋駅     | 潮来駅       |                        |

## 観光

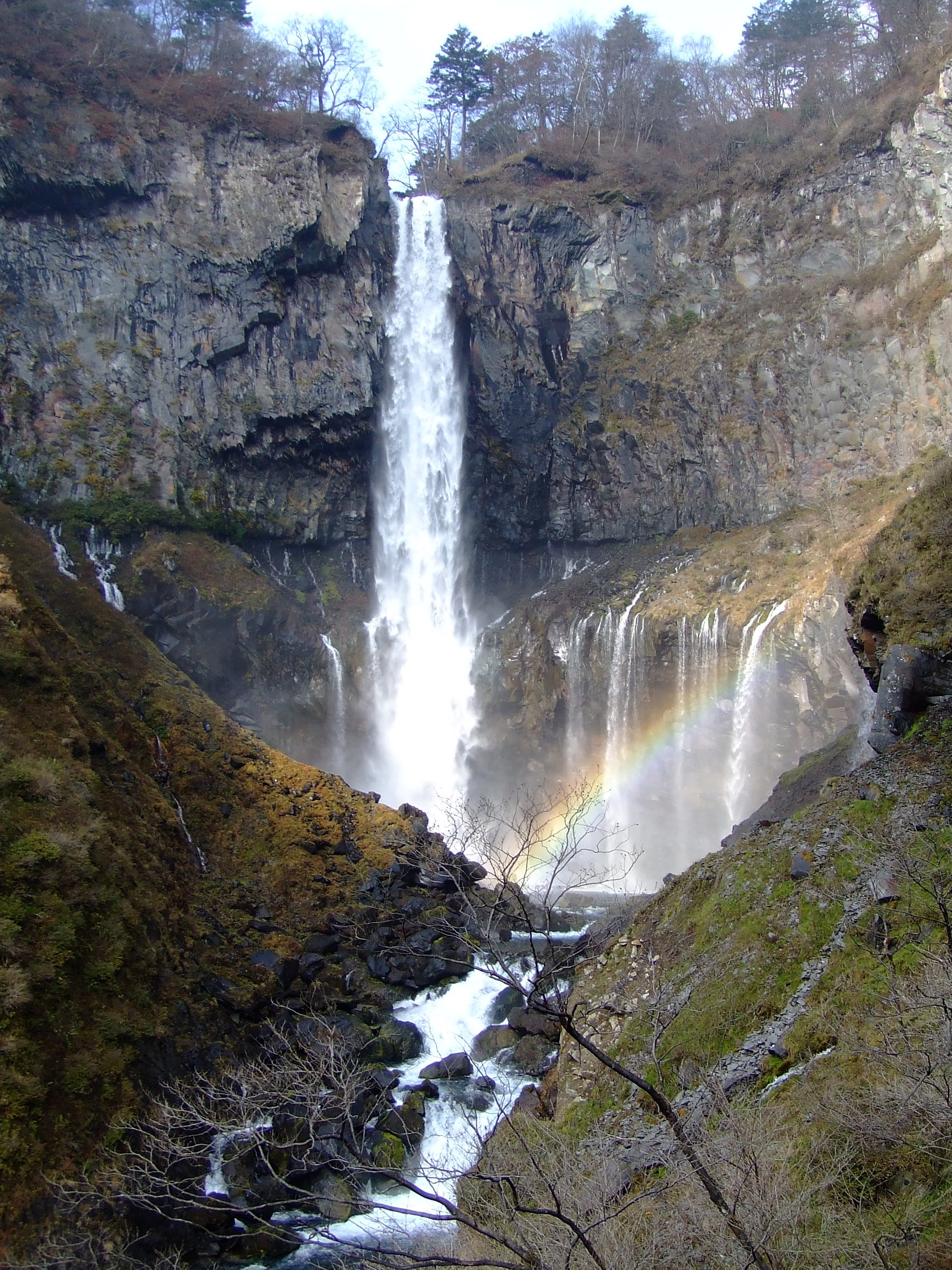
日光国立公園、国の名勝、日本の滝百選に指定・選定された華厳滝（大谷川）。

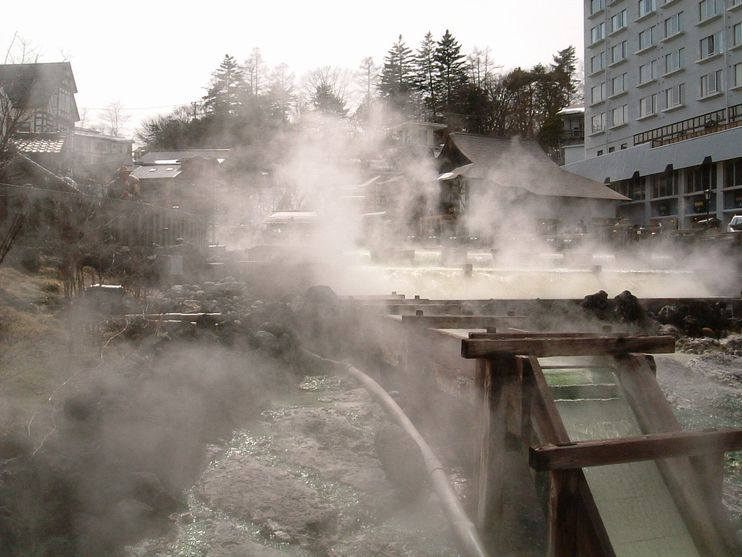
草津温泉の源泉である湯畑。上信越高原国立公園。

流域には自然公園が多く存在し、その中に山・湿原・峡谷・滝・湖沼などの景勝地や温泉が存在する。また、多くの文化財や観光地も存在する。これらの多くは先述した道路網や鉄道網の発達で首都圏からの交通アクセスも至便であることから、多くの観光客が訪問する。また、河川施設や河川自体についても地域の観光資源や身近なレクリェーションスポットとして多くの市民に利用されている。
自然公園としては三国山脈、浅間山、草津白根山などを含んだ上信越高原国立公園、日光・鬼怒川を始めとした日光国立公園、至仏山・片品川源流の尾瀬国立公園といった国立公園、妙義山・荒船山を中心とした妙義荒船佐久高原国定公園や筑波山・霞ヶ浦・水郷一帯を中心とした水郷筑波国定公園の国定公園のほか、多くの県立自然公園が存在する。こうした自然公園内には多くの景勝地が存在するが、国の名勝や日本の滝百選、日本百名山に選定されたものも多い。国の名勝に指定されたものとして華厳滝と中禅寺湖、三波石峡（神流川）、吾妻渓谷（吾妻川）、吹割の滝（片品川）などが、日本の滝百選には華厳の滝、吹割の滝のほか霧降の滝、常布の滝、不動滝が、日本百名山には至仏山、谷川岳、平ヶ岳、巻機山、男体山、日光白根山、皇海山、武尊山、赤城山、草津白根山、四阿山、浅間山、筑波山が選定。国の天然記念物には十六島ホタルエビ発生地（千葉県）、三波石峡・三波川のサクラと吹割の滝（群馬県）などが指定され、浅間山熔岩樹型は国の特別天然記念物に指定されている。この他の景勝地としては湿原では戦場ヶ原、鬼怒沼湿原、玉原湿原など、峡谷では照葉峡・諏訪峡・綾戸渓谷（利根川）、高津戸峡（渡良瀬川）、龍王峡と瀬戸合峡（鬼怒川）など、湖沼では霞ヶ浦や中禅寺湖、榛名湖などがある。
利根川流域には温泉が多く湧出し、関東地方に存在する主要な温泉地の多くは利根川流域内に存在する。この中には伊香保温泉、草津温泉、鬼怒川温泉といった日本で知名度の高い温泉郷が存在するほか、宝川温泉、水上温泉、四万温泉、猿ヶ京温泉、万座温泉、老神温泉、川原湯温泉、川治温泉、湯西川温泉など多数の温泉がある。霧積温泉は映画『人間の証明』の舞台にもなった。しかし川原湯温泉については八ッ場ダム建設に伴い、かつての温泉が水没することから、代替の新しい源泉と温泉地整備が行われた。また矢木沢ダム建設により湯の花温泉が水没。猿ヶ京温泉や老神温泉は相俣ダム・薗原ダム建設に伴って一部の旅館が移転し、温泉街の整備が行われた。景勝地・温泉以外の観光地としては草木湖畔のみどり市立富弘美術館、碓氷峠鉄道文化むら、日光江戸村、東武ワールドスクウェア、牛久大仏などがある。また、夏には花火大会が流域の各所で行われ、冬には利根川上流域や鬼怒川上流域において多くのスキー場が営業する。
利根川流域にある文化財としてはユネスコの世界文化遺産に登録されている日光東照宮などの日光の社寺を始め、国の史跡・重要文化財として丸沼ダム、碓氷第三橋梁などの碓氷鉄道施設遺産群（群馬県）、足尾銅山跡（栃木県）、横利根閘門（茨城県）、伊能忠敬旧宅（千葉県）が、特別史跡として日光杉並木街道、大谷磨崖仏、常陸国分寺跡・常陸国分尼寺跡などがある。県の史跡としては埼玉県が最多で見沼通船堀遺跡・鷲宮神社寛保治水碑・栗橋関所跡・川俣関所跡・石田堤・忍城・伊奈忠次墓などがあり、この他田中正造旧宅・二宮尊徳墓（栃木県）、榊原康政画像と墓など4箇所（群馬県）、熊沢蕃山墓（茨城県）がある。
河川開発により建設されたダムや河川敷についてであるが、ダムは矢木沢・奈良俣・相俣・下久保・草木の各ダム湖が所在自治体の推薦によりダム湖百選に財団法人ダム水源地環境整備センターより選定されている。川治ダムでは観光用の日本初国産水陸両用バスの運行が開始され鬼怒川地域の新たな観光スポットとなったほか、毎年夏に矢木沢・奈良俣両ダムの試験放流が実施され多くの観光客が訪れるなど 観光資源として活用されている。また利根川中流、下流部の河川敷は広大であることから多くの流域住民が散歩やスポーツ、サイクリングなどに利用しており、ゴルフ場も多く存在する。利根川水系河川整備計画策定に当たり流域住民に行ったアンケートによれば河川敷の利用について様々な意見が出されたが、ラジコン飛行機の使用については愛好家が河川敷に専用の場所を設けるよう要望する一方でそれに反対する住民もいるほか、イヌの散歩による糞に対する苦情や水上オートバイ利用に対する苦情も多く出されており、河川をレクリェーションの場として整備する方針を掲げている国交省は対応に苦慮している。

## 民俗

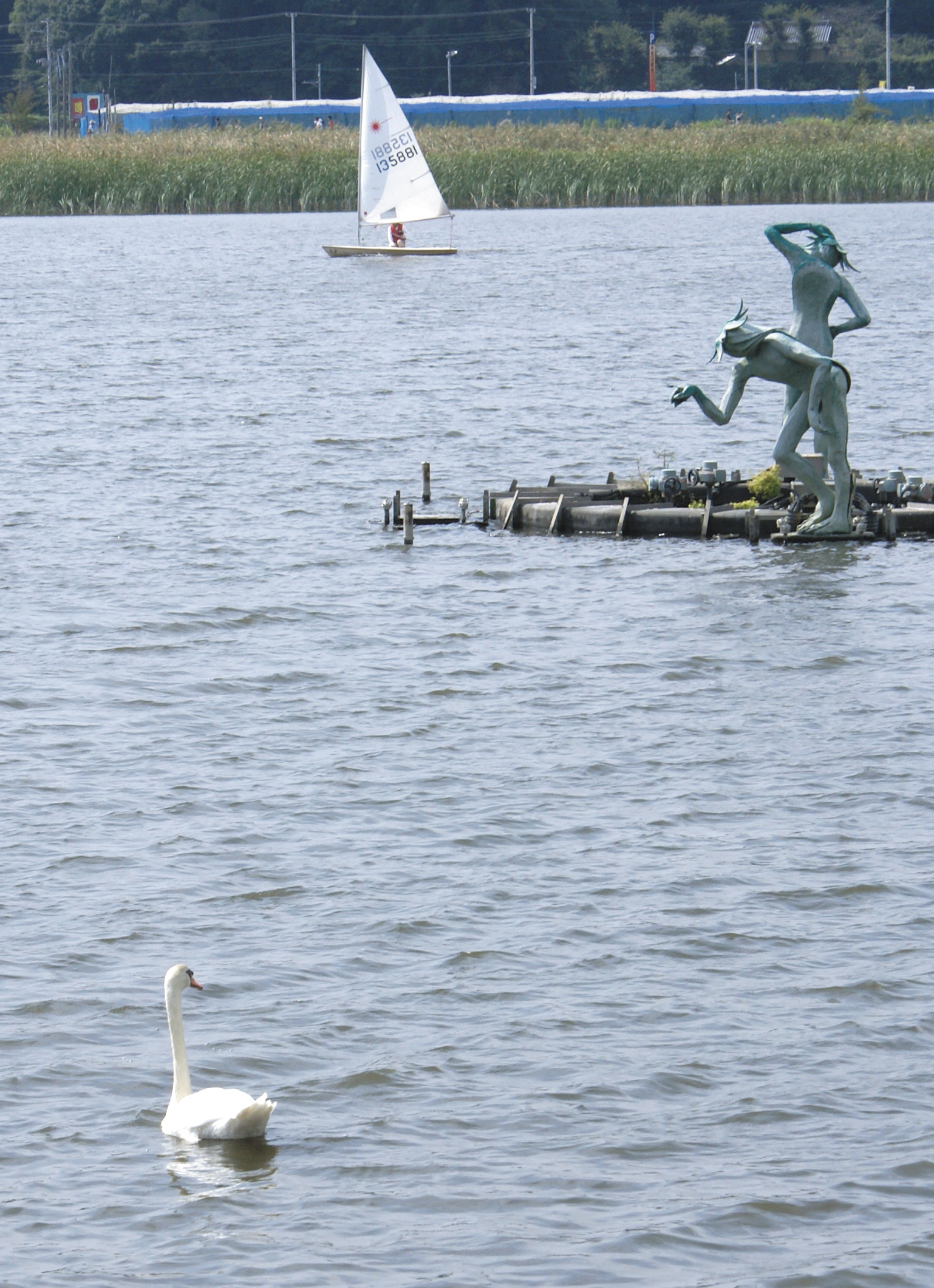
手賀沼の河童像。

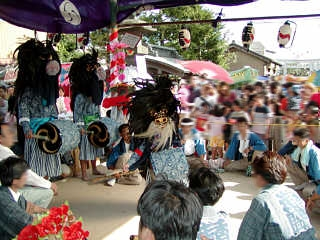
戸ヶ崎香取神社（三郷市）の三匹獅子舞。毎年7月に行われる。

利根川流域の民俗は、当然ながら水に関するものが多い。古くより暴れ川として洪水の被害を多くもたらした利根川の流域住民は、自己防衛として水塚と呼ばれる洪水を避けるための家屋を建てている。この家屋は利根川中流部の群馬県館林市・邑楽郡、栃木県足利市・栃木市、茨城県古河市、埼玉県加須市に集中して築造された。水塚は納屋や母屋よりも高い位置に造られ、『板倉町史』によれば概ね3 - 5 mの盛土上に建てられている。これは谷田川堤防の高さとほぼ同一であり、非常用の備蓄食糧や農作業に必要な農具などを格納し洪水時には仏壇を避難させた。また揚舟と呼ばれる小舟を軒下に吊るし、非常時には物資輸送や避難民救助に使用した。この水塚は木曽川の水屋と同様の水防システムであり、加須市を中心に輪中も存在していた。これらはカスリーン台風の際にも有効に機能している。
水害より流域を守るため水神に捧げる人身御供も行われていた。一例として埼玉県幸手市には「順禮（）供養塔」が建立されているが、これは利根川の洪水で堤防決壊寸前の所に偶然通りかかった母子連れの巡礼者が人柱として自ら川に入水し、洪水と堤防決壊を抑えた。このため住民がこの母子を供養し水防の守護神として祀るために建立したという伝承である。利根川上流域や鬼怒川下流域では「川の流れは3尺流れれば水神様が清める」という信仰が伝わっており、湧水や沢、堰付近に水神を祀る水神宮が存在し、正月には供物を捧げたほか群馬県利根郡では「お茶祭り」という祭礼も行われた。弘法大師・空海の伝説も各所に残り、「弘法清水」「弘法井戸」と呼ばれる湧水や井戸が利根川流域にも広く分布している。群馬県邑楽郡板倉町にある雷電神社は雷を呼んで雨乞いをする習慣の中で、雷神を祀っている。
水神信仰に関連して河童の伝説も利根川流域には伝わる。河童は利根川が流域の農業・漁業資源をもたらすことからその恩恵対象として信仰される一方で、洪水という災害を招く意味での妖怪という両面の意味で表現されている。流域に伝わる伝承の多くは人間に悪戯を働くため住民に捕らえられ、謝罪する際のお詫びとして農作業の手伝いをしたり河童秘伝の薬法を伝授するという内容であり、河童の薬法を基にした家伝薬が伝わっているという。また『望海毎談』という書物には「子っこ」という河童が居て、毎年その居を変えるが河童が居るところには災いが多いと記している。牛久沼にも河童の伝説は多く、牛久沼畔で暮らした日本画家の小川芋銭は1938年に『河童百図』という河童の画集を発表している。
利根川流域に伝わる民俗芸能は自然を背景として農業を主とした生産活動に深く関連する。最も多く分布するのが獅子舞で、3匹1組の三匹獅子舞が大きな特徴である。悪霊退散の祈願や収穫感謝の祝いとして上流部・中流部を中心に多く行われ、埼玉県は日本一の獅子舞王国とされている。発展形として獅子の代わりに水神である龍を用い龍頭舞とする地域もある。年頭に御歩射（）という弓で的を射てその年の豊作・凶作を占う神事が千葉・茨城県境の利根川下流部一帯で行われていたほか、村祭りでは神楽や囃子が行われた。また、農作業や織物、さらには堤防建設の際に歌われる「作業歌」も民俗芸能として伝わっている。

## 関連する人物
- 源頼朝：鎌倉幕府初代将軍。為政者として初めて利根川の堤防整備を行う。
- 北条氏政：後北条氏第4代当主。関宿城を獲得し利根川の水運を掌握。権現堂堤を建設する。
- 松平忠吉：徳川家康四男。武蔵国・忍城主時代に利根川東遷事業の端緒である会の川締切を行う。
- 榊原康政：徳川家康家臣で徳川四天王の1人。利根川本流の本格的な堤防となる文禄堤を建設する。
- 伊奈忠次：徳川家康家臣。備前渠用水を始め利根川の治水・利水事業に深く関わる。忠次以降12代伊奈忠尊まで続く関東郡代・伊奈氏の初代。
- 井沢為永：通称・弥惣兵衛。享保の改革で将軍・徳川吉宗により勘定吟味役に取り立てられ、見沼代用水を建設する。
- 田沼意次：江戸幕府の老中。印旛沼の干拓と放水路事業を計画し実行に移すが、反対派により失脚。
- 水野忠邦：江戸幕府の老中。天保の改革において印旛沼の干拓と放水路事業を計画するが、反対派により失脚。
- ローウェンホルスト・ムルデル：近代利根川治水事業の創始者。利根川の計画高水流量を初めて算出。利根運河建設の総指揮を執る。
- 大須賀庸之助：衆議院議員。利根川治水事業に尽力するも、故郷の香取郡を分割する千葉・茨城両県の県境変更計画に反対する。
- 田中正造：衆議院議員。足尾鉱毒事件を告発。渡良瀬遊水地建設に反対する。
- 徳田球一：衆議院議員・日本共産党書記長。『利根川水系の綜合改革』を著し利根川総合開発の私案を発表。房総導水路・武蔵水路構想を最初に発案。
- 松永安左エ門：東邦電力社長・産業計画会議議長。「電力の鬼」と呼ばれた実業家。日本最大の多目的ダム計画・沼田ダム計画を立案。
- 前原誠司：衆議院議員。鳩山由紀夫内閣の国土交通大臣時代に八ッ場ダム事業中止を決断するが、流域自治体・水没予定地住民の反発を招く。

## 利根川を由来とする名称
- TONE：同社の社名及び工具ブランド「TONE（トネ）」はこの川が名称の由来となっている。
- 日本の軍艦・自衛艦で3代にわたり使用されている名称でもある。
  - 利根 (防護巡洋艦)：帝国海軍の防護巡洋艦。1910年就役。
  - 利根 (重巡洋艦)：帝国海軍の利根型重巡洋艦の1番艦。1938年就役。
  - とね (護衛艦)：海上自衛隊のあぶくま型護衛艦の6番艦。1993年就役。